# Triết học phương Tây

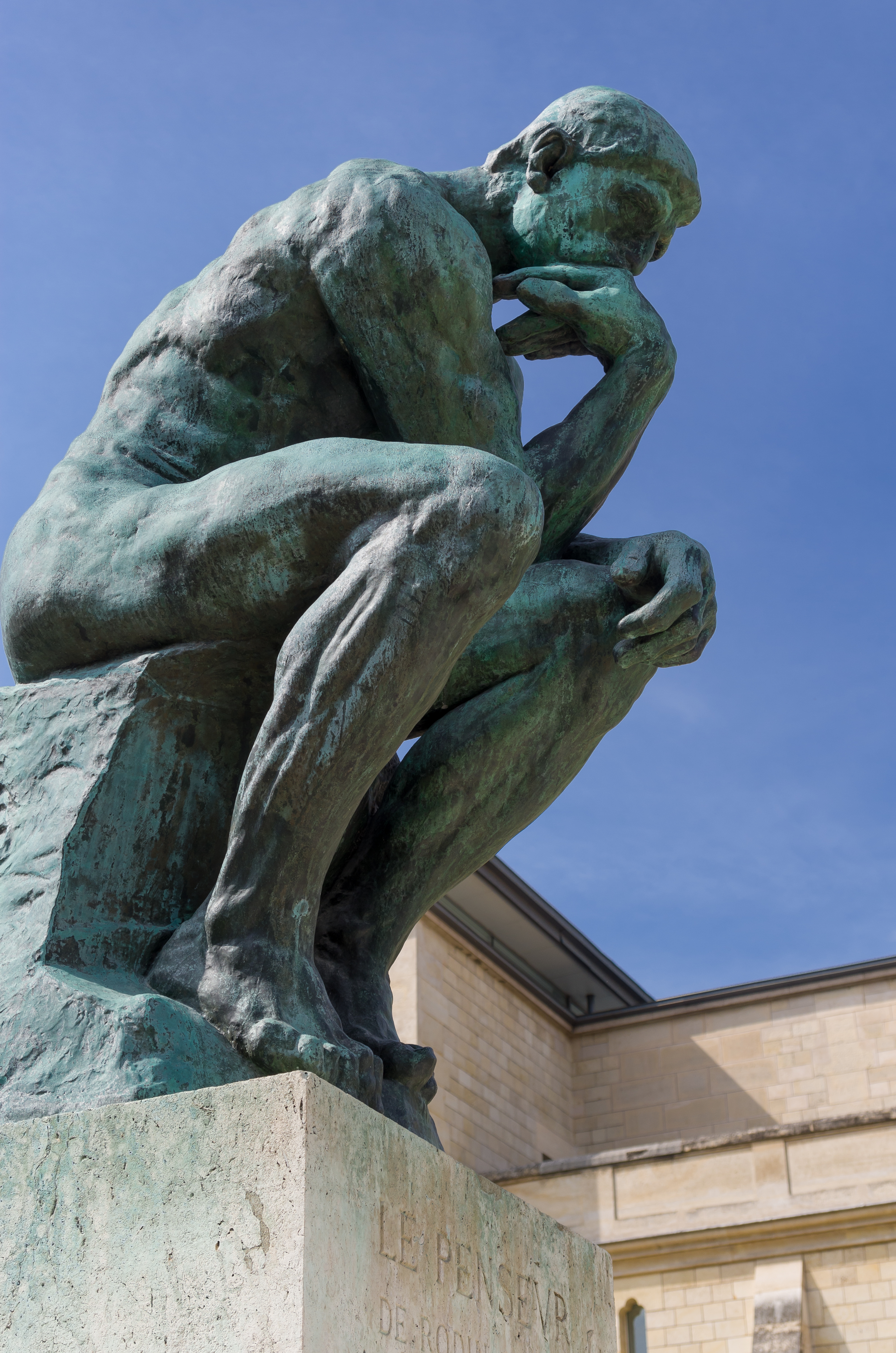
Bức tượng Người suy tư, Auguste Rodin

Thuật ngữ "Triết học phương Tây" muốn đề cập đến các tư tưởng và những tác phẩm triết học của thế giới phương Tây. Về mặt lịch sử, thuật ngữ này đề cập đến tư duy triết học trong văn hóa phương Tây, bắt đầu với triết học Hy Lạp trong thời kì tiền-Socrates với những đại biểu như Thales và Pythagoras, và cuối cùng phát triển với phạm vi trên toàn cầu. Từ "philosophy" bắt nguồn từ chữ Hy Lạp cổ đại philosophía (φιλοσοφία) với nghĩa đen là "tình yêu trí tuệ" (φιλεῖν phileîn, "yêu" và σοφία sophía, "trí tuệ"). Một cách tường minh hơn, triết học có thể được định nghĩa là: "những nỗ lực của con người nhằm nghiên cứu một cách hệ thống các cấu trúc căn bản nhất của toàn bộ trải nghiệm mà ta có, nhằm đạt được những niềm tin rõ ràng về mặt khái niệm, được xác nhận về mặt kinh nghiệm và nhất quán về mặt tư duy nhất có thể."
Trong lịch sử, phạm vi của triết học bao gồm tất cả những nỗ lực nhằm đạt tới trí tuệ, tức bên cạnh những vấn đề triết học như cách mà ta hiểu hiện tại, nó cũng chứa đựng kiến thức của những bộ môn mà nay được coi là khoa học như vật lý, toán học và thiên văn học. Chẳng hạn, cuốn sách Các nguyên lý toán học của triết học tự nhiên của Newton nay được coi là một tác phẩm về vật lý chứ không phải triết học. Triết học, theo cách hiểu hiện đại hơn, thường đề cập đến các vấn đề thuộc vào ba lĩnh vực chính là nhận thức luận (ví dụ, "Con người có thể nhận thức được những gì?"), siêu hình học ("Bản chất tối hậu của hiện thực là gì?") và luân lý học ("Tiêu chí gì đánh giá một hành động là tốt hay xấu?"). Bên cạnh đó, một số chủ đề khác như logic, chính trị-xã hội và tôn giáo cũng có thể coi là thuộc về triết học.
Các vấn đề và cách tiếp cận chúng của triết học phương Tây thay đổi không ngừng trong suốt hành trình dài hơn 25 thế kỷ của nó. Những nhà triết học Hy Lạp đầu tiên đã chiêm ngưỡng vũ trụ và đi tìm những yếu tố và các nguyên lí chi phối nó. Khi các thành bang Hy Lạp được hình thành, các câu hỏi về pháp luật và đời sống của công dân trở thành những vấn đề quan trọng nhất cần được giải quyết. Sự trỗi dậy của Kitô giáo vào khoảng thế kỷ thứ 5 sau Công nguyên mang đến cho triết học những câu hỏi mới như Sáng thế, đức tin và lý trí hay các vấn đề về Chân lý. Thời kỳ thịnh trị của Kitô giáo này được gọi là thời kỳ Trung cổ và kéo dài khoảng 10 thế kỷ. Đến thời kỳ Phục Hưng, mối quan tâm lại hướng về thế giới tự nhiên bí ẩn và các quy luật chi phối nó, với đỉnh cao là các khám phá của Newton. Các chủ đề triết học giai đoạn này thiên về hướng nhận thức luận và tập trung vào tâm trí con người, thứ đã giúp tạo nên những tiến bộ khoa học vượt bậc vào thời điểm đó. Sau cuộc cách mạng của Kant, triết học vào thế XIX rất đa dạng và mở ra nhiều hướng đi khác nhau. Đây chính là tiền đề tạo nên ba trường phái triết học khác hẳn nhau vào thế kỷ XX là: chủ nghĩa thực dụng, triết học phân tích và triết học hiện sinh. Đó cũng là những trường phái triết học có ảnh hưởng sâu rộng cho tận ngày nay.

## Triết học thời kỳ cổ đại

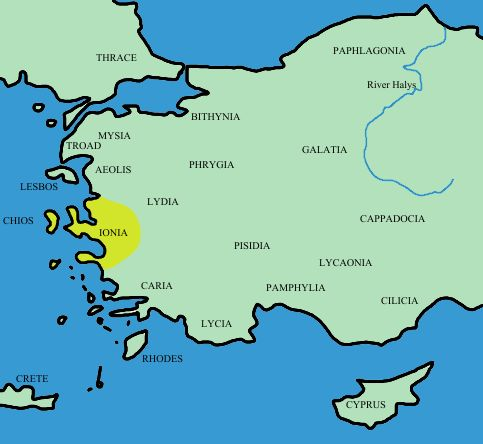
Ionia, nơi phát sinh của triết học Hy Lạp cổ đại, ở phía Tây Tiểu Á

Triết học ra đời tại Hy Lạp vào khoảng thế kỷ VI trước công nguyên. Những nhà triết học đầu tiên không sống tại vùng lục địa của đất nước này mà sinh sống tại những đảo hay những vùng đất bên rìa, trên bờ phía Nam của nước Ý và ở bờ phía Tây của đất nước Thổ Nhĩ Kỳ ngày nay. Không chỉ là những nhà triết học, họ cũng đồng thời là những nhà khoa học và một số người còn là những lãnh tụ tôn giáo, vì ranh giới giữa ba lĩnh vực này chỉ trở nên rõ ràng sau nhiều thế kỷ nữa. Cội nguồn của nhiều, nếu không phải là tất cả, ngành học hàn lâm sau này có thể được truy nguyên về vùng đất Tiểu Á và Hy Lạp-Ý này. Tên tuổi của những triết gia thời kì sơ khai này vẫn được nhắc đến nhiều ngay cả ở thời điểm hiện tại, rất nhiều nhà tư tưởng khi nhìn lại đều coi những nhà triết học phương Tây đầu tiên này là bậc thầy hay "tổ phụ" của họ.

### Thời kỳ Tiền-Socrates

#### Những nhà triết học Ionia
Pythagoras (k. 580-572 – k. 500-490 TCN) được tôn vinh trong những tác phẩm kinh điển là một trong những người nhà triết học đầu tiên của Hy Lạp cổ đại. Ngày nay, tên tuổi của ông gắn liền với những công trình toán học, đặc biệt là định lý mang tên ông nói về mối quan hệ giữa chiều dài cạnh huyền và hai cạnh góc vuông trong một tam giác vuông. Dù danh tiếng của ông gắn với toán học, ông cũng có những đóng góp không nhỏ cho triết học. Phái của Pythagoras tin rằng, tất cả sự vật đều được cấu tạo từ những con số, trong đó số "1" biểu hiện cho cội nguồn của vạn sự. Nhờ việc tìm ra mối liên hệ giữa toán học, âm nhạc và quỹ đạo chuyển động của hành tinh, Pythagoras cùng những môn đệ của mình tin rằng: quy luật của Toán học cũng chính là quy luật của Vũ trụ (en. Cosmos) này. Bên cạnh đó, Pythagoras cũng tin rằng linh hồn của con người sau khi chết đi sẽ được chuyển đến một loại động vật khác nào đó; chính vì vậy mà ông ăn chay và cũng khuyên những môn đệ của mình thực hiện như vậy.
Một nhà hình học lỗi lạc khác là Thales (k. 624 – k. 546 TCN). Giống như Pythagoras, định lý mang tên ông được nhắc đến và ứng dụng rất nhiều trong bộ môn hình học. Nhờ những kiến thức của mình, Thales có thể đo được chiều cao của kim tự tháp nhờ bóng đổ xuống của chúng. Khi Thales dự đoán thành công về thời điểm xảy ra nhật thực vào năm 585 trước Công nguyên, ông chỉ ra rằng thế giới được vận hành bởi những quy luật bất biến mà con người có thể hiểu được. Về mặt triết học, Thales có lẽ là người đầu tiên đặt câu hỏi về cấu trúc và bản chất của toàn thể vũ trụ. Và câu trả lời của ông là nước, theo Thales thì tất cả mọi vật đều được cấu tạo từ nước, còn chính mặt đất này cũng nổi trên một khối nước (sau này, Aristotle đặt câu hỏi thêm: thế khối nước đó lại đặt trên thứ gì?) Thales không tin rằng linh hồn có thể chuyển giao như Pythagoras, nhưng ông tin rằng linh hồn là bất diệt.

Người cuối cùng và có lẽ nổi tiếng nhất về mặt triết học trong số những triết gia đầu tiên trên đảo Ionia là Heraclitus (k. 535 – k. 475 TCN). Trái ngược hoàn toàn với Thales, Heraclitus tin rằng cả thế giới được cấu tạo từ lửa và ông đặt ra vòng chuyển biến giữa bốn nguyên tố cổ điển (khí, nước, đất, lửa) với lửa làm trung tâm. Nhưng ý tưởng rằng thế giới được "làm" từ lửa không gây ấn tượng bằng quan điểm của ông cho rằng: mọi thứ đều thay đổi và biến động và quá trình này không bao giờ dừng lại. Điều này được thể hiện qua một câu nói nổi tiếng của ông:
| “            | Không ai tắm hai lần trên cùng một dòng sông | ” |
| — Heraclitus |                                              |   |

Cuối cùng, Heraclitus tin rằng, bản chất của hiện thực đang bị che giấu hoàn toàn bởi vẻ bề ngoài mà nó thể hiện. Chìa khóa để khai mở được những bí mật này chính là Logos (gr. λόγος). Logos là một thuật ngữ đặc biệt và có nhiều nghĩa khác nhau, đó có thể là "lời nói", "ý kiến", "dự tính", "lý trí" hay "biện luận chặt chẽ, hợp lý" (nét nghĩa này đã phái sinh nên từ logic hay hậu tố -logy trong tiếng Anh mà ta biết ngày nay). Cũng giống như Pythagoras, Heraclitus tìm kiếm bản chất của thế giới không ở những sự vật trong nó mà là ở những quy luật, trật tự đang chi phối nó. Quan điểm nhìn nhận vũ trụ như một chính thể hài hòa, trật tự, hoàn hảo và thần diệu là một nét rất nổi bật trong triết học Hy Lạp cổ đại.

#### Phái Nguyên tử luận
Một trong số những tư tưởng quan trọng có nguồn gốc từ thời cổ đại đó là: mọi vật đều được cấu tạo từ các nguyên tử, và những người theo phái này được gọi là những nhà Nguyên tử luận. Democritus (k. 460 – k. 370 TCN) là đại biểu nổi tiếng nhất của trường phái này và ông là học trò của Leucippus, người mà ta không có nhiều thông tin. Không còn tác phẩm nguyên văn nào của Leucippus còn tồn tại, nên ta chỉ có thể dựa vào những học thuyết của học trò ông.
Democritus cho rằng, mọi vật không thể phân chia vô giới hạn. Theo ông, nếu ta lấy một mẩu vật chất và phân nhỏ liên tục nó, sẽ đến một điểm mà ta không thể chia nhỏ tiếp được nữa, ông gọi các phần tử thu được là "atom", nghĩa là "không thể chia nhỏ" hay "nguyên tử". Những lập luận của Democritus là dựa trên tư duy triết học thuần túy chứ không qua thực nghiệm. Democritus giải thích toàn bộ thế giới theo ý tưởng "atom" ở trên, theo đó: "tất cả mọi vật đều được cấu tạo từ nguyên tử và khoảng không giữa chúng". Thậm chí, mùi vị của thức ăn cũng được giải thích bằng khái niệm nguyên tử, chẳng hạn: vị ngọt có nguồn gốc từ những nguyên tử to và tròn hơn, còn vị mặn là do các nguyên tử lớn, xù xì và sắc cạnh.

### Thời kỳ Cổ điển

#### Socrates
| “          | Cuộc đời không tự vấn là cuộc đời không đáng sống | ” |
| — Socrates |                                                   |   |

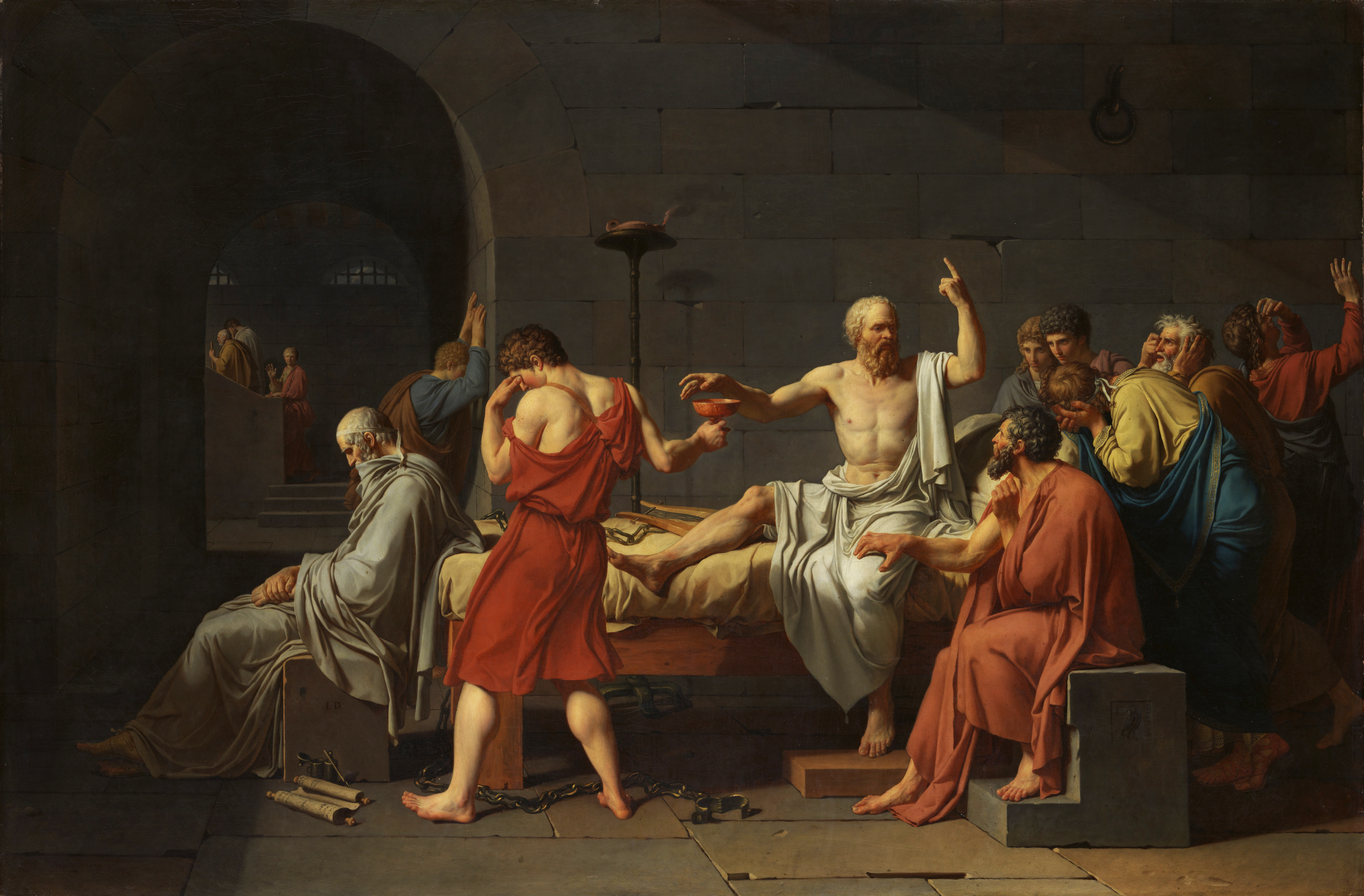
"Cái chết của Socrates", tác phẩm của Jacques-Louis David. Socrates đã được ban một ly sâm độc để tự tử. Bức tranh mô tả khoảnh khắc Socrates nhận được ly thuốc độc và ẩn chứa nhiều biểu tượng cũng như hình ảnh ẩn dụ.

Socrates (k. 470 – k. 399 TCN) là một trong những nhà triết học lớn nhất và nổi tiếng nhất của thời cổ đại, điều này được thể hiện khi tất cả các triết gia trước ông đều được cho là thuộc vào "thời kỳ Tiền-Socrates". Socrates không viết bất cứ một bản văn nào, ông cho rằng viết lách làm trí nhớ tệ đi và cảm thấy khó chịu nếu phải làm vậy. Do vậy, chúng ta phải dựa vào tác phẩm của các học trò của ông, như Plato và Aristotle, cũng như của các tác giả đương thời khi nghiên cứu về ông.
Socrates được cho là người đầu tiên thiết lập nên thứ mà ngày nay chúng ta gọi là "tư duy phản biện", phương pháp đặt ra những câu hỏi bản chất và yêu cầu suy nghĩ do vậy cũng được mang tên ông: phương pháp Socrates. Cách thức được Socrates sử dụng để dẫn dắt đối phương đến với tri thức được gọi là "biện chứng" (en. dialectic). Phương pháp này có hình thức là một chuỗi các câu hỏi và trả lời được trao đổi qua lại giữa người thầy và học trò, trong đó: những câu hỏi sau sẽ bộc lộ những điểm chưa hợp lý của câu trả lời trước đó. Đặc điểm mạnh mẽ nhất của phương pháp này là, thay vì cung cấp ngay đáp án cho vấn đề, người học có thể tự nhận biết những khiếm khuyết của mình và tư duy để tìm ra câu trả lời thỏa đáng hơn. Đã có nhiều tác phẩm có mô tả cuộc tranh biện hay đối thoại giữa Socrates và những chính trị gia, nhà thơ và các chuyên gia, những người được cho là sở hữu một lượng trí tuệ đáng kể; song rút cục thì không ai có thể bảo vệ danh tiếng của mình trước những câu hỏi phản biện và sắc bén của Socrates, người tự nhận: "Điều duy nhất tôi biết là tôi không biết gì cả."
Socrates cũng quan tâm đến đạo đức hành xử trong cuộc sống. Với Socrates, trí tuệ và đức hạnh là hai khái niệm đồng nghĩa với nhau. Nếu một người biết rằng hành động nào là tốt, anh ta sẽ thực hiện nó. Một cách diễn đạt khác cho tư tưởng của Socrates là: "không ai làm điều tội lỗi mà thực sự chủ tâm điều đó", do vậy, để có thể đạt được những đức hạnh thực sự, việc truy tìm tri thức và tăng vốn hiểu biết phải được thực hiện. Trong một chừng mực nào đó, mối liên hệ mật thiết giữa đức hạnh và trí tuệ chính là một đặc trưng của triết học Hy Lạp cổ đại nói chung.
Socrates bị kết án tử hình vào năm 399  TCN với tội danh đầu độc tâm trí những người trẻ và báng bổ thánh thần. Socrates nói rằng, phản bác bản án đó là điều không khó, nhưng chiến thuật được sử dụng sẽ hạ thấp phẩm giá của chính ông. Ông nói: "Điều khó khăn, những người bạn của tôi, không phải là tránh xa cái chết mà là tránh xa sự không ngay thẳng, thứ tìm đến với ta còn nhanh hơn cái chết."

#### Plato

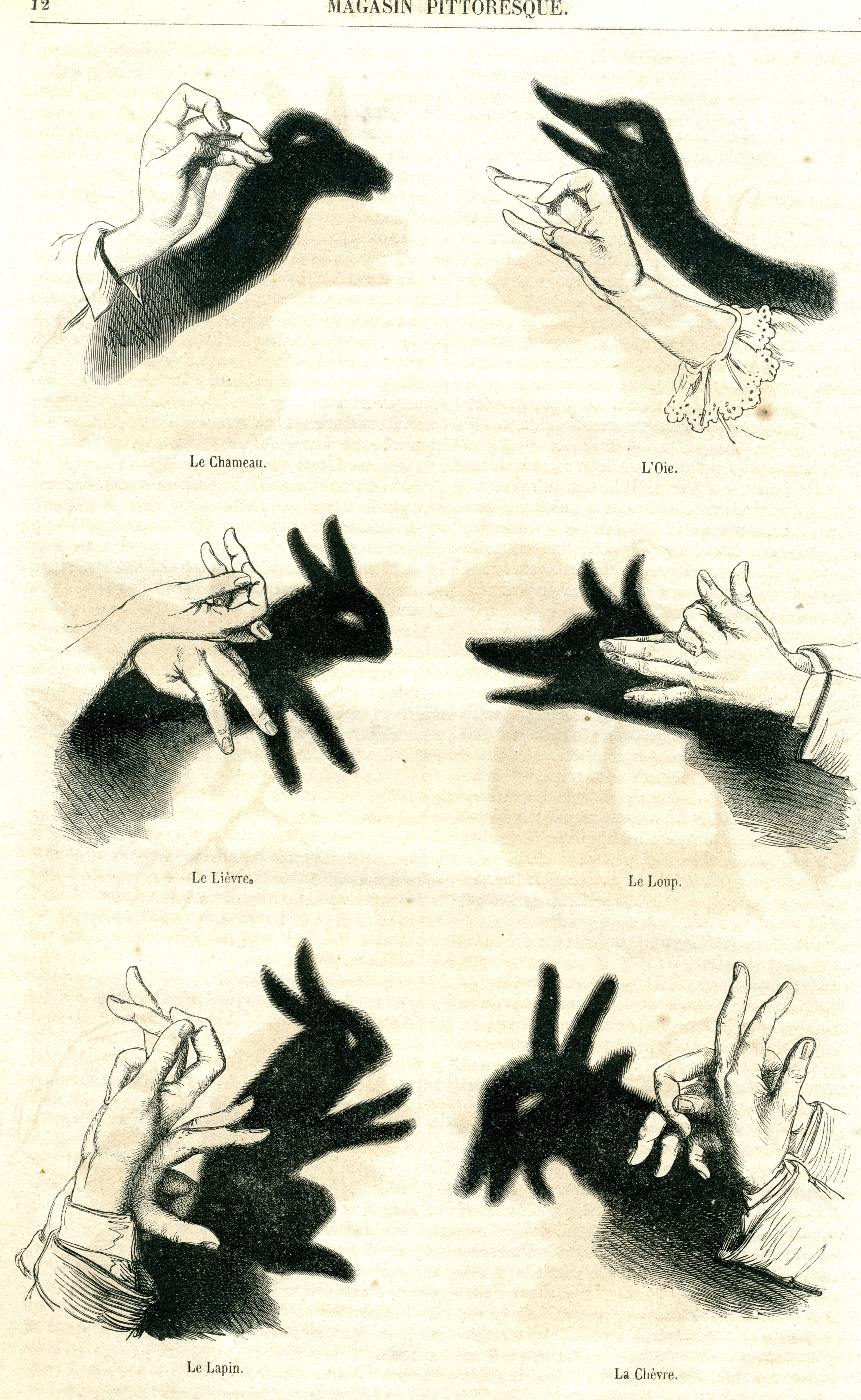
Với Plato, thế giới hiện thực mà ta trải nghiệm chỉ là cái bóng của những "Ý niệm".

Plato (k. 428 hoặc 424 – k. 348 TCN) là một trong số những học trò của Socrates. Vì Socrates không để lại một áng văn nào, Plato đã viết sách để giữ gìn những điều mà ông học được từ thầy của mình, dù ngày nay chúng ta khó lòng tách bạch đâu là tư tưởng của Socrates và đâu là của chính Plato. Plato nổi tiếng nhất với quan điểm về một thế giới Ý niệm (en. Idea) hay thế giới Mô thức (en. Form) tách biệt hoàn toàn với thế giới vật chất mà chúng ta đang sống. Ông nói, mọi điều chúng ta đang trải nghiệm chẳng qua chỉ là những bản sao không hoàn hảo của những Mô thức hay những Ý niệm; chẳng hạn, nước trong ao hồ, nước ở biển và nước ở trong chai đều là những "hình ảnh" của một Ý niệm "Nước" duy nhất. Plato đưa ra một trong những ẩn dụ nổi tiếng nhất của triết học phương Tây, ẩn dụ về chiếc hang. Ở bên trong một chiếc hang nọ có những tù nhân, đằng sau họ là một ngọn lửa và trước mặt họ là một bức tường. Những tù nhân này không thể thấy thứ gì ngoài cái bóng của họ và những đồ vật đằng sau hắt lên tường, lâu ngày, họ coi những chiếc bóng là hiện thực mà không hề hay biết về nguồn gốc của chúng. Việc không nhận ra chiếc bóng được tạo nên bởi ngọn lửa cũng giống như việc không tri nhận được rằng: các vật thể chỉ là những bản sao bất toàn của các Ý niệm vậy.
Không chỉ đưa ra những ý tưởng về Siêu hình học, Plato cũng viết về và đặt nên những nền tảng về công lý và đạo đức, ở cả cấp độ cá nhân và thành bang. Với ông, cá nhân và xã hội gắn bó chặt chẽ và không thể tách rời, giống như những cơ quan cùng tạo nên một cơ thể duy nhất (điều này khá tương phản với giai đoạn sau này, khi chủ nghĩa cá nhân được nhấn mạnh hơn). Trong tác phẩm nổi tiếng nhất của mình:Cộng hòa, Plato lập luận rằng: chỉ những triết gia hoặc những người tin tưởng vào công việc của một triết gia mới nên đảm nhiệm vai trò của một người cai trị vì họ có thể hiểu chính xác bản chất của thế giới (giống như những người đã bước ra khỏi chiếc hang) và chân lý của những giá trị đạo đức. Qua thời gian, Cộng hòa trở thành một trong những tác phẩm có ảnh hưởng nhất trong lịch sử triết học và triết học chính trị. Những vấn đề liên quan đến xã hội mà Plato đặt ra trong Cộng hòa sẽ còn tiếp tục được các triết gia suy nghĩ trong nhiều thế kỷ kế tiếp.

#### Aristotle
Aristotle (384–322 TCN) theo học Plato từ năm 17 tuổi. Với đức tính cần cù của mình, Aristotle hẳn đã học được rất nhiều điều từ người thầy của mình, tuy nhiên, ông cũng đưa ra những ý tưởng rất khác biệt và đối nghịch hoàn toàn so với Plato. Aristotle viết rất nhiều và cho ra đời nhiều tác phẩm đồ sộ trong cuộc đời của mình, đáng buồn thay, một phần rất lớn của chúng đã bị thất lạc hoặc biến mất vĩnh viễn. May mắn là, nhiều tư tưởng của ông đã được những môn đệ của mình gìn giữ và truyền lại đến tận ngày nay.
Một trong những đóng góp lớn nhất của Aristotle là đã lập nên nền tảng cho bộ môn logic học. Aristotle được cho là người đã nghiên cứu và phát triển thứ mà ngày nay ta gọi là phép "tam đoạn luận." Tam đoạn luận của Aristotle là hình thức rút ra kết luận đơn giản từ hai tiền đề cho trước, một trong những tam đoạn luận nổi tiếng nhất trong lịch sử là:
1. Là con người thì ai cũng sẽ chết.
2. Socrates là con người.
3. Vậy, Socrates cũng sẽ chết.

Tam đoạn luận là hình thức logic đầu tiên được sáng tạo nên và chúng vẫn là hình mẫu cơ bản cho bộ môn logic học cho đến tận thế kỷ 19.

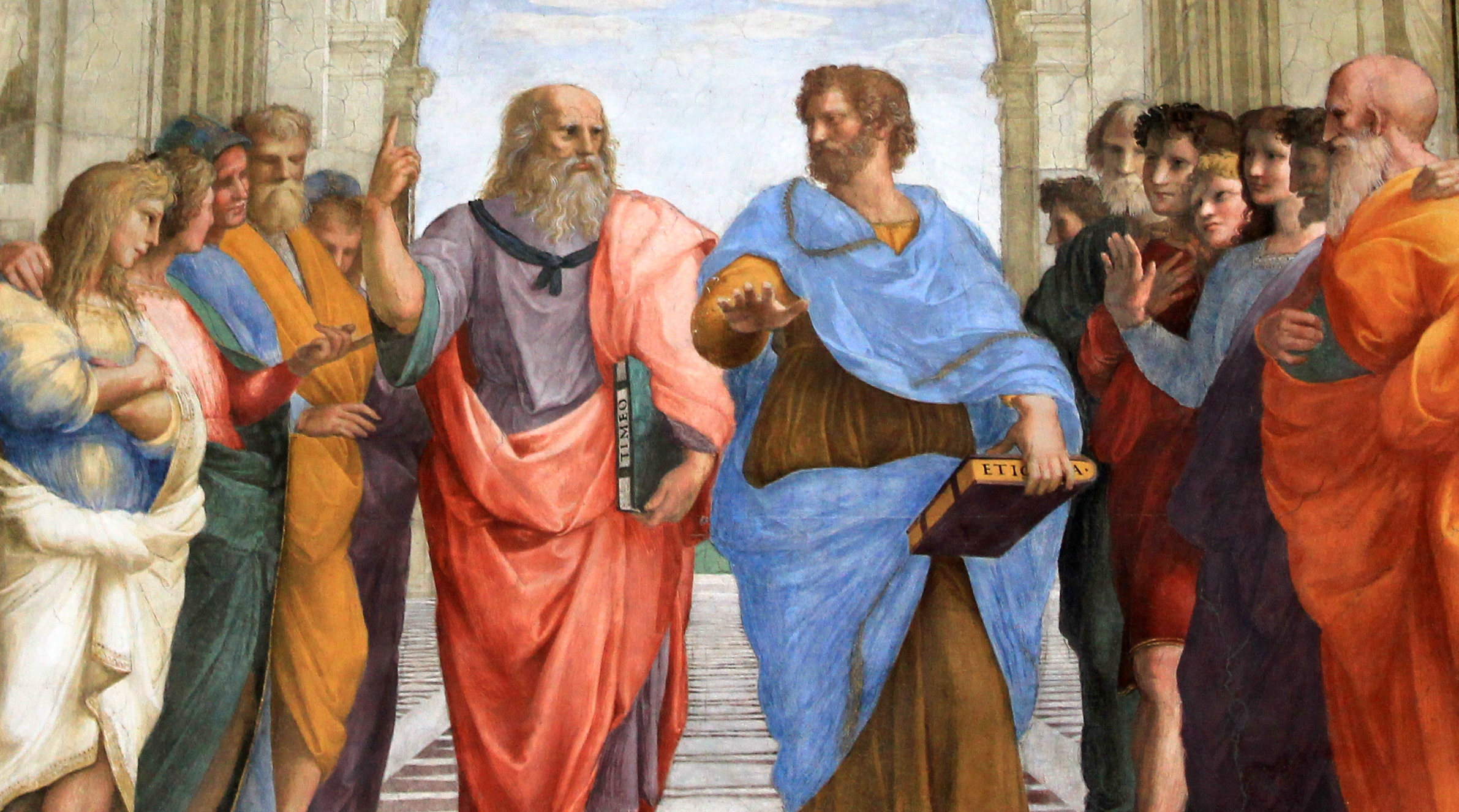
Plato và Aristotle đứng giữa, trích từ bức tranh Trường Athena của Raphael (1509-1511).
Màu sắc trang phục và dáng điệu của Aristotle và Plato thể hiện sự đối lập trong quan điểm của họ. Trong khi Plato (bên trái) chỉ tay lên trời và hướng về những hình mẫu lý tưởng, Aristotle (bên phải) đưa tay về phía mặt đất, thể hiện rằng chân lý của thực tại nằm ngay trên mặt đất chứ không ở đâu khác.

Danh tiếng của Aristotle cũng gắn với những ghi chép đồ sộ của ông về thế giới xung quanh (dù đã bị thất lạc rất nhiều, Aristotle vẫn để lại một di sản với khoảng một triệu từ, gấp đôi so với Plato). Ông ghi lại và đưa ra giải thích về nhiều hiện tượng trong thế giới tự nhiên, trải dài trên rất nhiều lĩnh vực như vật lý, thiên văn học, hóa học, địa chất học, vũ trụ học và đặc biệt là sinh học. Ông đã thu thập dữ liệu và phân loại sinh vật vào một hệ thống được gọi là Bậc thang Sự sống hay Chuỗi xích Vĩ đại của Sự sống, trong đó, mỗi sinh vật chiếm một mắt xích hoặc một bậc thang đi lên, với vị trí cao nhất là con người. Ngoài ra, Aristotle cũng đưa ra những giải thích về chuyển hóa và ông còn mở một lỗ trên quả trứng gà để nghiên cứu về quá trình phát triển của phôi.
Vì Aristotle quan sát và gắn bó chặt chẽ với thế giới tự nhiên nên không khó để thấy tại sao ông lại đưa ra những ý tưởng trái ngược với Plato về nhận thức. Aristotle cho rằng, bản chất hay tính chất riêng biệt của các sự vật có thể được rút ra từ việc quan sát và nghiên cứu chúng. Chẳng hạn, chúng ta có thể quan sát và để ý đến những đặc điểm giống và khác nhau của "nước" trong những bối cảnh khác nhau và ta có thể rút ra khái niệm "nước" từ những kinh nghiệm đó. Và do vậy, theo ông, bản chất phổ quát của sự vật có thể được tri nhận thông qua kinh nghiệm từ các giác quan chứ không cần đến một thế giới Ý niệm tách biệt khỏi hiện thực.
Một dấu ấn quan trọng khác cho triết học của Aristotle là sự nhấn mạnh vào nguyên nhân cứu cánh khi nói đến một sự kiện hay một biến cố nào đó. Ông tin rằng, ta chỉ có thể hiểu tường tận một sự việc khi ta xét đến mục  đích cuối cùng của nó, chẳng hạn: mục đích cuối cùng của một bức tượng là trở thành một tác phẩm nghệ thuật. Điều tương tự cũng được áp dụng khi ta xem xét thế giới tự nhiên: ta có thể giải phẫu và quan sát kỹ càng các cơ quan của một loài động vật, nhưng ta chỉ có thể hiểu đầy đủ về chúng khi xét xem mục đích của từng cơ quan là gì. Aristotle cho rằng tất cả mọi thứ đều có mục đích của nó.

### Những trường phái triết học thời kỳ cổ đại khác
Sau khi Alexander Đại đế qua đời vào năm 323 trước Công nguyên, đế chế Hy Lạp rộng lớn của ông tan thành nhiều thành bang và tiểu quốc nhỏ tranh đấu với nhau. Vương quốc tồn tại lâu dài nhất trong số này là vương quốc của Ptolemy và gia đình ông ở Ai Cập và Libya. Vương quốc này nằm trên mặt đất cho đến tận khi Antony và Cleopatra bị hoàng đế Augustus đánh bại vào năm 31 Công nguyên và trở thành một phần của đế quốc La Mã vĩ đại. Trong những thế kỉ nằm giữa hai mốc thời gian này (323 trước CN và 31 CN), nền văn minh Hy Lạp hưng thịnh trên những miền đất xung quanh vùng Đông Địa Trung Hải; và giai đoạn này được các sử gia gọi là thời kỳ Hy Lạp hóa.
Những triết gia nổi tiếng nhất của Athens sau khi Alexander Đại đế qua đời không phải là thành viên của Academy (trường học do Plato sáng lập) hay Lyceum (do Aristotle sáng lập) mà là những đối thủ cạnh tranh cũng đang lập nên những trường học của riêng mình. Đó là Epicurus, người thành lập nên ngôi trường với tên gọi là "Hoa viên" (en. The Garden) và Zeno, giảng dạy tại hàng hiên Stoa (chính vì vậy mà chủ nghĩa khắc kỷ trong tiếng Anh là "Stoicism").

#### Chủ nghĩa khoái lạc Epicurus

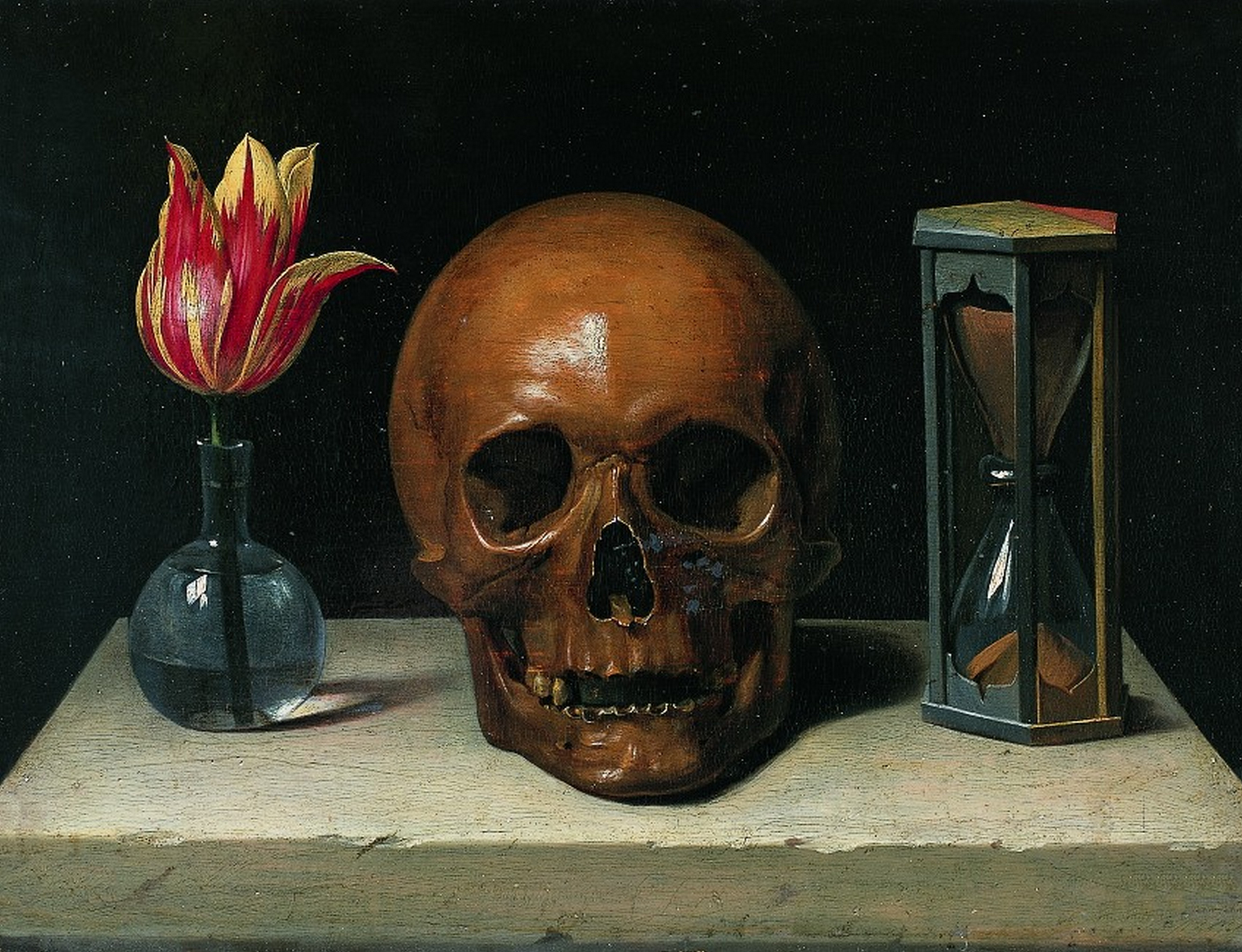
Theo Epicurus, nỗi sợ cái chết là một trong những trở ngại lớn nhất ngăn con người đến với hạnh phúc.

Epicurus (341–270 TCN) sinh sống vào khoảng cuối thế kỉ 3 và đầu thế kỉ 2 trước Công nguyên. Tiêu điểm trong triết học của ông là trạng thái ataraxia hay "sự yên bình của tinh thần", và theo ông, một trong những trở ngại lớn nhất ngăn không cho con người đến với trạng thái đó chính là nỗi sợ cái chết. Theo Epicurus, chính vì sợ cái chết mà con người theo đuổi sự giàu có và quyền lực với hy vọng rằng có thể trì hoãn được cái kết đến với mình; hoặc quăng bản thân vào những hoạt động điên cuồng nhằm quên đi sự thực rằng ai rồi cũng phải giã từ cuộc đời này. Epicurus gạt đi những câu chuyện của tôn giáo về sự trừng phạt hay những giày vò sau khi chết và dùng những lập luận của mình chỉ ra rằng, cái chết không thể gây nên những đau đớn về thể xác hoặc cảm xúc và do vậy, nó thực sự không hề đáng sợ.
Theo Epicurus, mục đích của cuộc sống chính là hạnh phúc. Chủ nghĩa của Epicurus thường bị hiểu nhầm với sự thỏa mãn những nhu cầu xác thịt đơn thuần, nhưng trên thực tế thì với ông, những khoái lạc lớn nhất chỉ có thể đạt được thông qua kiến thức, một cuộc sống điều độ, tình bằng hữu và sự giải thoát khỏi những mối sợ hãi, và tất nhiên, bao gồm cả cái chết. Epicurus mất năm 270 trước Công nguyên sau 72 năm sống trên đời, và đúng với niềm tin của bản thân, ông mô tả ngày cuối cùng của đời mình là một ngày hạnh phúc thật sự.

#### Chủ nghĩa khắc kỉ, khởi nguồn từ Zeno
| “           | Con người không bị phiền muộn bởi sự vật, mà bởi quan điểm của chính mình về sự vật | ” |
| — Epictetus |                                                                                     |   |

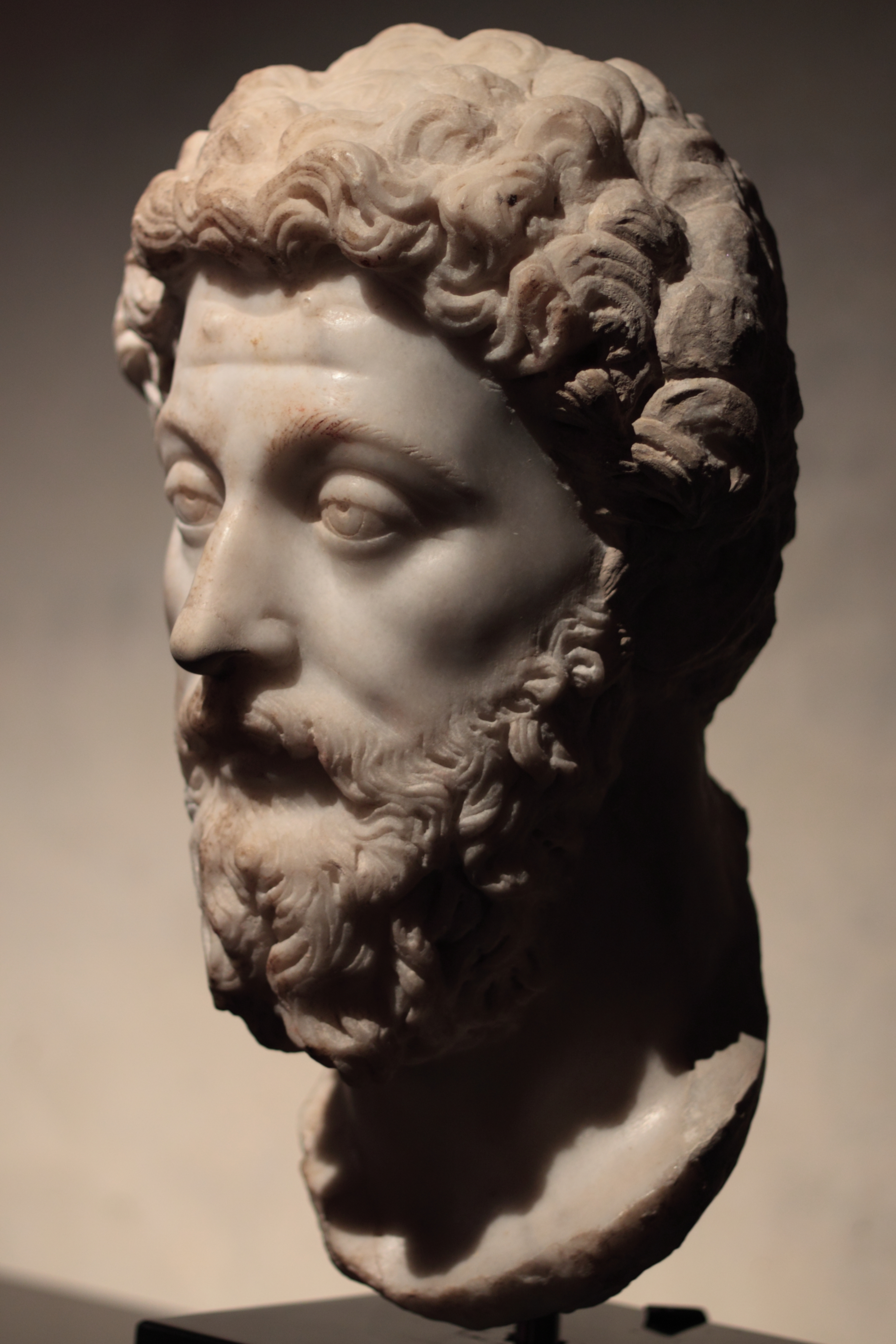
Hoàng đế Marcus Aurelius, một trong những người thực hành chủ nghĩa khắc kỷ

Zeno (k. 334 – k. 262 TCN) là học trò của Diogenes, một nhà triết học nổi tiếng với trường phái Khuyển nho (tiếng Anh: Cynism, "giống như chó") - trường phái tin rằng con người cần phải từ bỏ mọi hình thức phong tục và lề lối xã hội để có thể sống một cách tự nhiên nhất và từ đó có thể đạt tới hạnh phúc chân thực. Có một lưu ý nhỏ là Zeno thành lập nên trường phái khắc kỉ là Zeno xứ Citium, khác với Zeno xứ Elea được biết đến trong toán-logic học qua những nghịch lý oái ăm nổi tiếng của mình.
Như đã nhắc đến, Zeno được coi là người đã sáng lập nên chủ nghĩa khắc kỉ. Ông lập luận rằng, con người hoàn toàn bất lực và không thể thay đổi được hoàn cảnh khách quan, thứ được chi phối bởi những quy luật nằm ngoài tầm tay của những sinh vật trần thế; nhưng ta vẫn có thể đạt được hạnh phúc thông qua chấp nhận và sống hòa hợp với nó. Sự tự nguyện chấp thuận những quy luật bất khả kháng này tạo nên đức hạnh và đức hạnh là điều kiện cần và đủ của một cuộc sống hạnh phúc. Nghèo túng, tù ngục và đau khổ không thể lấy đi đức hạnh và do vậy, chúng không thể lấy đi hạnh phúc trong mỗi con người. Việc nhấn mạnh vào đức hạnh của chủ nghĩa khắc kỷ, cùng với những tư tưởng trước đó của Socrates, Plato và Aristotle, tạo nên luân lý học đức hạnh nổi bật ở thời Hy Lạp cổ đại. Học thuyết luân lý học này lấy những đức tính của con người làm tiêu chí trung tâm cho đạo đức (ví dụ, "Hành động này sẽ ảnh hưởng thế nào đến tôi trong quá trình trở thành một con người đáng kính và có phẩm giá?". Qua thời gian, nền luân lý này dần được thay thế bởi hai trường phái đạo đức rất ảnh hưởng khác là nghĩa vụ luận và hệ quả luận.
Một trong những câu chuyện thể hiện lý tưởng của chủ nghĩa khắc kỉ nổi tiếng nhất là mẩu chuyện về người lính Scaevola. Scaevola bị quân địch phát giác khi đang thi hành nhiệm vụ ám sát hoàng đế Porsena, khi kẻ địch đe dọa sẽ sử dụng lửa để tra tấn, người lính trẻ thản nhiên bước tới và đặt tay vào đống lửa mà không thể hiện bất cứ dấu hiệu nào của sự đau đớn. Quân địch đã đầu hàng trước sự dũng cảm của Scaevola và sau đó trả tự do cho anh.
Chủ nghĩa khắc kỷ của Zeno tồn tại lâu dài và có ảnh hưởng lớn hơn nhiều so với chủ nghĩa khoái lạc của Epicurus. Một trong những người nổi tiếng nhất áp dụng những lý tưởng của chủ nghĩa này là vị minh quân La Mã trứ danh, Marcus Aurelius. Nhiều lý tưởng của chủ nghĩa khắc kỷ vẫn được suy ngẫm và thực hành cho đến tận ngày nay, đặc biệt là khi nói đến thái độ con người nếu phải đối mặt với nghịch cảnh.

## Triết học thời Trung cổ
Triết học không đóng vai trò quan trọng trong văn hóa La Mã, ngoại trừ chủ nghĩa khắc kỷ vì trường phái này nhấn mạnh về đạo đức cũng như việc thực hiện nghĩa vụ của mỗi người. Trong khi Đế chế La Mã bước vào thoái trào, những hạt giống Kitô giáo lại nảy mầm và phát triển ngay chính trên mảnh đất này. Bước ngoặt thực sự đến vào năm 312, ngay vào đêm trước khi trận chiến quyết định ai là hoàng đế diễn ra, Constantine mơ thấy biểu tượng cây thập giá của Kitô giáo và giọng nói: "Với biểu tượng này, con sẽ chiến  thắng!". Buổi sáng hôm sau, ông cho trang trí biểu tượng đó trên các cờ hiệu, dẫn quân ra trận và giành chiến thắng. Không lâu sau khi trở thành hoàng đế, Constantine xác lập  Kitô giáo thành tôn giáo chính thức của Đế chế. Ván cờ đã được lật một cách ngoạn mục, từ vị trí bị đàn áp (hàng đế Nero được cho là đã phết dầu lên các Kitô hữu và đốt trong vườn thượng uyển), Kitô giáo đã trở thành tôn giáo được ân sủng của hoàng đế. Vào khoảng thế kỷ thứ 5 Công nguyên, sau khi đế chế Tây La Mã sụp đổ, Giáo hội trở thành thế lực thống trị ở Tây Âu trong suốt 1000 năm sau đó. Thời kỳ này còn được gọi là "Thời kỳ Đen tối" hoặc "Đêm trường Trung cổ" khi Giáo hội giữ vị trí độc tôn. Cùng giống như thành Rome, các giá trị văn hóa Hy Lạp - La Mã cổ đại sụp đổ và chìm vào cát bụi lịch sử.
Triết học đóng một vai trò mờ nhạt vào thời Trung Cổ, khi Cơ Đốc giáo hay Kitô giáo mới đang là những tư tưởng áp đảo. Sự tìm kiếm minh triết hay sự cứu rỗi giờ đây sẽ được thực hiện nhờ Chúa chứ không phải dựa vào chính bản thân và lý tính của mỗi con người, điều này là "phi triết học", hay thậm chí là "phản triết học", theo chữ của tác giả Luc Ferry. Câu trả lời cho những câu hỏi về bản chất của vũ trụ hay thế nào là một cuộc sống đức hạnh giờ sẽ được tìm kiếm trong Kinh Thánh; chúng không còn là chủ đề cho những tranh biện triết học nữa. Một số vấn đề lớn được bàn luận của thời kỳ này là: "lý trí và đức tin", tự do ý chí của con người, bản chất của Thiên Chúa... Nhiều học giả giai đoạn này cũng truy tìm những giải thích duy lý để chứng minh cho sự tồn tại của Chúa cũng như sự bất tử của linh hồn.
Cần phải làm rõ thêm rằng, có nhiều điểm khác biệt giữa các vị thần (số nhiều) trong văn hóa Hy Lạp – La Mã và Chúa (duy nhất) của các tín đồ Kitô giáo. Các vị thần Hy Lạp cổ đại không toàn năng, đa phần, họ vẫn phải tuân theo vòng quay Định mệnh. Trong các hệ thống triết học, sự tồn tại của họ gắn chặt với thế giới và họ không được coi là đấng cai trị của mặt đất. Ngược lại, Chúa trong Kinh Thánh là một đấng toàn năng và sự tồn tại của Ngài là siêu việt (vượt ra khỏi thế giới). Chính Ngài đã tạo ra thế giới và Ngài sẽ cai trị bằng ý chí của Ngài. Logos, vốn dùng để chỉ trật tự hài hòa của Vũ trụ, được hóa thân thành một nhân thể phi thường là Chúa Trời, "Ban đầu có Ngôi Lời (Logos), Ngôi Lời ở cùng Đức Chúa Trời, và Ngôi Lời là Đức Chúa Trời". Khác với những quy luật Vũ trụ phi nhân vị và lạnh lùng của triết học Hy Lạp, Chúa Trời giống như một con người đặc biệt và Ngài quan tâm đến những tạo vật của mình.

### Thánh Augustine thành Hippo

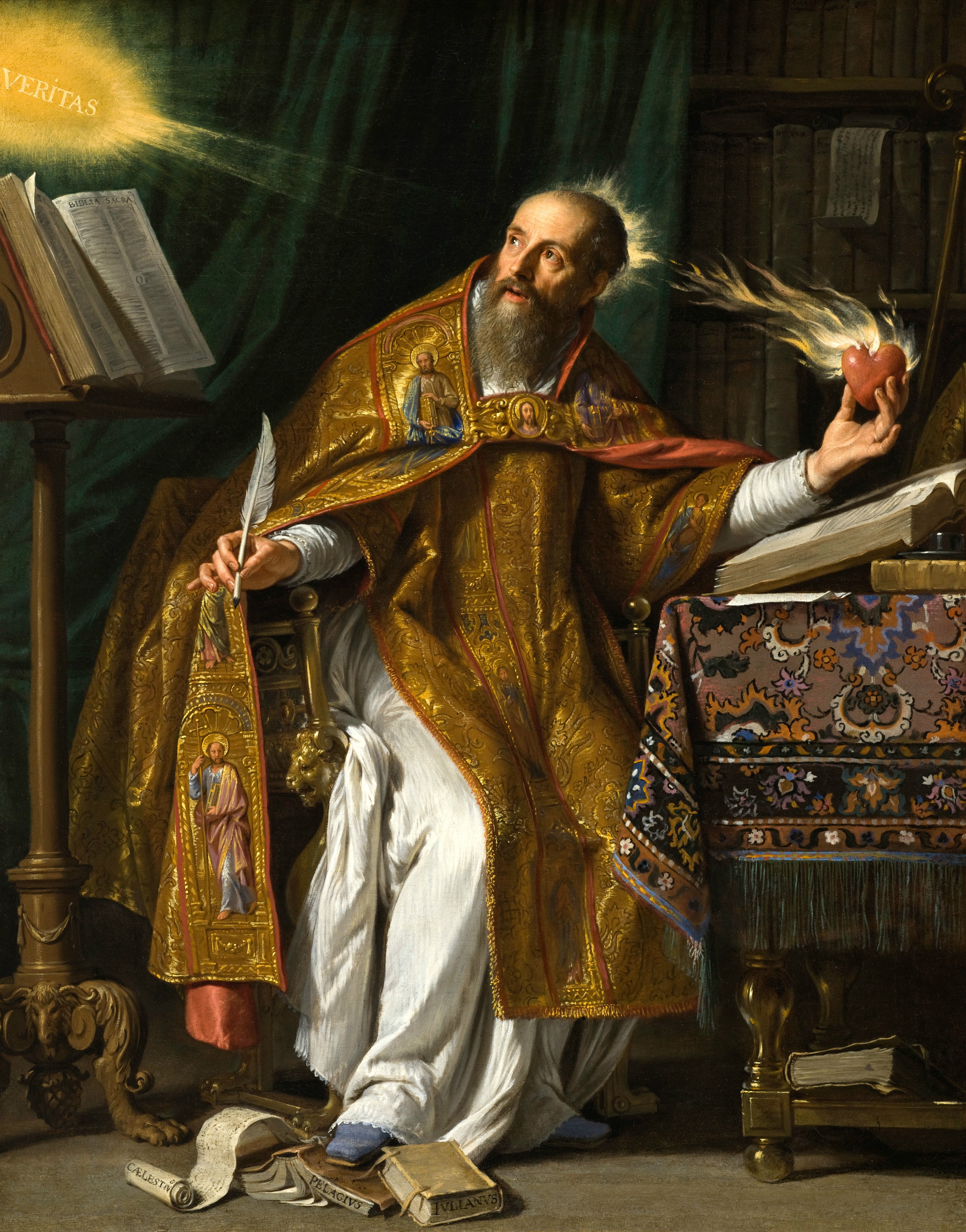
Thánh Augustine thành Hippo, bức vẽ của Philippe de Champaigne.

Thánh Augustine (354–430)là một trong những triết gia Cơ Đốc giáo đầu tiên của thời kỳ này. Điều thú vị là ông không được sinh ra trong một gia đình có đạo và sở hữu một lối sống không mấy mẫu mực và lành mạnh trước khi ông đọc được một đoạn Kinh Thánh khi ngoài ba mươi tuổi. Kể từ đó, ông cải theo đạo và lui về tu viện, dâng trọn đời mình để viết những tác phẩm về Cơ Đốc giáo. Những tác phẩm của Augustine để lại những ảnh hưởng sâu rộng hiếm ai sánh bằng đến nền toàn triết học Cơ Đốc giáo.
Một trong những ám ảnh lớn nhất của ông là làm thế nào có thể dung hòa được giữa tính toàn thiện của Chúa với sự tồn tại của cái ác. Augustine bị vướng vào lập luận:
1. Chúa đã tạo ra tất cả mọi thứ
2. Cái ác thật sự hiển hiện và tồn tại trong thế giới này
3. Vậy, Chúa hẳn cũng đã tạo ra cái ác.[74]

Để giải quyết cho vấn đề hóc búa này, Augustine đưa ra lập luận: cái xấu thực chất không phải là một thứ tự nó hiện hữu, mà đó chỉ là sự vắng mặt của cái tốt (Augustine đã mượn cách nghĩ này từ Plato và những môn đệ của ông). Với lập luận này thì một kẻ trộm không phải là một người xấu; đó chỉ là một người thiếu lương thiện. Và nếu cái ác không tự thân tồn tại thì Chúa đã không tạo ra cái ác. Augustine cũng nói thêm rằng: dù mọi sự vật trong thế giới đều có những bất toàn của nó (hay đều có những "cái xấu", "cái ác"), tổng thể vũ trụ mà Chúa đã tạo ra là hoàn hảo.
Nhưng vẫn còn một câu hỏi nữa cho ông, đó là tại sao Chúa, ngay cả khi Ngài không trực tiếp tạo ra cái ác, lại tạo nên một thế giới mà cái ác có thể cư ngụ và sinh sôi. Thánh Augustine lấy lý trí con người làm trọng tâm để trả lời cho câu hỏi này. Ông lập luận rằng, để Chúa có thể tạo ra những sinh vật có lý tính như con người, Ngài phải ban cho chúng sự tự do ý chí. Và sự tự do đó có nghĩa là con người có thể tư duy và lựa chọn những hành động cho mình, bao gồm cả lựa chọn giữa cái tốt và cái xấu. Và vì lý do này, Chúa phải để ngỏ khả năng rằng con người có thể lựa chọn cái xấu thay cho cái tốt.
Sau Augustine, hầu hết những triết gia Cơ Đốc giáo khác cũng giải quyết vấn đề về cái ác theo hướng tiếp cận của ông. Vẫn có những ý kiến hay những tư tưởng đối nghịch với cách giải quyết của ông (chẳng hạn, không phải ai cũng cho rằng thế giới do Chúa tạo ra là hoàn hảo), và tất nhiên, những người không tin tưởng vẫn có thể nói rằng: sự tồn tại của cái ác là bằng chứng cho thấy không có một Chúa nhân từ nào cả. Nhưng với những người có đức tin, câu trả lời mà Augustine đưa ra giữ nguyên giá trị và giúp họ tin rằng: có thể vẫn tồn tại một Chúa toàn giác, toàn năng và toàn thiện, dù cho trần gian còn không ít điều xấu, điều ác.

### Các triết gia Hồi giáo: Avicenna và Averroes
Vào khoảng thế kỷ thứ IV, một hội nhóm những Kitô hữu người Syria đã nghiên cứu rất kỹ về triết học và y học của Hy Lạp. Đến cuối thế kỷ thứ V, họ phải chuyển đến Ba Tư do bị hoàng đế Zeno cho là dị giáo. Sau khi Syria và Ba Tư thất thủ trong cuộc chinh phục của người Hồi giáo, những người này được thu nạp dưới sự bảo trợ của các Khalip thành Baghdad, thời kỳ này chính là bối cảnh trong những câu chuyện Nghìn lẻ một đêm. Trong vòng ba thế kỷ, từ thế kỷ thứ VIII đến thế kỷ thứ X, nhóm những người này đã dịch các  tác phẩm của Aristotle sang tiếng Ả Rập và cống hiến cho vương quốc Hồi giáo những kiến thức hình học, khoa học, y học quý giá từ Euclid, Archimendes và Galen; những chữ số Ả Rập mà ta đang dùng ngày nay (1,2,3...) cũng ra đời trong giai đoạn này. Các triết gia Hồi giáo đã tận dụng những hiểu biết quý giá của người Hy Lạp này để làm giàu cho kho kiến thức của họ. Các tác phẩm của họ cũng là phương tiện mang các kiến thức của Aristotle và Plato đến với thế giới phương Tây Trung Cổ. Các triết gia phương Tây tiếp theo chịu ảnh hưởng từ họ theo hai cách: tiếp thu những diễn giải của họ hoặc phản bác những điểm được cho là dị giáo trong các tác phẩm đó.

#### Avicenna

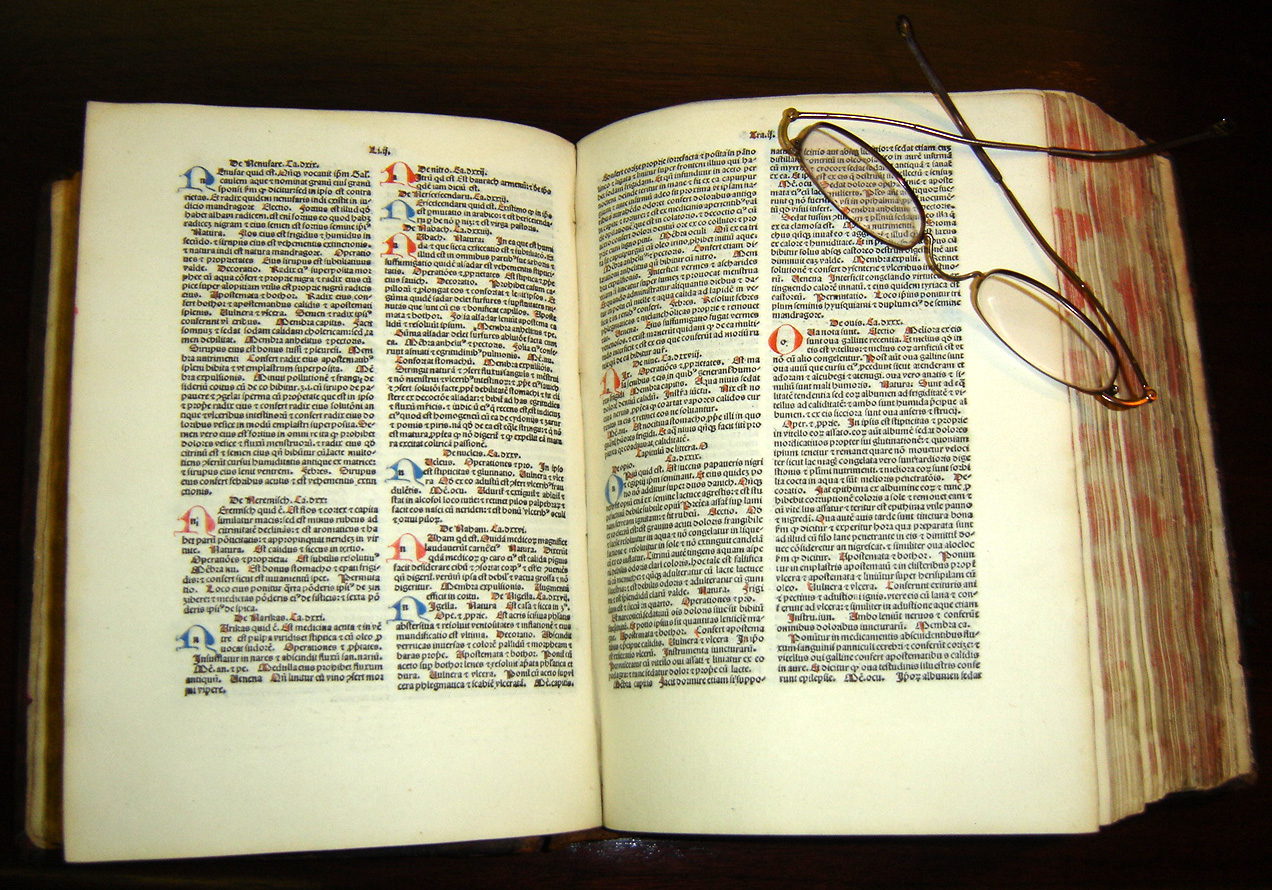
Bản dịch tiếng Latinh tác phẩm Y điển của Avicenna.

Một trong những triết gia Hồi giáo có ảnh hưởng lớn nhất trong thời kỳ này là Ibn Sina hay Avicenna (k. 980–1037). Ông sinh tại vùng đất gần Bokhara và học tinh thông logic học, toán học, vật lý học, y học và siêu hình học đến mức ông xuất bản bách khoa thư về những ngành học này khi chỉ mới hai mươi tuổi. Kiến thức về ngành y của ông sâu rộng đến mức ông được bổ nhiệm làm ngự y cho những nhà cầm quyền vùng Isfahan còn tác phẩm Y điển của ông thì trở thành khuôn mẫu trong ngành này trong suốt bảy thế kỷ sau đó.
Avicenna tiếp thu những ý tưởng triết học của Aristotle nhưng cũng đưa ra những phát triển và kiến giải của riêng mình. Một trong những khác biệt lớn nhất của họ đó là khi nói về mối quan hệ giữa thể xác và tinh thần. Trong khi Aristotle tin rằng cơ thể và tinh thần của loài người (và một số loài động vật khác) không tác rời nhau mà là một khối thống nhất thi Avicenna lại cho rằng thể xác và tinh thần là hai bản thể tách biệt nhau, việc tách biệt này đặt ông vào hàng ngũ những nhà triết học theo phái "nhị nguyên luận."
Avicenna chứng minh quan điểm của mình bằng thí nghiệm tưởng tượng "Người Bay". Ông yêu cầu mỗi người hãy tưởng tượng mình như một đứa trẻ vừa mới sinh ra nhưng đã có sẵn trí tuệ và tư duy của một người trưởng thành; sau đó, nếu chúng ta được thả lơ lửng trong không trung, không có trọng lực và tứ chi của ta cách xa nhau thì ta sẽ không thể chạm được vào vật gì, như vậy thì ta sẽ hoàn toàn không có bất cứ cảm giác cơ thể nào cả. Nhưng chắc chắn ta vẫn biết một điều, đó là "ta" vẫn đang tồn tại. Và Avicenna lập luận rằng: "cái ta" hay "cái tôi" đó hiện hữu nhưng nó không thuộc vào bất cứ phần nào trên cơ thể và cũng không thể chứa đựng trong bất cứ phần tử vật chất nào. Và từ đó mà ông đưa ra kết luận của mình rằng: thể xác và tinh thần hẳn phải hoàn toàn tách biệt và khác nhau về bản chất.
Mối quan hệ giữa tinh thần và thể xác vẫn sẽ còn được lặp lại nhiều lần trong triết học và ta sẽ sớm thấy Descartes cũng có những lập luận của mình để chứng minh sự tách biệt của lý trí và cơ thể (khá thú vị là chúng cũng có phần tương đồng với cách chứng minh của Avicenna). Tuy vậy, với sự phát triển của khoa học, đặc biệt là khi những hiểu biết về bộ não và sự hình thành ý thức ngày càng gia tăng, quan điểm rằng "ý thức" tách biệt hoàn toàn khỏi "cơ thể" cũng khó đứng vững hơn trước.

#### Averroes

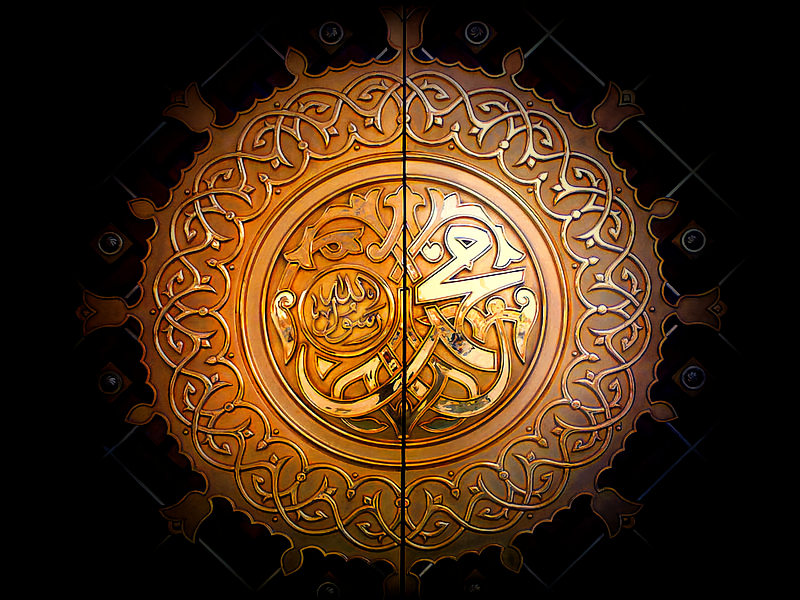
"Muhammad Tông đồ của Chúa", được khắc trên cánh cổng của nhà thờ Hồi giáo Al-Masjid an-Nabawi.

Averroes sinh năm 1126 trong một gia đình với truyền thống làm luật sư và thẩm phán; không có nhiều thông tin về học vấn của ông. Tầm quan trọng của Averroes trong triết học được gắn với những bình chú của ông cho các tác phẩm của Aristotle. Những bình chú của ông sau này được dịch sang tiếng Latinh và lưu truyền trong thế giới Trung cổ phương Tây. Chúng đã tạo được tiếng vang và có ảnh hưởng lớn lên nhiều nhà tư tưởng lớn ở thế kỷ 13, chẳng hạn như Thomas Aquinas. Trong nhiều thế kỷ, những học giả Aristotle tôn vinh và gọi ông là Nhà chú giải duy nhất cho Aristotle.
Averroes cũng nói về mối quan hệ giữa triết học và tôn giáo. Trong thế giới đạo Hồi, tất cả mọi người đều cần được đọc và tiếp thu những lời giảng từ nhà tiên tri Muhammad. Theo Averroes, những người tin tưởng đơn thuần và không được đào tạo thì chỉ có thể hiểu được nghĩa ngôn từ của câu chữ của Thánh điển như được giảng giải bởi thầy giáo họ. Nhưng những triết gia chân chính thì có thể sử dụng triết học để lập luận và mở ra chân lí bên dưới lớp màn của những ngôn từ đơn thuần. Do vậy, một số đoạn trong kinh Koran có vẻ sai về mặt câu chữ nhưng Averroes tin rằng: chúng có thể được diễn giải nếu sử dụng triết học, và nhờ vậy mà chân lý thực sự mới có thể hiển lộ. Đáng tiếc rằng, học thuyết của ông sau này lại bị hiểu lầm thành: có những điều đúng trong Thánh kinh nhưng không đúng trong triết học và ngược lại; sự hiều lầm này đã gây không ít tai tiếng đến tên tuổi Averroes trong các triết gia Trung Cổ sau này.

### Thomas Aquinas

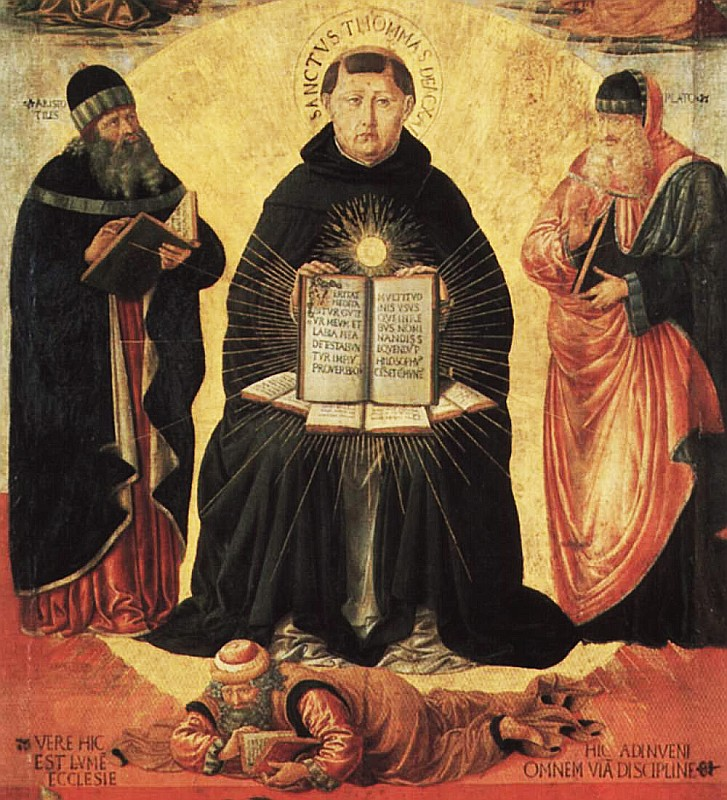
Các học giả thời Trung Cổ cho rằng các công trình của Aquinas (ở giữa) có thể sánh ngang với Aristotle (bên trái) và Plato (bên phải), và hơn hẳn Averroes, người đang nằm dưới chân ông.

Thomas Aquinas (1225–1274) được coi là một trong những triết gia Cơ Đốc nổi tiếng và có ảnh hưởng nhất trong suốt thời Trung Cổ. Aquinas để lại cho nhân loại một di sản đồ sộ: các tác phẩm của ông có tổng cộng 8,686,577 chữ. Một trong số những tác phẩm nổi tiếng nhất của ông là Summa Theologiae ("Tổng luận Thần học") với hơn 1,500,000 chữ, có chủ đề xoay quanh triết học và thần học. Tháng 12 năm 1273, nhiều tín đồ Công giáo tin rằng, ông đã có một trải nghiệm siêu nhiên với Chúa; sau khoảnh khắc đó, ông không bao giờ viết thêm một thứ gì nữa. Khi người đồng tu Reginald xứ Piperno thuyết phục Aquinas quay trở lại làm việc, ông trả lời: "Những gì tôi viết giờ chỉ giống như một sợi rơm nếu so với những gì tôi thấy mà thôi" (la. mihi videtur ut palea). Aquinas vĩnh viễn trở về với Chúa ba tháng sau đó.
Một trong những ý tưởng nổi tiếng nhất gắn với Thomas Aquinas là cách ông chứng minh Chúa thực sự tồn tại. Trong quyển Summa Theologiae, ông đã đưa ra năm lập luận của mình, được gọi là Năm con đường để khẳng định cho sự tồn tại của Chúa, đó là:
1. Lập luận bằng chuyển động: Trong thế giới này luôn tồn tại những chuyển động. Sự chuyển động hay biến đổi của một sự vật này phải được gây ra bởi sự tác động của một sự vật khác. Nhưng chuỗi này không thể kéo dài vĩnh viễn và do vậy, vào giai đoạn tiên khởi phải có một tác nhân chuyển động mà không bị tác động bởi sự vật khác. Đó chính là Chúa.[91] [92]
2. Lập luận bằng nguyên nhân: Những thứ đã xảy ra đều có nguyên nhân. Một vật không thể là nguyên nhân của tự nó vì như vậy thì chính nó phải tồn tại trước đó, và điều này dẫn đến mâu thuẫn; chính vì vậy, mọi sự kiện đều có nguyên nhân nằm trước đó. Tuy nhiên chuỗi này không thể kéo dài vĩnh viễn, do vậy phải có một nguyên nhân đầu tiên mà không được gây ra bởi bất cứ thứ gì khác. Đó chính là Chúa.[91][92]
3. Lập luận bằng tính tất yếu: Mọi thứ đang tồn tại hẳn đều có một giai đoạn không tồn tại vào một thời điểm nào đó trong quá khứ. Vậy có thể sẽ tồn tại một giai đoạn mà không có một thứ gì tồn tại, tuy nhiên điều này rất phi lý. Chính vì vậy, hẳn phải có một thứ đã tồn tại mà tất cả mọi thứ khác đều phụ thuộc vào. Đó chính là Chúa.[91][92]
4. Lập luận bằng sự so sánh: Chúng ta có thể so sánh phẩm chất của nhiều sự vật khác nhau trong thế giới này, chẳng hạn như vật đó tròn hay méo, nóng hay lạnh, sinh vật này khỏe mạnh hay ốm yếu,...Để có thể so sánh như vậy, hẳn phải tồn tại một thước đo chuẩn mực và hoàn hảo hơn tất cả. Đó chính là Chúa.[91][92]
5. Lập luận bằng mục đích hoặc sự kiến tạo: Chúng ta có thể quan sát thấy những vật không có lý trí hành xử theo những cách giống nhau và có thể dự đoán được. Điều này không thể do tự chúng quyết định vì chúng không có lý trí. Do vậy, hành vi của chúng phải được "thiết lập" bởi một thực thể khác, và thực thể này có trí tuệ. Đó chính là Chúa.[91][92]

Ba lập luận đầu tiên của Aquinas nay được gọi là các lập luận vũ trụ học (en. cosmological argument), chúng có điểm tương tự là đều dựa trên nguyên tắc: một chuỗi quy thoái (en. regression) dài vô tận các nguyên nhân là không thể có được. Lập luận cuối cùng của ông thể hiện rõ cứu cánh luận. Từ quan sát rằng phần lớn sự vật trong tự nhiên đều không có lý trí, song chúng vẫn thể hiện sự hài hòa và hướng đến một mục đích tối hậu nào đó, ông tin rằng: ắt phải có một Kiến trúc sư vĩ đại thiết kế và vận hành vũ trụ này. Thomas Aquinas được tuyên thánh vào năm 1323. Ngày nay, những tác phẩm phi thường của ông đang dần được khám phá trở lại, kể cả bởi những triết gia thế tục.

## Triết học thời kỳ Phục Hưng

Vẻ đẹp của con người được tôn vinh và được đặt làm trung tâm trong chủ nghĩa nhân văn.

Thời kỳ Phục Hưng - "khôi phục lại sự hưng thịnh" - là một giai đoạn đỉnh cao về mặt văn hóa với sức sáng tạo vượt bậc trên nhiều lĩnh vực. Thời kỳ này bắt nguồn từ Florence vào thế kỷ 14 rồi sau đó lan tỏa đến khắp châu Âu và có ảnh hưởng cho đến thế kỷ 17, đây được coi là cầu nối giữa thời kỳ Trung Cổ và thời kỳ hiện đại. Các tác phẩm kinh điển Hy Lạp và Latin được hồi sinh trở lại và nở rộ trong cộng đồng, ở cả khía cạnh toán học và triết học, làm lung lay ảnh hưởng của Cơ Đốc giáo. Và cũng trong quá trình chuyển biến này, Chúa Trời không còn là trung tâm của thế giới nữa, vị trí này giờ dành cho chính con người; câu hỏi "chúng ta sẽ là gì khi sang thế giới bên kia" trở thành "ta đang trải nghiệm gì ở thời điểm hiện tại". Phong trào lấy con người làm trung tâm này được gọi là chủ nghĩa nhân văn.
Khi quyền lực trung tâm của Giáo hội sụt giảm, khối thống nhất tôn giáo của châu Âu sụp đổ và tất yếu kéo theo những cuộc chiến chính trị-tôn giáo lớn. Đến cuối thế kỷ 15, từ trong những hỗn loạn và xung đột, những nền quân chủ mạnh mẽ và độc lập được thiết lập nên tại Anh, Tây Ban Nha và Pháp. Miền Bắc nước Ý lúc này gồm các thành bang hùng mạnh với thể chế chính trị là tập trung quyền lực hoặc chế độ tài phiệt. Các Giáo hoàng lúc này tái thiết tại Rome và cai quản một dải đất ở trung tâm nước Ý. Ở trong một bối cảnh như vậy, nhiều tư tưởng triết học của thời kỳ này bàn về luân lí, chính trị và đưa ra nhiều học thuyết phi thường về mô hình xã hội
Một trong những đón chí tử giáng vào uy quyền học thuật của giáo hội đến từ khoa học. Sự phát triển của những quan sát khoa học, đặc biệt đến từ những đại biểu như Bruno, Kepler hay Galilei, đã làm đảo lộn hệ thống giáo lý đã được Giáo hội đưa ra trong nhiều thế kỷ trước đó. Triết học và khoa học cũng chồng lấn lên nhau rất nhiều trong giai đoạn này; nhiều triết gia nổi tiếng ở châu Âu giai đoạn này cũng đồng thời là những nhà khoa học lỗi lạc. Sự chiến thắng của các quan sát khoa học trước những giáo điều Cơ Đốc mở ra một chương mới cho nhân loại và mang lại cho thời kỳ này một cái tên đáng nhớ, Thời đại Lý tính hay Thời kỳ Khai sáng.
Thời điểm này cũng chứng kiến sự trỗi dậy của hai trường phái lập luận đối lập nhau khi nói về vấn đề nhận thức luận. Tại lục địa châu Âu, nhiều nhà triết học và toán học vĩ đại như Descartes, Pascal và Leibniz tin rằng: lí luận là cách thức tốt nhất để có thể đạt được tri thức. Chủ nghĩa cho rằng kiến thức chỉ có thể đến từ việc lí luận này được gọi là chủ nghĩa duy lí. Ở bờ bên kia, các một số những nhà triết học nổi tiếng ở Anh quốc như John Locke hay Berkeley lại cho rằng, kinh nghiệm mới là chìa khóa để đạt được tri thức; chủ nghĩa nhấn mạnh đến vai trò của kinh nghiệm (chứ không phải lí tính) này được gọi là chủ nghĩa duy nghiệm. Mặc dù khác biệt nhau về mặt tư tưởng, chủ nghĩa duy lí và duy nghiệm đều đặt con người vào trung tâm và cho rằng con người có thể đạt được tri thức, dù là qua lập luận hay trải nghiệm.

### Một số học thuyết về chính trị

#### Machiavelli
| “                                  | Được người dân sợ thì an toàn hơn so với được người dân yêu quý... | ” |
| — Machiavelli, trích từ Quân Vương |                                                                    |   |

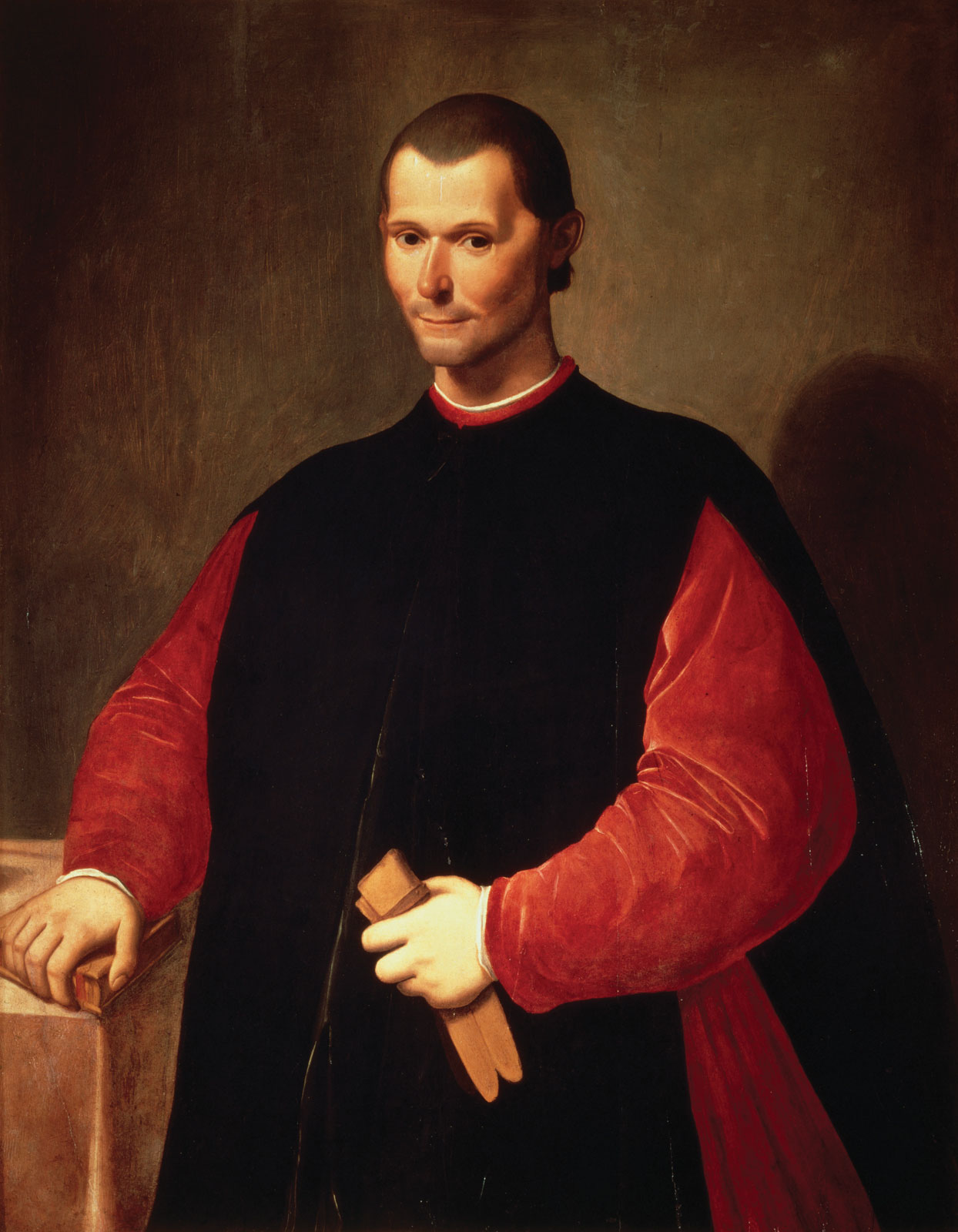
Chân dung của Niccolò Machiavelli, được vẽ bởi Santi di Tito

Machiavelli được sinh tại Florence vào năm 1469 và ta không có nhiều thông tin về 28 năm đầu của cuộc đời ông. Ông từng tham gia vào chính sự và hoạt động ngoại giao của thành Florence. Machiavelli cũng đã gặp Cesare Borgia, đứa con ngoài giá thú của Giáo hoàng Alexander VI. Mặc dù Cesare là kẻ thù của thành bang Florence, Machiavelli ấn tượng và ngưỡng mộ trước nhiệt huyết và trí thông minh của ông. Năm 1512, người Tây Ban Nha giải thể chính quyền thành bang và gia tộc Medici trở lại cai trị và thiết lập nền chuyên chế. Sự trở lại của gia tộc Medici đáng nhẽ ra có thể là một cơ hội lớn cho Machiavelli nhưng ông lại bị hiểu nhầm là có liên quan đến một âm mưu tạo phản và bị tra tấn cũng như cầm tù. Chính trong thời gian này, ông đã viết tác phẩm để đời của mình: Quân Vương, để dâng cho nhà Medici.
Mặc dù tương đối ngắn, Quân Vương là tác phẩm chính trị nổi tiếng nhất vào thời Phục Hưng và đã ghi tên Machiavelli đi vào lịch sử. Rất khác so với những luận văn bàn về chính trị khác, tác phẩm này không bàn về một mô hình xã hội lý tưởng hay những phẩm chất của một người lãnh đạo tốt; thay vào đó, nó đưa ra hình mẫu mà các nhà cai trị nên trở thành. Một trong những chủ đề lớn của tác phẩm đó là, nhà cai trị nên cố gắng để trông có vẻ đức hạnh, hơn là thực sự sở hữu những giá trị đạo đức như vậy. Để trở thành một quân vương, một người phải thể hiện rằng mình ủng hộ sự tự do; nhưng tại văn phòng và bàn làm việc, tự do là một trong những thứ cần phải tránh. Một quân vương nên thể hiện mình là một người vị tha hơn là một người độc ác; nhưng thực sự, được người dân kính sợ thì an toàn hơn nhiều so với được người dân yêu quý. Dù vậy, một nhà cai trị khôn ngoan vẫn nên tránh gieo những tai ương và oán hận không cần thiết vì đó có thể là nguồn gốc cho sự bạo loạn. Mục đích sẽ biện minh cho phương tiện, người quân vương không nên để những giá trị luân lý và đạo đức cản trở mình để đạt được thành công cho chính mình và cho nhà nước.
Dù những ý tưởng của Machiavelli được thể hiện rất rõ ràng qua cuốn sách, nhưng không ai dám chắc điều mà Machiavelli thực sự muốn truyền tải. Một trong những lý do đó là ông đã viết Quân Vương bằng tiếng Ý, thứ ngôn ngữ bình dân, chứ không phải là tiếng Latinh dành cho tầng lớp cai trị. Thủ tướng Ý khét tiếng Mussolini mô tả Quân Vương là "chỉ dẫn tối cao cho chính trị gia. Ngày nay, có một từ tiếng Anh mang tên Machiavelli: "Machiavellian", được sử dụng để mô tả những hành động gian trá, mưu mô xảo quyệt, như vậy cũng đủ thấy rằng ảnh hưởng của ông là rất sâu rộng.

#### Utopiacủa More

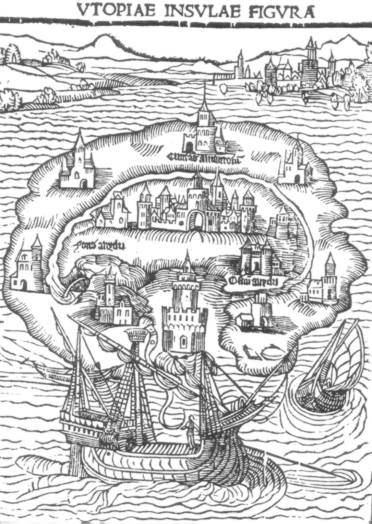
Trang bìa của tác phẩm Utopia, được viết bởi Thomas More

Thomas More (1478–1535) là một người nhiệt thành theo chủ nghĩa nhân văn và Utopia là tác phẩm nổi tiếng nhất mà ông để lại. Cuốn sách này, được viết bằng tiếng Latinh, mô tả sinh động một vùng đất thịnh vượng không có thật và rất phù hợp ở thời điểm bấy giờ khi công chúng đều đang mong ngóng tin tức từ những miền đất mới được khai phá.
Utopia ("Miền đất không tưởng" hoặc "Địa đàng mặt đất" trong tiếng Việt) là một hòn đảo có 54 thành phố với 6000 ngôi nhà. Mỗi ngôi nhà đều có một mảnh ruộng riêng và việc làm đồng sẽ được phân chia luân phiên giữa các thành viên. Tại mỗi thành phố, nhà ở sẽ được chuyển luân phiên mỗi 10 năm và không có tài sản riêng tư, mọi thứ thậm chí còn không cần phải khóa hay bảo vệ. Mọi công dân, bên cạnh việc đồng áng, sẽ phải học một môn thủ công; tất cả mọi người đều phải lao động nhưng thời gian lao động chỉ là 6 tiếng một ngày. Vì không có những kẻ ăn bám nên công việc được chia sẻ giữa mỗi người và trở nên nhẹ nhàng hơn, mọi người do vậy sẽ có nhiều thời gian rảnh rỗi hơn để nghỉ ngơi và sinh hoạt văn hóa. Chỉ có một số rất ít người không nằm trong hệ thống này, như là các học giả, tăng lữ hoặc nhà quản lý, những người sẽ giúp điều phối cộng đồng. Về tổng thể, Utopia là một vùng đất thân thiện và chào đón mọi người; và có một sự thật là nơi đây chưa bao giờ ngừng những bài ca về sự hòa hợp và hạnh phúc.
Giống như tác phẩm chính trị nổi tiếng thời cổ đại là Cộng hòa của Plato, Utopia vẽ nên một xã hội sống động và đầy cuốn hút; và qua đó châm biếm một số hiện trạng của xã hội. Nhưng cũng giống như Plato, More để cho người đọc suy nghĩ xem bao nhiêu ý tưởng trong cuốn sách là những đề xuất chính trị nghiêm túc, và bao nhiêu trong số đó chỉ đơn thuần chế giễu sự méo mó của thế giới hiện tại. Nhiều học giả cho rằng, ý tưởng về một thế giới không tưởng như Utopia là một trong những nguồn cảm hứng cho chủ nghĩa cộng sản sau này.

#### Triết học chính trị của Thomas Hobbes

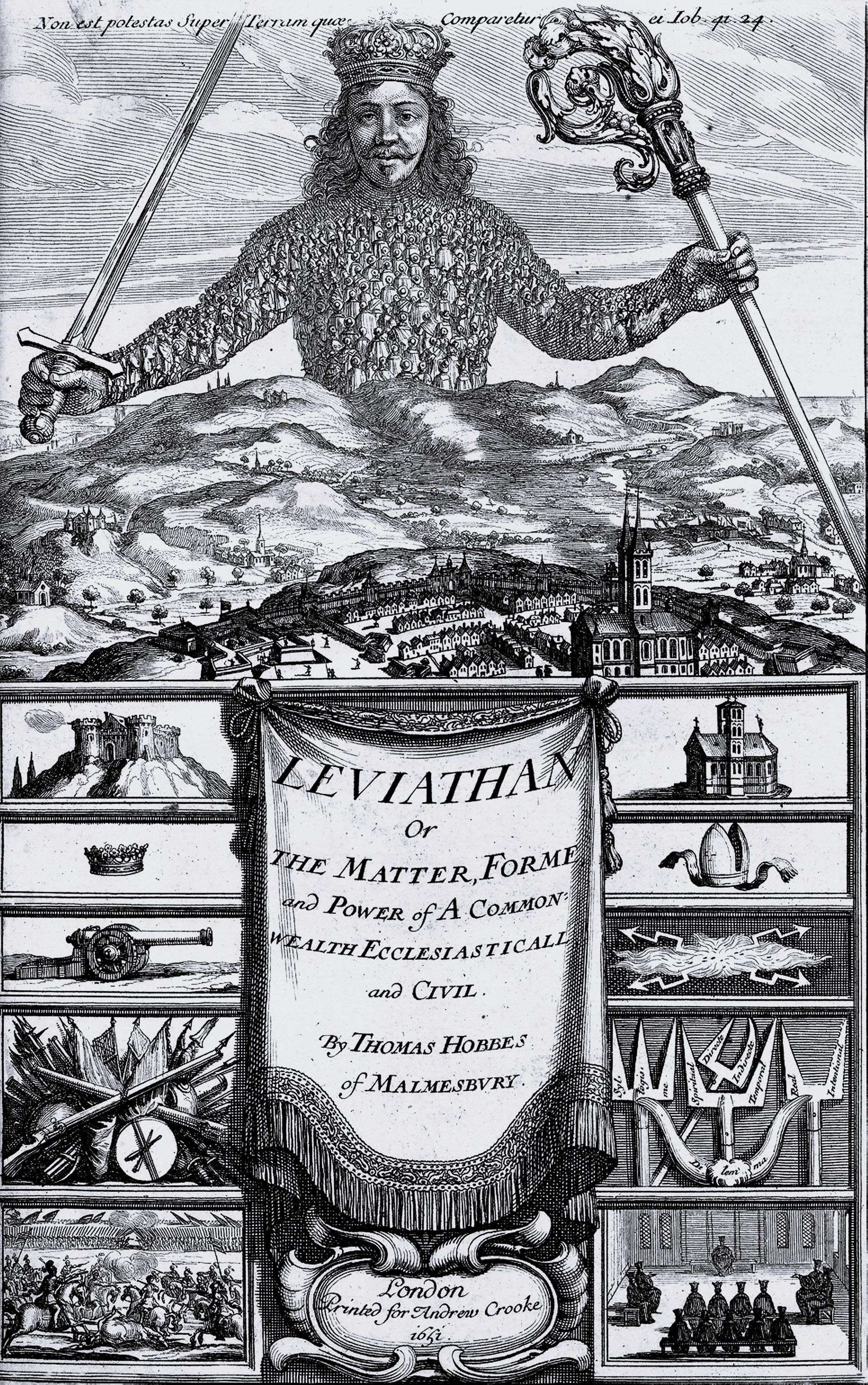
Trang bìa tác phẩm Leviathan của Thomas Hobbes. Trên cơ thể của nhân vật lớn trung tâm là rất nhiều những con người nhỏ hơn, thể hiện một phần chủ đề của tác phẩm.

Thomas Hobbes (1588–1679) là một nhà triết học duy nghiệm tại Anh. Trong khoảng thời gian ở Paris để tránh chiến tranh, ông đã viết nên tác phẩm nổi tiếng nhất của mình, Leviathan. Không chỉ là một trong những kiệt tác viết về chính trị, Leviathan cũng đồng thời là một trong những áng văn xuôi vĩ đại nhất được viết bằng tiếng Anh.
Leviathan nói về những tương tác dẫn đến việc hình thành nên một Nhà nước. Hobbes bắt đầu bằng cách mô tả cuộc sống của con người nếu như đặt ngoài sự kiểm soát của nhà nước; nói theo một cách khác, mọi vật đều ở trong một trạng thái nguyên thủy, tự nhiên. Vì tất cả mọi người có khả năng và sức mạnh tương tự nhau, và đồng thời cũng có những ham muốn tương tự nhau, những cuộc cạnh tranh không khoan nhượng để giành lấy tài sản, quyền lực và danh vọng sẽ không bao giờ chấm dứt. Hobbes viết một cách sống động về trạng thái tự nhiên này:
....không có một hiểu biết nào về mặt đất; không có ý niệm về thời gian; không có nghệ thuật; không có chữ viết; không có xã hội; và, tệ nhất trong tất cả, [luôn có] ám ảnh và nguy hiểm dai dẳng về một cái chết tàn khốc; và cuộc đời của con người, [do đó sẽ] cô độc, nghèo đói, khổ sở, tàn bạo và ngắn ngủi.
Về mặt lịch sử, chúng ta không biết một trạng thái nguyên thủy như vậy có tồn tại ở đâu trên thế giới này không, nhưng Hobbes cho rằng, ta có thể thoáng thấy những đặc điểm của nó tại những bộ tộc ở vùng đất Tân Thế giới mới được khám phá hoặc ngay cả tại những nơi văn minh, mỗi người cũng luôn đề phòng và cẩn trọng với những người xung quanh. Trong trạng thái nguyên thủy như vậy, không hề có luật pháp thực sự, nhưng có tồn tại cái gọi là "luật tự nhiên" dưới dạng những nguyên tắc về ham muốn hoặc những công thức giúp tăng cơ hội sống sót. Những luật này thúc giục con người trong trạng thái tự nhiên tìm đến hòa bình và sự ổn định, và do vậy, họ sẽ từ bỏ một số sự tự do của mình với điều kiện những người khác cũng làm như vậy. Từ đó, dần dần, con người sẽ dâng tất cả những quyền của mình, trừ quyền được tự vệ, đến một quyền lực trung tâm có thể áp dụng luật tự nhiên dưới dạng sự trừng phạt.
Nền chuyên chế được hình thành bằng sự thỏa thuận giữa mỗi người với mọi người khác; mỗi cá nhân đều sẽ từ bỏ quyền của mình với điều kiện những người khác cũng làm điều tương tự. Hobbes viết: "Điều này được hoàn thành, số đông như vậy sẽ quy về một người duy nhất, đó là Nhà nước. Đây chính là thứ sẽ tạo nên [con thủy quái] Leviathan, hay nếu nói một cách cung kính hơn, đó là tạo nên một vị thần trên trần thế, chúng ta nợ (...) con người này hòa bình và sự bảo vệ [mà chúng ta đang có]."

### Triết học vật lý và sự phát triển của khoa học

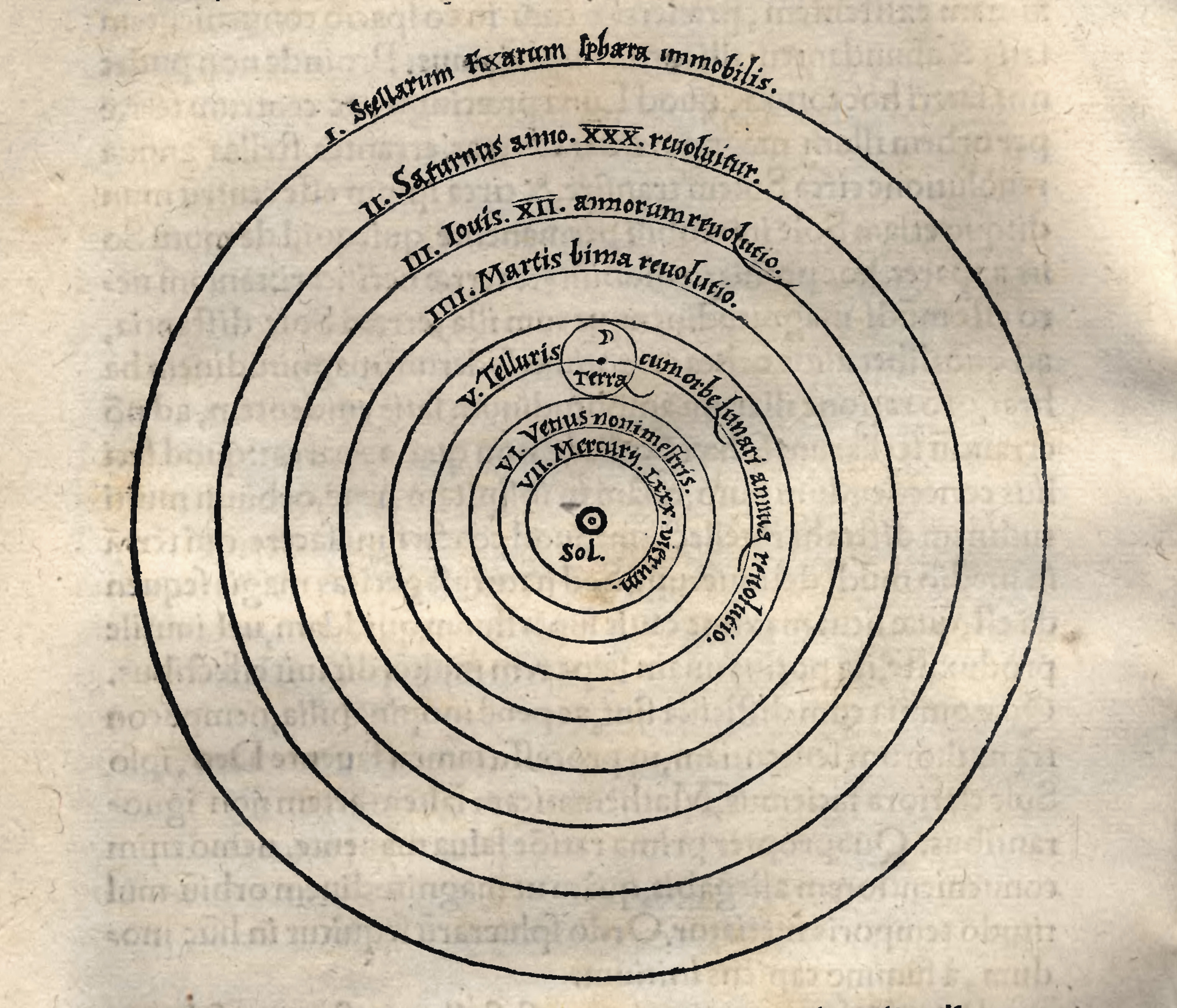
Mô hình thuyết nhật tâm trong cuốn Về chuyển động quay của các thiên thể của Copernic.

Một trong những bước tiến lớn của triết học vào thế kỷ 16 đó chính là sự phân tách giữa triết học tự nhiên và triết học vật lý. Cả hai môn học này có chung mục tiêu là tìm hiểu những vật chất xung quanh; nhưng bộ môn vật lý khoa học thì phát triển bằng cách quan sát và đưa ra các mô hình giả thiết chứ không dựa vào những kiến thức tiên nghiệm hoặc những lập luận về mặt khái niệm. Khi khoa học ngày càng phát triển, vai trò của triết học trong lĩnh vực này cũng ngày càng mờ nhạt, cũng giống như chính bộ môn triết học tự nhiên vậy.
Ta có thể hiểu rõ hơn sự tách biệt này qua hai đại biểu lớn về thiên văn học của thời kỳ này là Bruno và Galileo. Cả hai nhân vật mà ta nhắc đến đều quan tâm đến những bài viết của Copernicus với ý tưởng mang tính cách mạng: Trái Đất quay xung quanh mặt trời chứ không phải ngược lại. Nhưng có một sự khác biệt rất lớn giữa Bruno và Galileo khi mỗi người phát triển lý thuyết nhật tâm này.

#### Bruno
Giordano Bruno (1548–1600) là một học giả phiêu bạt ở nước Ý và ông cũng từng là một tu sĩ theo dòng Đa Minh. Bruno lập luận rằng, thế giới tự nhiên là vô hạn, không có bờ hay một giới hạn nào cả. Trong khoảng không gian vô tận này là rất nhiều những hệ mặt trời và mặt trời mà chúng ta biết cũng chỉ là một trong số chúng. Không có một ngôi sao nào có thể được coi là trung tâm của vũ trụ vì mọi vị trí chỉ là tương đối. Trái Đất mà ta đang sinh sống cũng không có đặc quyền gì cả, sự sống có thể tồn tại ở đâu đó trong vũ trụ ngoài kia. Theo Bruno, vũ trụ được tạo nên từ các nguyên tử, cả về mặt vật lý và tâm linh; mỗi con người cũng là một nguyên tử có ý thức, bất tử, phản ánh chính mình trong vũ trụ rộng lớn này.
Không mấy ngạc nhiên khi lý thuyết của Bruno bị Giáo hội kịch liệt phản đối. Ông bị Tòa án dị giáo kết tội và nhận án hỏa thiêu sau khi ông từ chối thay đổi quan điểm của mình. Thú vị thay, nhiều giả thiết và phỏng đoán của Bruno vẫn còn ảnh hưởng đến thiên văn học nhiều thế kỷ sau đó. Nhưng ta vẫn phải nhớ rằng, chúng chỉ là những phỏng đoán; với những thông tin mà ta đã biết cho đến nay, Bruno không thực hiện một thí nghiệm hay quan sát nào cả.

#### Galileo

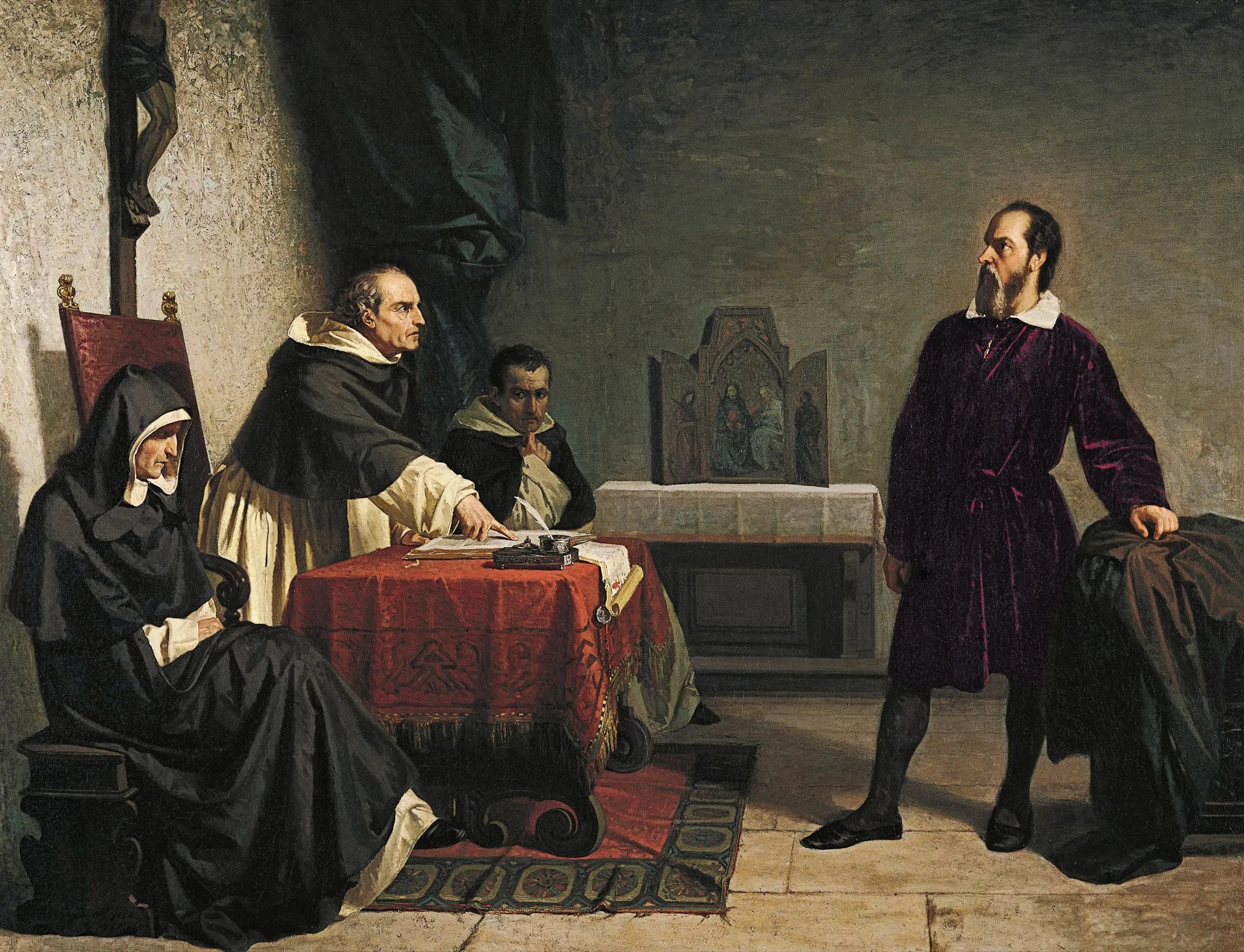
Galileo đối mặt với Tòa án dị giáo, tranh của Cristiano Banti vào năm 1857.

Một câu chuyện đối nghịch hoàn toàn với Bruno là Galilei Galileo (1564–1642). Ông là giáo sư có thâm niên tại đại học Padua và cũng là nhà toán học hoàng gia cho Đại công tước Medici xứ Tuscany. Sử dụng kính viễn vọng mới được cải tiến của mình, Galileo có thể quan sát được những ngọn núi trên mặt trăng cũng như những đốm đen của mặt trời; và ông rút ra kết luận rằng những thiên thể này cũng được cấu tạo từ những dạng vật chất trên Trái Đất chứ không phải là một dạng tinh chất khác biệt nào đó như Aristotle đã nói. Từ những quan sát về các pha của sao Kim, Galileo thu được những bằng chứng mới ủng hộ cho thuyết nhật tâm của Copernicus. Một trong những thí nghiệm nổi tiếng nhất của Galileo là ông đã thả hai quả cầu cùng chất liệu nhưng có khối lượng khác nhau từ tháp nghiêng Pisa xuống, và chúng đã chạm đất cùng một lúc. Thí nghiệm này đã phủ định kết luận trước đó của Aristotle rằng vật càng nặng thì rơi sẽ càng nhanh. Bằng những thực nghiệm của mình, Galileo có thể bác bỏ rất nhiều khía cạnh trong vật lý của Aristotle - vốn đang rất thịnh hành vào thời điểm đó.
Không mấy ngạc nhiên khi những học giả trung thành với khoa học Aristotle cổ điển không ưa gì Galileo, nhưng thứ khiến ông gặp rắc rối với tòa án dị giáo là những bình luận của ông về mối quan hệ giữa thuyết nhật tâm và những mô tả trong kinh Thánh, viết rằng mặt trời di chuyển qua bầu trời. (Thi-thiên 19:6 "Mặt trời ra từ phương trời nầy, Chạy vòng giáp đến phương trời kia; Chẳng chi tránh khỏi hơi nóng mặt trời được.") Galileo nói rằng, các tác giả của kinh Thánh chỉ đơn giản là đã miêu tả một hiện tượng theo cách phổ biến để mọi người có thể hiểu, nhưng những căn cứ thực sự thì sẽ cần phải được tìm ra bằng khoa học. Hồng y Bellarmine, cũng là người đã kết tội Bruno, phản bác lại rằng, thuyết nhật tâm, dù có được một số các bằng chứng ủng hộ, vẫn chỉ là một giả thuyết và vẫn chưa được thiết lập một cách chắn chắn. Có một điều khá mỉa mai ở đây khi nhà vật lý cho thấy rằng mình có thể phân tích kinh Thánh tốt hơn, trong khi vị Hồng y thì thể hiện khả năng phản biện của một triết gia khoa học. Không có bên nào chiến thắng trong cuộc tranh luận này, Galileo kiên quyết giữ lại những giả thuyết của mình còn Tòa án dị giáo quyết định giam giữ ông vô thời hạn. Câu chuyện về cuộc đối đầu giữa Galileo và Giáo hội cũng như câu nói nổi tiếng của ông (dù người ta không chắc chắn rằng Galileo đã nói điều này): "Dù sao Trái Đất vẫn quay" được lưu truyền từ đó cho đến mãi về sau.

#### Francis Bacon
| “                                                                | Sự hiểu biết, tự nó, là sức mạnh. | ” |
| — Francis Bacon, trích từ Meditation Sacrae and Human Philosophy |                                   |   |

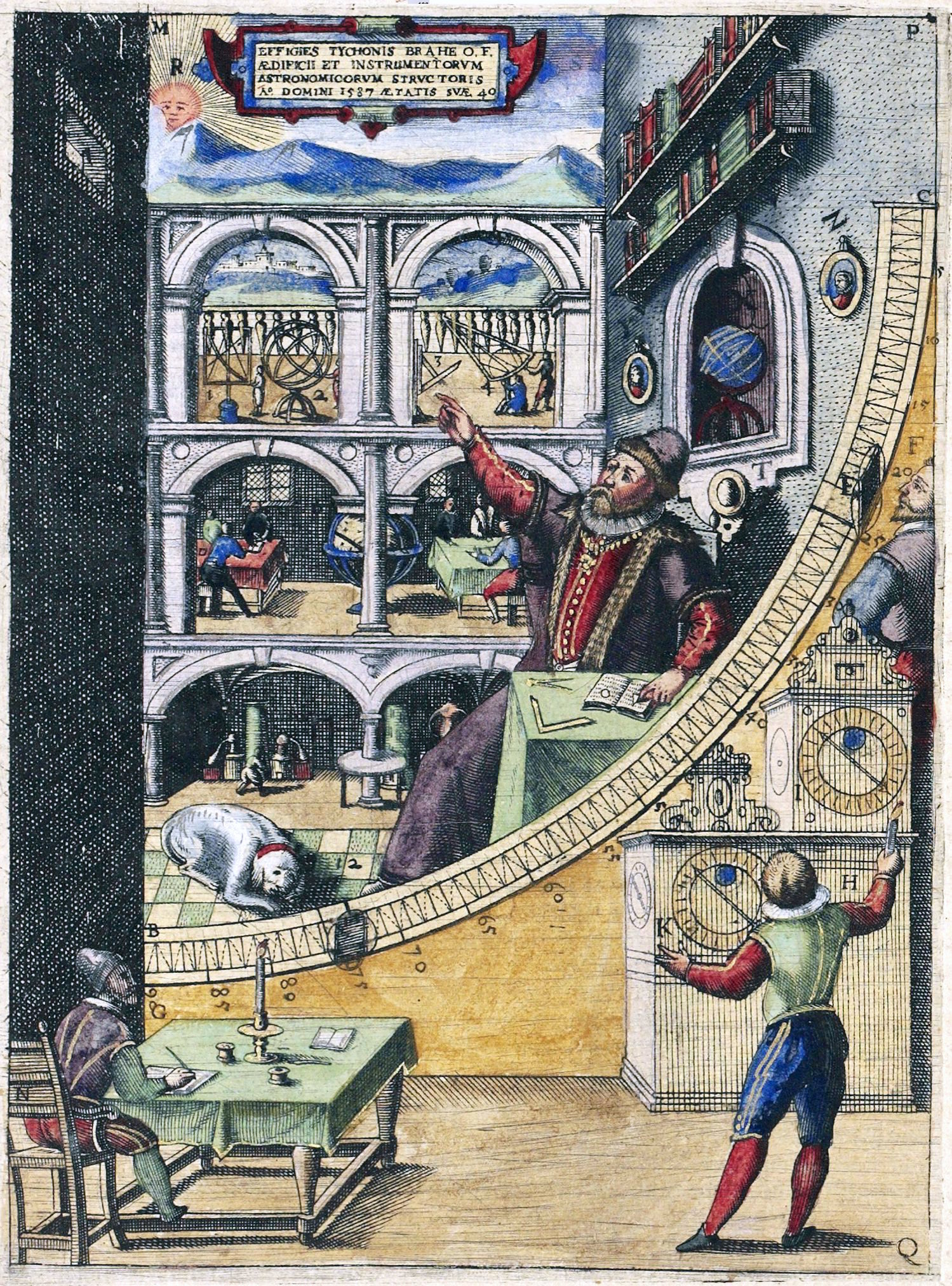
Francis Bacon được coi là cha đẻ của phương pháp nghiên cứu khoa học. Từ thế kỷ 16 trở đi, khoa học được coi là phương thức chính để con người thu nhận kiến thức. Trên hình là hình ảnh nhà thiên văn Tycho Brahe tại đài quan trắc của ông.

Một trong số những nhà triết học nổi bật nhất trong thời kỳ Phục hưng là Francis Bacon (1561–1626). Ông được cho là một trong nhà duy nghiệm đầu tiên, với quan điểm chủ đạo rằng tri thức cần phải được xuất phát từ những kinh nghiệm khách quan. Nhưng di sản lớn hơn của Bacon là ông đã đề ra một phương pháp khoa học để nghiên cứu thế giới, đặt trọng tâm vào việc thu thập dữ liệu và quy nạp để đưa đến tri thức.
Vào thời của mình, Bacon đã nhận ra rằng những phương pháp logic hiện có là không đủ vì nó thiếu một lý thuyết về phát hiện khoa học. Trong cuốn Novum Organum ("Phương tiện tư duy mới"), ông thay thế logic truyền thống Aristotle bằng một phương pháp mới khác biệt và hữu dụng hơn. Với Bacon, mục đích của việc nghiên cứu là nhằm mở rộng sức mạnh của con người đối với thế giới thiên nhiên. Tam đoạn luận của Aristotle sẽ không cung cấp cho chúng ta những kiến thức mới, thứ ta cần bây giờ là phương pháp quy nạp. Quy nạp mà Bacon nói tới không phải là những khái quát nóng vội từ một số lượng ít ỏi các mẫu trong tự nhiên, mà là một quy trình với các bước rõ ràng, xuất phát từ những hiện tượng đơn lẻ và đi theo chiều tăng dần về độ khái quát. Trong quy trình này, người nghiên cứu cũng cần phải tránh để các thiên kiến của mình làm sai lệch kết quả và kết luận thu được.
Quy nạp có thể sẽ giúp ta tìm ra bản chất đang được che giấu của sự vật, vì vậy, nó cần phải được bắt đầu bằng những quan sát liên tục và chính xác. Chẳng hạn, nếu như ta muốn nghiên cứu về bản chất của "nhiệt", ta sẽ phải xem nhiệt xuất hiện khi nào (dưới ánh nắng mặt trời hoặc khi ta quẹt diêm,...) và không xuất hiện khi nào (dưới ánh sáng của mặt trăng và những vì sao), khi nào thì nó xuất hiện nhưng với những trạng thái khác nhau (như nhiệt độ của một con vật tại những thời điểm và môi trường khác nhau). Khi ta thiết lập một bảng các dữ liệu, ta có thể tìm ra điều gì luôn luôn hiện hữu khi nói về nhiệt hoặc điều gì luôn vắng mặt khi không có nhiệt và điều gì khiến kết quả thay đổi... Quy trình này có thể được lặp lại và áp dụng phổ quát. Phương pháp của Bacon không phải là không có những khuyết điểm, tuy nhiên, không thể phủ nhận rằng: ông đã đặt nền móng cho một phương pháp khoa học phổ biến và có ảnh hưởng lâu dài. Bacon được tôn vinh là "cha đẻ" của phương pháp khoa học, "cha đẻ của triết học thực nghiệm".
Vào thời điểm mà sự thiên tài của cá nhân được nhấn rất mạnh, Bacon là người đã nhận ra rằng: khoa học tự nhiên chỉ có thể tiến bộ bởi những nỗ lực hợp tác khổng lồ. Hiện thực hóa tầm nhìn của ông, Hội Hoàng gia Luân Đôn đã được thành lập 35 năm sau đó. Là nơi quy tụ nhiều cái tên lớn trong khoa học như Thomas Hobbes, Hooke, Robert Boyle, Leeuwenhoek và đặc biệt, Isaac Newton, Hội Hoàng gia đã đi tiên phong và mở đường cho khoa học phát triển nhiều thế kỷ sau đó.

### Chủ nghĩa duy lý

#### Descartes
| “                                             | Tôi tư duy, nên tôi tồn tại | ” |
| — René Descartes, trích từ Bàn về phương pháp |                             |   |

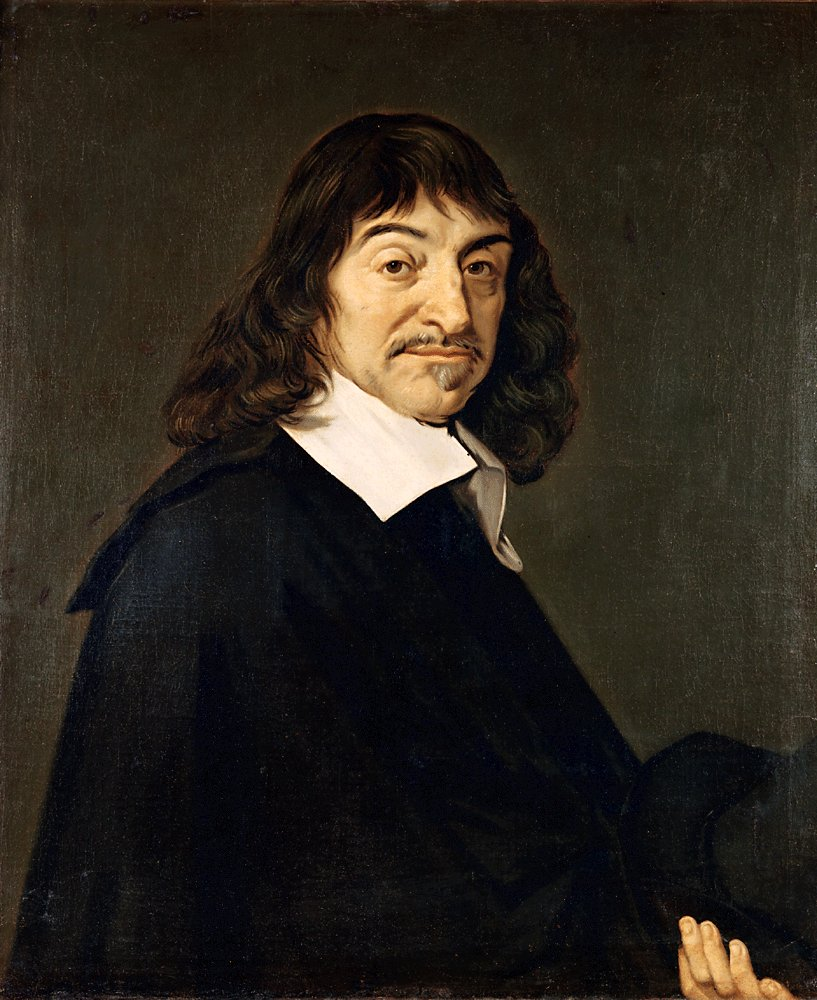
Chân dung René Descartes, phỏng theo tranh của Frans Hals.

René Descartes là một trong những nhà triết học vĩ đại và nổi tiếng nhất vào thế kỷ 17. Ông sinh năm 1596 tại một ngôi làng mà nay đã được đổi tên thành La-Haye-Descartes để tôn vinh nhà triết học. Descartes chưa bao giờ giảng dạy trong một trường đại học nào và ông viết các tác phẩm của mình không phải bằng tiếng Latinh hàn lâm mà bằng tiếng Pháp thông thường để hướng đến số đông công chúng. Ngày nay, trong những di sản mà Descartes để lại, các tác phẩm triết học của ông là được đọc nhiều nhất; nhưng vào thời của mình, Descartes nổi tiếng nhất với những công trình khoa học. Descartes là người đã đặt ra hệ trục tọa độ trong toán học mà nay mang tên ông, bên cạnh đó, ông còn có những nghiên cứu vật lý và khí tượng học. Năm 1637, ông xuất bản ba tiểu luận khoa học kèm theo phần lời tựa Bàn về phương pháp (en. Discourse on the Method); vào thời điểm hiện tại, trong khi những tiểu luận chỉ được đọc bởi những chuyên gia về lịch sử khoa học, phần lời tựa đã được dịch ra hàng trăm thứ tiếng và đến tay hàng triệu độc giả trên thế giới. Ông qua đời vì viêm phổi vào năm 1650.
Trong hệ thống triết học của Descartes, mọi điều đều có thể được giải thích bằng hai phạm trù, hay bằng tính nhị nguyên, của vật chất (en. matter) và ý thức (en. mind). Và quả thực, chúng ta nợ ông cách suy nghĩ rằng: vật chất và ý thức là hai bộ phận tương hỗ, duy nhất và trọn vẹn nhất, cấu thành nên vũ trụ mà ta đang sinh sống này.  Với Descartes, con người là một loại vật chất biết suy nghĩ và thành phần trọng yếu nhất của con người là ý thức hay tâm trí. Trong cuộc sống thường ngày, ông công nhận rằng, ý thức và cơ thể của chúng ta hòa hợp chặt chẽ với nhau, nhưng sẽ thật sai lầm nếu coi cơ thể là yếu tố chính làm nên con người ta. Ngoài ra, Descartes cũng nói về tâm trí con người theo một cách khác, trọng tâm của tâm trí con người không phải là trí tuệ mà là khả năng ý thức (en. conscious) hay chính là khả năng mà ta nhận biết những suy nghĩ của chính mình và nhận biết về thế giới xung quanh.

Những giác quan mà ta sử dụng hàng ngày có thể đưa cho chúng ta những thông tin sai lệch. Những đường kẻ ngang trong hình trông có vẻ như dốc nhưng thực tế là chúng song song với nhau.

Descartes cho rằng nhiệm vụ trước nhất của triết học là phải khiến cho một người có thể loại bỏ tất cả những niềm tin của anh ta và nghi ngờ tất cả mọi thứ có thể. Descartes bắt đầu đưa các ví dụ với mức độ khắc nghiệt tăng dần để cho thấy sự chắc chắn trong thế giới này dễ lung lay đến thế nào. Chẳng hạn, chúng ta tri giác và cảm nhận thế giới nhờ những giác quan, nhưng những giác quan này hẳn cũng từng lừa chúng ta không ít lần (như tạo ra các ảo giác), nên chúng không thể là những điểm tựa cho tri thức. Và Descartes đưa ra ví dụ cực đoan nhất, ông tưởng tượng có một con quỷ đầy quyền năng và xấu xa đang đánh lừa ông về tất cả mọi thứ, chính vì vậy mà ông sẽ nghi ngờ về tất thảy mọi sự xung quanh. Nhưng tại chính điểm này, Descartes nhận ra có một niềm tin chắc chắn, một niềm tin mà ông sẽ không bao giờ phải hoài nghi: đó là niềm tin rằng chính ông đang tồn tại. Mỗi khi ta nghĩ hay nói: "Tôi tồn tại", ta không thể sai, vì nếu ta không hiện hữu, làm sao ta có thể nghi ngờ rằng ta có đang tồn tại hay không. Ông thể hiện ý tưởng này qua câu nói nổi tiếng: "Tôi tư duy, nên tôi tồn tại." Với Descartes, việc chắc chắn về sự tồn tại của bản thân mình cho ông một điểm tựa vững chắc; nó giúp ông không bị rơi vào vòng xoáy hoài nghi và cho phép ông rời khỏi chủ nghĩa hoài nghi và đi đến với tri thức.
Descartes có ảnh hưởng rất lớn đến nền triết học nói chung. Ông thường được coi là cha đẻ của triết học hiện đại khi ông trao cho bộ môn này sự chắc chắn của toán học mà không cần viện đến bất kỳ giáo lý hay thẩm quyền nào. Descartes cũng nổi tiếng với việc đã tách biệt vật chất và ý thức với vai trò là hai bản thể tách biệt, thứ mà ta sẽ gọi là thuyết nhị nguyên Descartes. Triết học những thế kỷ sau ngày Descartes mất được ngự trị bởi những triết gia hoặc phát triển tư tưởng ông hoặc xem nhiệm vụ chính của mình bác bỏ những ý tưởng này, như Spinoza hay Leibniz.

#### Spinoza

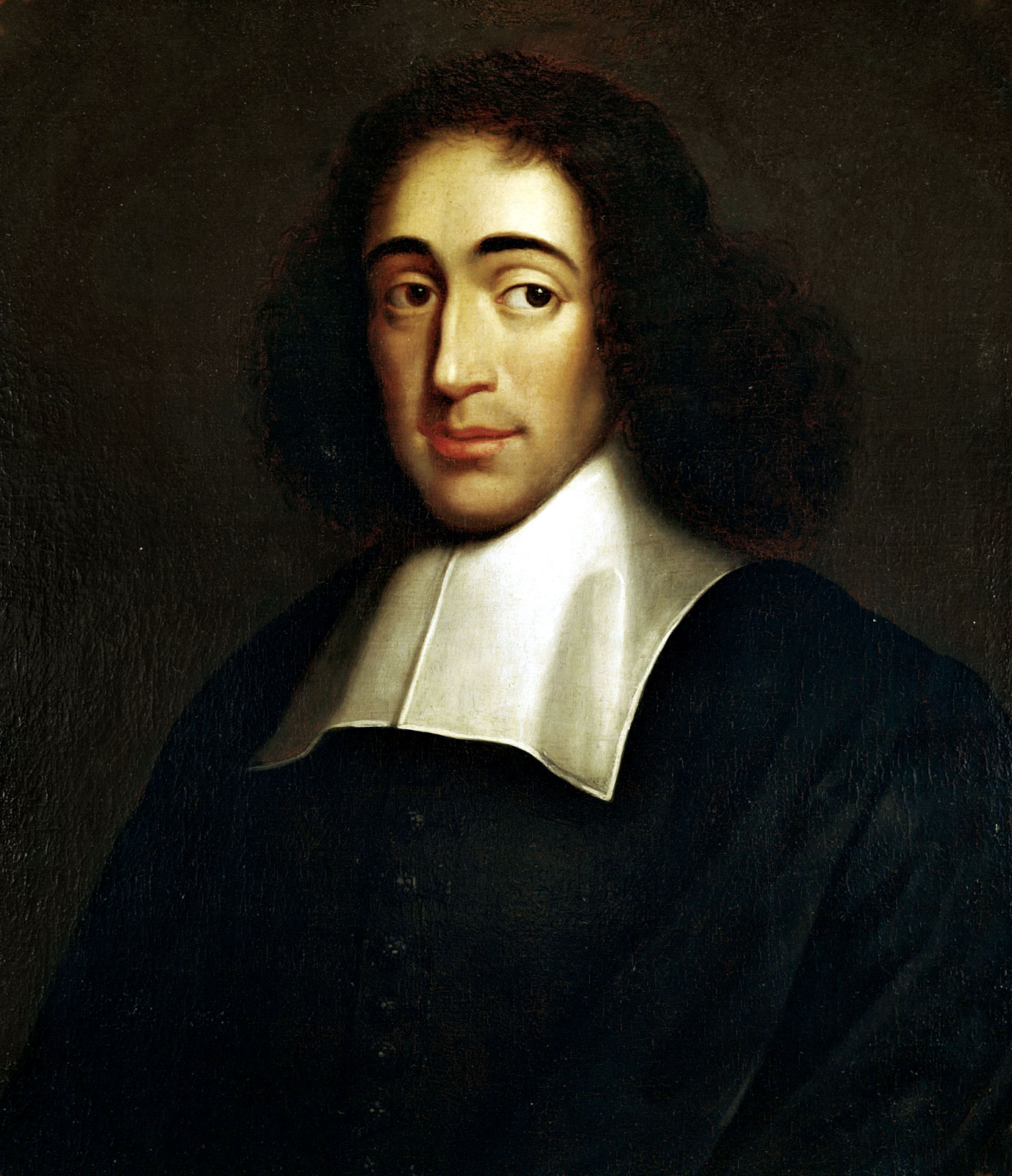
Chân dung của Baruch Spinoza.

Baruch hoặc Benedictus Spinoza là một trong số những người kế tục quan trọng của Descartes và một trong những điều ông quan tâm là mối quan hệ giữa triết học Descartes và Chúa trong các kinh sách Do Thái. Spinoza bị rút giấy phép thông công vào năm 1656 vì không chấp nhận một số các giáo điều Do Thái. Spinoza sinh hoạt và làm việc như một nhà tư tưởng độc lập: ông không nhận các lời mời đến từ những đại học hay những cá nhân tên tuổi vào thời điểm đó. Ông kiếm sống bằng một nghề khá thú vị vào thời điểm đó là mài kính thủy tinh, không may, đây cũng là một trong những lý do dẫn đến cái chết của ông. Spinoza mất năm 1677 do bệnh phổi, một phần là do ông đã hít phải bụi thủy tinh trong quá trình làm việc.
Một trong những khái niệm trung tâm của triết học Spinoza là quan điểm nhất nguyên luận của ông: Spinoza cho rằng chỉ có một bản thể vô hạn và duy nhất là "Chúa hay Thiên nhiên" (la. Deus sive Natura). Sự xác định "Chúa" và "Thiên nhiên" trong câu này có thể được hiểu theo hai cách khác nhau. Nếu như ta coi Spinoza đã dùng từ "Chúa" chỉ để nói về hệ thống tổ chức diệu kỳ tự nhiên thì ông có vẻ là một người vô thần (hoặc phiếm thần). Nhưng nếu theo cách ngược: coi Thiên nhiên là Chúa, hay nói theo cách khác là mỗi khi các nhà khoa học nói điều gì về tự nhiên thì thực ra họ đều đang nói về Chúa thì ta lại thấy rằng: Spinoza có vẻ như là, theo chữ của Kierkegaard, một người bị "ngộ độc bởi Thiên Chúa".
Trước đó, Descartes đã định nghĩa "bản thể" (en. Substance) là: "thứ mà không cần gì ngoài chính nó để tồn tại" và như ta đã thấy, Descartes cho rằng có hai phạm trù bản thể chung nhất là Vật chất và Ý thức. Spinoza không có cùng quan điểm như vậy, theo ông, có và chỉ có Chúa là có thể thỏa mãn định nghĩa này một cách chặt chẽ nhất, vì Chúa đã tạo ra tất cả và mọi điều cũng có thể bị tiêu diệt bởi Chúa. Vật chất và Ý thức không phải là các bản thể; tính chất nổi bật nhất của hai khái niệm này là quảng tính (en. Extension) và Ý tính (en. Thought) thì cũng chỉ là những thuộc tính khác nhau của một bản thể Chúa duy nhất mà thôi. Spinoza tiếp tục: vì Chúa là vô hạn, nên Ngài cũng sẽ có vô hạn những thuộc tính, nhưng quảng tính và ý tính là hai thuộc tính mà con người có thể cảm nhận được.
Nếu coi Chúa là một bản thể duy nhất thì ở cấp độ vi mô hơn ta có thể thấy rằng, những sự vật hoặc cá thể quanh ta chỉ là những phiên bản được nhận thức theo một trong các thuộc tính mà thôi. Chẳng hạn như tâm trí của con người là một phiên bản được tri nhận bằng ý tính, còn bộ não thì cũng là phiên bản đó nhưng được tri nhận theo quảng tính. Và như ta đã chỉ ra trước đó, hai thuộc tính này cũng chỉ là những thuộc tính của một Chúa duy nhất, nên mọi sự vật trong thế giới đều mang trong mình yếu tính của Ngài; thế giới tự nhiên là một hệ thống duy nhất, thống nhất và tự chứa trong mình tất cả những lý giải về chính nó. 

#### Leibniz

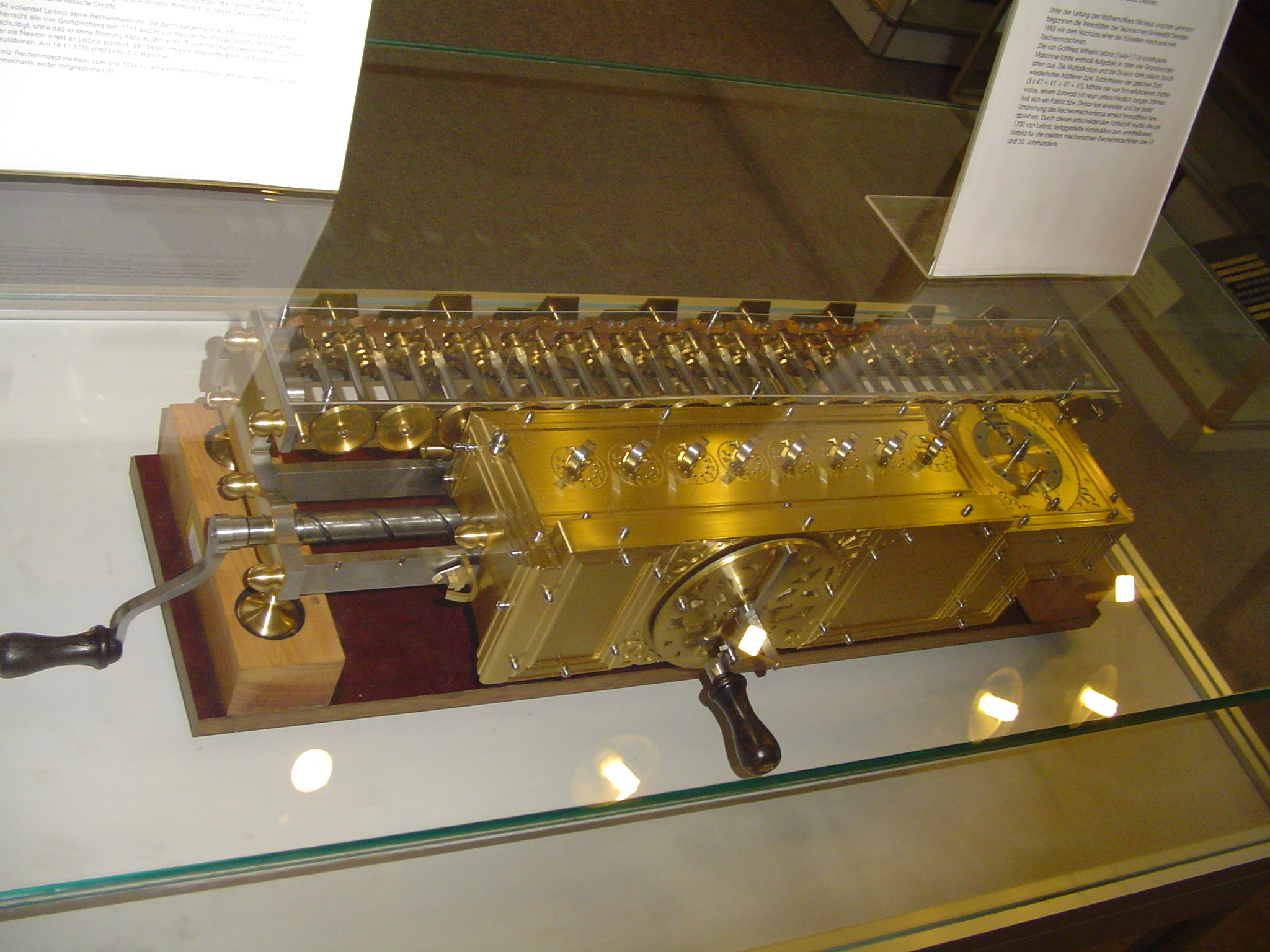
Bản sao máy tính cơ của Leibniz, được trưng bày tại Viện bảo tàng Đức

Gottfried Wilhelm Leibniz sinh năm 1646, là con của một giáo sư triết học tại trường đại học Leipzig. Ngay từ khi còn rất trẻ thì Leibniz đã đọc các tác phẩm siêu hình học và đến khi 13 tuổi thì ông đã quen thuộc với tác phẩm các học giả đi trước. Leibniz sau này đã thành lập và là chủ tịch đầu tiên của Học viện Hoàng gia Phổ. Ông thông thạo rất nhiều các lĩnh vực khác nhau, đặc biệt là các lĩnh vực liên quan đến toán học và logic học. Leibniz đã chỉnh sửa và nâng cấp máy tính toán trước đó của Pascal, ngoài ra ông cũng hiệu đính và tinh chỉnh hệ số nhị phân, đây đều là những cải tiến quan trọng và là tiền đề cho khoa học máy tính trong tương lai. Trong toán học, Leibniz nổi tiếng vì cuộc tranh chấp dữ dội giữa ông và Newton về bản quyền của công trình vi tích phân (hai ông tìm ra phép tính này độc lập và sử dụng những phương pháp khác hẳn nhau). Ngày nay, định lý về vi tích phân mang tên cả hai nhà khoa học lỗi lạc, nhưng hệ thống kí hiệu của Leibniz thuận tiện hơn nên đã trở thành chuẩn mực trong thời điểm hiện tại.

Vòng tròn chấm, được sử dụng trước tiên bởi những môn đệ phái Pythagore và sau đó là những người Hy Lạp, thể hiện cho thực thể siêu hình đầu tiên, đơn tử hay monad.

Leibniz chưa bao giờ xuất bản những tư tưởng triết học của ông một cách hệ thống và hoàn chỉnh, do vậy, nghiên cứu tổng thể về triết học của ông không phải là nhiệm vụ đơn giản. Leibniz lập luận rằng, những thứ gì phức tạp ắt phải được cấu tạo từ những thứ đơn giản hơn, và những thứ đơn giản này phải không mang cho mình những đặc điểm về quảng tính (ví dụ như chiều dài, chiều rộng và chiều cao), vì nếu vậy thì chúng sẽ có thể được chia nhỏ hơn nữa. Ta biết rằng, những thứ gì thuộc về vật chất đều có trong mình đặc điểm về quảng tính, vì vậy, thành phần đơn giản mà ta đang tìm kiếm là phi vật chất, có phần giống với những "ý niệm" hay "linh hồn" hơn; và Leibniz gọi đó là các đơn tử (en. Monad). Những đơn tử này tồn tại độc lập, không phát triển cũng như không bị tàn hoại và chúng không phụ thuộc vào thứ gì ngoài Chúa. Tuy nhiên, những đơn tử này có thể biến đổi, như ta sẽ thấy ngay sau đây.
Hãy lấy ví dụ, nếu như ta nhìn thấy một bông hoa hồng, như vậy thì trong đầu của ta có xuất hiện hình ảnh của bông hoa này, vậy thì có phải là đơn tử (liên quan đến ý niệm) của ta thay đổi và bị tác động hay chịu ảnh hưởng từ bông hoa hay không. Leibniz nói rằng: Không, đơn tử có thể biến đổi để phản ánh thế giới, nhưng không phải do nó chịu tác động từ thế giới mà do nó đã được lập trình để biến đổi đồng bộ với thế giới; sự biến đổi của đơn tử là từ bên trong, chứ không phải bên ngoài. Điều này giống như là nếu tất cả các chiếc đồng hồ được chuẩn hóa và chính xác tuyệt đối, chúng sẽ đánh chuông vào những thời điểm giống hệt nhau dù giữa chúng không có mối liên hệ nào. Do vậy, Chúa, người thợ đồng hồ vĩ đại của vũ trụ, đã tiền thiết lập trạng thái hòa hợp của vũ trụ thông qua các đơn tử. Do đó, có thể nói, mỗi đơn tử chứa đựng trong mình sự tái hiện hoàn chỉnh của vũ trụ ở cả quá khứ, hiện tại và tương lai.
Leibniz phát biểu rằng tâm trí của con người cũng là một đơn tử, chứa đựng trong đó sự tái hiện của cả vũ trụ. Do vậy, về nguyên tắc thì chúng ta có thể học hỏi và biết được mọi thứ trên thế giới hoặc vượt ra ngoài thế giới chỉ bằng cách suy luận và thăm dò tâm trí của chính mình. Chẳng hạn, nếu như suy luận và phân tích đủ lâu thì chắc chắn ta có thể biết được nhiệt độ hiện tại trên Mặt trời là bao nhiêu, tuy nhiên những phân tích thế này có thể sẽ cực kỳ dài hoặc thậm chí là vô hạn (theo Leibniz thì chỉ có Chúa mới có thể thực hiện được những phân tích như vậy), bởi vậy nên nếu ta muốn biết những thông tin này thì sẽ cần phải sử dụng những dụng cụ đo đạc và thực hiện những thí nghiệm. Quan điểm cho rằng kiến thức có thể được thu nhận nhờ suy luận và tư duy mà không cần thông những giác quan là đặc điểm rất nổi bật của chủ nghĩa duy lý.

### Chủ nghĩa duy nghiệm

#### John Locke

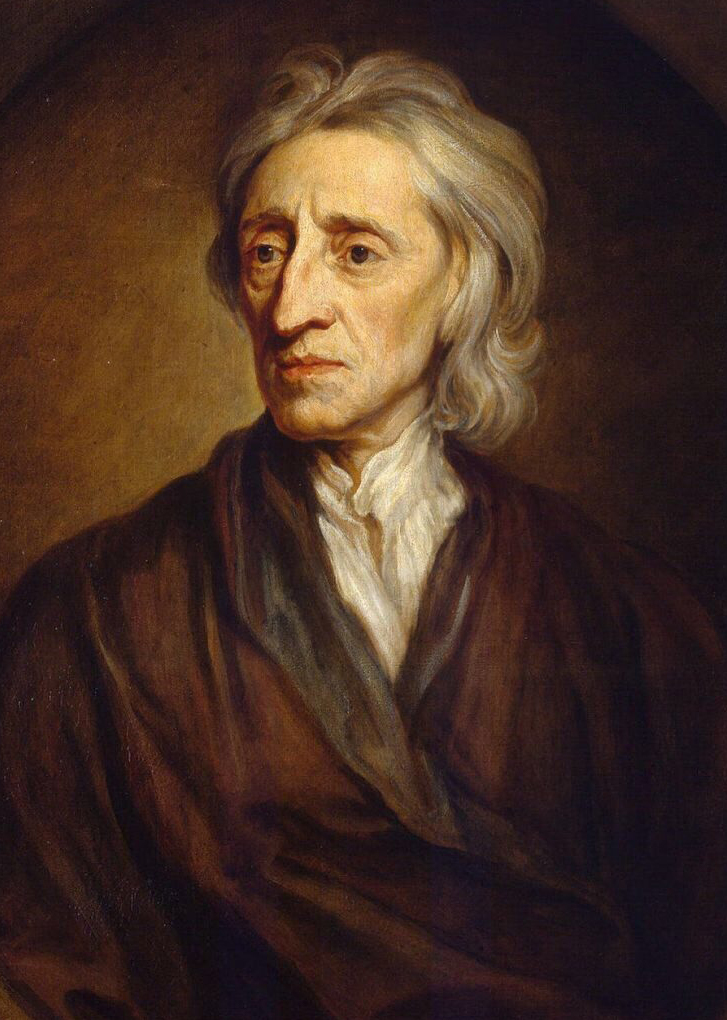
Chân dung John Locke, được vẽ bởi Kneller

Khi nghiên cứu về lịch sử triết học, John Locke thường được coi là cha đẻ của chủ nghĩa duy nghiệm. Ông sinh năm 1632 trong một gia đình khá giả. Locke được hưởng một nền giáo dục rất tốt, ông được theo học tại trường Westminster ở Luân Đôn và sau đó là tại trường đại học Oxford. Dù những ý tưởng triết học của Locke về chủ nghĩa duy nghiệm có tạo ra được những ảnh hưởng nhất định, thứ đem lại cho ông nhiều tiếng tăm nhất lại là những tác phẩm viết về chính trị. Ông đã đưa ra các học thuyết đề cập đến nhiều lĩnh vực xã hội khác nhau như tính hợp pháp của chính quyền, việc tư hữu và một số các vấn đề liên quan đến tôn giáo. Locke từng giữ nhiều chức vụ quan trọng trong chính phủ nước Anh. Vào cuối đời, ông lui về sống ở nông thôn cách khá xa Luân Đôn và yên vui đọc sách cũng như viết lách. Ông ra đi trong nhẹ nhàng vào năm 1704.
Một trong số những mâu thuẫn lớn nhất giữa chủ nghĩa duy nghiệm và chủ nghĩa duy lý là khi nói về những "ý niệm bẩm sinh". Những nhà triết học theo chiều hướng duy lý, từ Plato cho đến Leibniz, cho rằng: con người sinh ra đã mang trong mình những ý niệm bẩm sinh, tức là những ý niệm có được mà không cần phải trải qua kinh nghiệm. Plato cho rằng, mọi tri thức đích thực vốn dĩ đều đã nằm bên trong mỗi con người, tuy nhiên khi ta chết đi và linh hồn đầu thai sang một thân xác mới thì ta đã quên đi tất cả; vì vậy, nếu theo Plato: quá trình học hỏi không cho ta thêm những ý tưởng mới mà giống như giúp ta "hồi tưởng" lại những ý niệm vốn đã sẵn có hơn. Một đại diện khác là Leibniz, như đã phân tích ở trên, cũng cho rằng ta có thể đạt được tất cả tri thức nhờ vào một chuỗi các quá trình phân tích và suy luận.

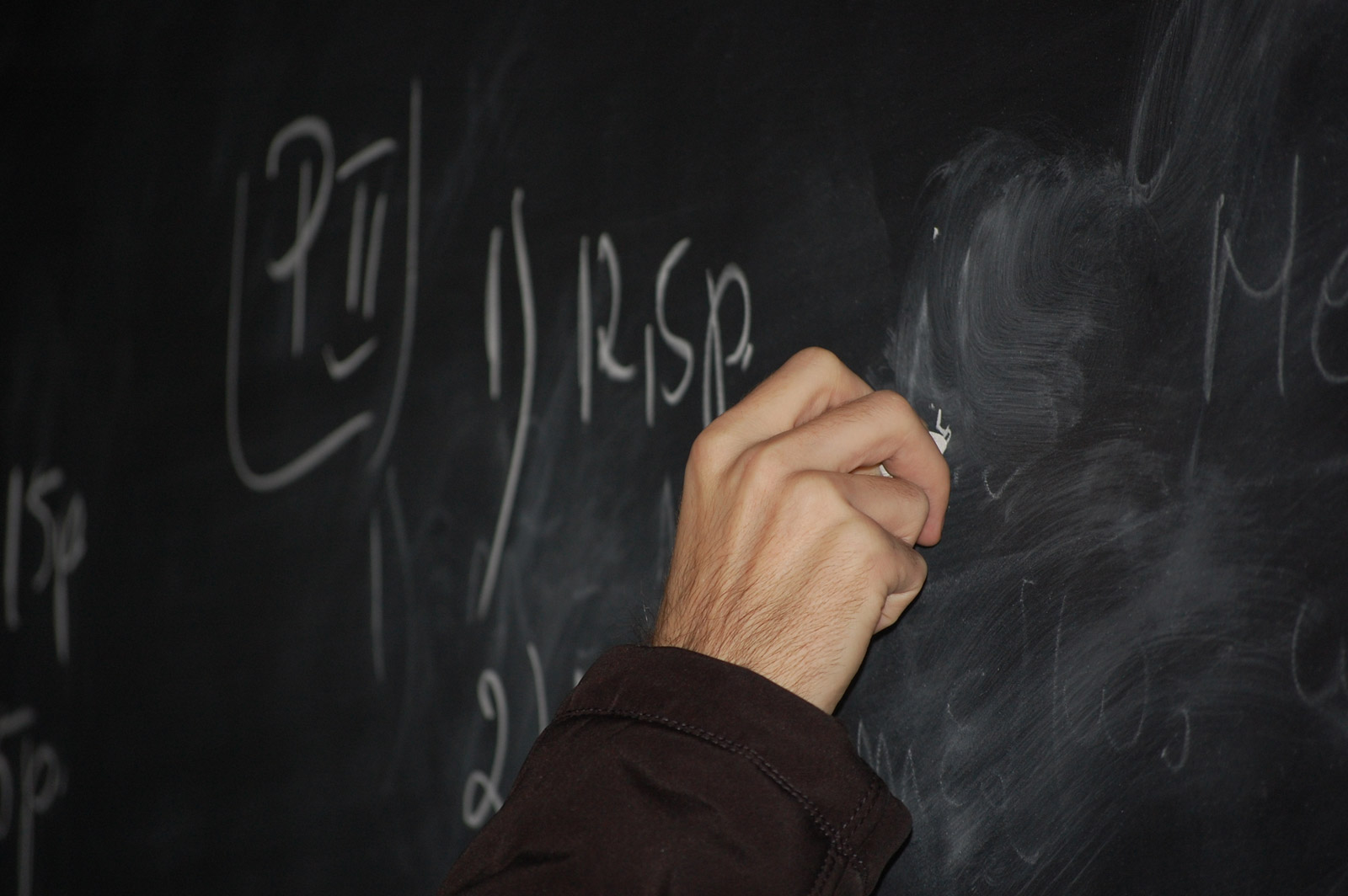
Với Locke, tâm trí của mỗi người khi sinh ra giống như một tấm bảng trống trơn, chỉ có kinh nghiệm mới in dấu hay viết lên tấm bảng này.

Học thuyết về "ý niệm bẩm sinh" là một trong những thứ "rác rưởi" mà Locke muốn quét đi nhất trên "con đường đi đến tri thức". Ông kịch liệt phản đối ý tưởng cho rằng con người sở hữu bất cứ loại tri thức bẩm sinh nào. Một số người cho rằng: những nguyên tắc vô cùng phổ quát như "1 + 1 = 2" hay "Một vật không thể vừa tồn tại vừa không tồn tại" là những ví dụ cho ý niệm bẩm sinh - những tri thức có sẵn trong mỗi con người, Locke không đồng tình với ý kiến này. Ngay cả khi những nguyên lý này tương đối hiển nhiên và phổ biến, không có gì chứng minh rằng chúng là bẩm sinh, có nhiều lý do để khiến người ta có cùng một ý tưởng. Chẳng hạn, mọi người ở mọi dân tộc đều biết rằng "lửa thì nóng", nhưng đó là do trải nghiệm của con người là đồng nhất (cảm nhận được nhiệt của lửa) chứ không phải do một tri thức bẩm sinh ("lửa thì nóng") được cài sẵn nào đó. Locke tiếp tục nói rằng, ngay cả những nguyên tắc logic (chẳng hạn như "một cộng một bằng hai") cũng không phổ quát hoàn toàn: nhiều trẻ em, những người có vấn đề về trí tuệ hay những người không nghiên cứu về khoa học sẽ không có hiểu biết về những ý tưởng này. Thật vô lý khi nói rằng con người sở hữu sẵn những ý niệm nhưng lại không thể tiếp cận được chúng.
Quan điểm của Locke là, tâm trí của mỗi đứa trẻ được sinh ra là một tabula rasa ("tấm bảng trống"), hoàn toàn không chứa bất kỳ một ý niệm sẵn có nào cả. Sau đó, ta trải nghiệm thế giới và những kinh nghiệm này được hằn lại trên tấm bảng trắng đó. Nhờ quá trình tiếp xúc với thế giới mà ta thu được những ý tưởng, bộ não của con người không thể tạo ra ý tưởng mới hoàn toàn, nó chỉ có thể ghi lại những ý tưởng thông qua trải nghiệm mà thôi. Locke cho rằng có hai loại ý tưởng đơn giản, một loại là những ý tưởng đến từ cảm giác, ví dụ như màu sắc, mùi vị, nhiệt độ,... và một loại là những ý tưởng có được khi ta suy tư hay còn được gọi là "tri thức khi xem xét nội tâm", chẳng hạn như hiểu biết, ý chí, cảm xúc... Với ông, không có một tri thức nào có thể có nguồn gốc vượt ngoài hai loại ý tưởng này hay nói cách khác, một người bị mù bẩm sinh thì không thể có ý niệm về màu đỏ.

#### Berkeley
| “                 | Tồn tại tức là được tri nhận | ” |
| — George Berkeley |                              |   |

George Berkeley (1685–1753) là một trong những triết gia nổi bật nhất của đất nước Ireland, ông sinh ra và lớn lên tại một vùng đất gần lâu đài Dysart. Vào năm 1714, khi đã viết xong các tác phẩm triết học chính của mình, ông rời khỏi Ireland và du hành quanh châu Âu. Qua chuyến đi này, ông cho rằng nền văn hóa ở châu Âu đang mục ruỗng dần nhưng ở phía bên kia đại dương, châu Mỹ đang đón những luồng tư tưởng hết sức mới mẻ. Ảnh hưởng của Berkeley đến với nền giáo dục Mỹ là không hề nhỏ, ông đã dành tặng một thư viện vào hạng tốt nhất lúc bấy giờ cho trường Đại học Yale (lúc đó vốn còn là một trường đại học nhỏ và khó khăn) cũng như quyên rất nhiều sách cho Đại học Harvard. Nhiều trường đại học tại Mỹ và một thành phố ở California đã được đặt tên Berkeley để tưởng nhớ đến công lao của ông.
Giống như Locke, Berkeley coi kinh nghiệm là nguồn gốc chính yếu của tri thức. Nhưng Berkeley cho rằng chủ nghĩa duy nghiệm của Locke vẫn còn "mềm mỏng" vì hệ thống này vẫn cho phép tồn tại một thế giới độc lập với giác quan (thế giới vật chất) và vẫn còn bám lấy cách nhìn của Descartes khi cho rằng con người được cấu tạo từ hai bản thể chung nhất là vật chất và tinh thần. Chủ nghĩa duy nghiệm Berkeley cực đoan hơn của Locke nhiều, theo ông, chỉ có một loại bản thể trong vũ trụ, chính là tinh thần hay ý nghĩ chứ không phải vật chất. Hệ thống của Berkeley chỉ chấp nhận sự tồn tại của hai thứ là ý thức và những ý tưởng được cảm nhận; ta có thể tóm gọn quan điểm của Berkeley bằng câu châm ngôn của chính ông: "Tồn tại tức là được tri nhận." (la. esse est percipi)
Như đã chỉ ra từ trước đó, Locke cho rằng thế giới vật chất có thể tác động đến các giác quan của ta và giúp hình thành nên những ý tưởng, vậy là thế giới vật chất sẽ đóng vai trò là nguyên nhân còn những ý tưởng mà ta có được là kết quả của quá trình tương tác. Berkeley hoàn toàn bác bỏ quan điểm cho rằng có những vật chất tồn tại độc lập với tinh thần của ta, ông lập luận như sau:
1. Những vật ta cảm nhận được (ví dụ như ngôi nhà, quả táo,...) được đem lại cho ta trong trải nghiệm cảm giác.
2. Những gì ta trải nghiệm và cảm giác được cấu thành hoàn toàn từ những ý tưởng của ta.
3. Ý tưởng thì chỉ tồn tại trong tâm trí.
4. Do vậy, những vật mà ta cảm nhận được chỉ tồn tại trong tâm trí.

Ta sẽ xem xét ví dụ về "quả táo" để làm rõ cách tiếp cận của Berkeley. Ta muốn đề cập đến điều gì khi nói về "quả táo"? Khi miêu tả hoặc nghĩ về quả táo, thường ta sẽ nói nó có màu đỏ, giòn và có vị ngọt, nhưng tất cả những đặc tính mà ta vừa nêu đều là những trải nghiệm hoặc cảm giác của ta về quả táo (bước 1). Ta nhận thấy rằng khái niệm của ta về quả táo thực ra là một tập hợp của những ý tưởng khác nhau (màu đỏ, giòn và ngọt), và do vậy: chúng chỉ tồn tại trong tâm trí của chính ta (bước 2 và 3). Có một điểm đáng lưu ý khi ta nói về quả táo, đó là ta không đề cập đến đặc tính vật chất của đối tượng này. Nếu nói đặc tính vật chất của quả táo là sự giòn hay độ cứng của nó thì ta chẳng qua cũng đang miêu tả một trải nghiệm hay cảm giác; còn nếu nói khía cạnh vật chất của quả táo tồn tại nhưng không thể tri nhận thì ta đã vi phạm xuất phát điểm của chủ nghĩa duy nghiệm. Vậy thì, quả táo mà ta biết chỉ tồn tại dưới dạng một loạt những ý tưởng trong tâm trí của ta (bước 4).
Như vậy, nếu gạt đi tất cả những đặc điểm mà ta tri nhận được ở quả táo - hình dáng, màu sắc, mùi vị,... - ta sẽ thu được một thứ vật chất "trống không" gì đó. Hơn nữa, vì ta không thể mô tả được bản chất của nó (ta chỉ có thể mô tả những ý tưởng mà ta cảm nhận được), liệu ta có chắc rằng thứ vật chất "trống không" mà ta đang có thực sự tồn tại? Vì vậy, với Berkeley, những ý tưởng của ta không phải được gây nên bởi quả táo, những ý tưởng của ta thực sự là quả táo. Như vậy, một vật sẽ chỉ tồn tại chừng nào chúng được tri nhận, giống như câu nói: "Tồn tại tức là được tri nhận" của ông. Góc nhìn phủ định hoàn toàn sự tồn tại vật chất khách quan của Berkeley có vẻ lạ lùng, kỳ quặc hoặc tệ nhất, điên khùng. Dù vậy, câu hỏi cũng như lập luận của Berkeley về những thứ mà ta có thể tri giác được vẫn ám ảnh triết học qua nhiều thế kỷ cho đến tận ngày nay.

#### David Hume
| “                                                                  | Tập quán là chỉ dẫn tuyệt vời cho đời sống con người | ” |
| — David Hume, trích trong cuốn Tìm hiểu về giác tính của con người |                                                      |   |

Kế thừa di sản triết học từ Locke và Berkeley, David Hume đã đưa chủ nghĩa duy nghiệm đến với kết luận hợp lý của nó. Ông sinh năm 1711 và đỗ vào trường Đại học Edinburgh khi chỉ mới 12 tuổi và hoàn thành công trình để đời Khảo luận về bản chất con người khi chưa đầy 30 tuổi. Dù được coi là kinh điển trong triết học vào thời điểm hiện tại nhưng vào thời của Hume, công trình được đón nhận với sự dửng dưng đáng kinh ngạc. Một bước lùi nữa trong sự nghiệp của Hume không được làm giáo sư giảng dạy của trường Đại học Edinburgh, vị trí mà ông rất cố gắng để đạt được. Trong quãng đời của mình, Hume thường biết đến với vai trò là một nhà sử học hơn là một nhà triết học, ông đã xuất bản bộ sách lịch sử đồ sộ Lịch sử nước Anh - công trình đem lại tiếng tăm mà ông hằng mong ước. Vào năm 1763, Hume được đề bạt làm trong Đại sứ quán ở Paris, nơi ông kết giao với triết gia Jean-Jacques Rousseau và dần được công chúng biết đến nhiều hơn với vai trò là một nhà triết học. Hume qua đời năm 1776, có thể là do ung thư hoặc viêm đại tràng.
Vấn đề nổi tiếng và gay gắt nhất mà Hume để lại trong triết học thời cận đại là quan hệ nhân quả. Hãy xem xét một ví dụ cụ thể, ta đưa tay vào ngọn lửa và cảm thấy đau, ta sẽ nghĩ ngay rằng ngọn lửa chính là nguyên nhân làm chúng ta đau đớn. Nhưng Hume cho rằng, thứ ta đã trải nghiệm là hai cảm tưởng riêng biệt, đó là: "ngọn lửa" và cảm giác "đau đớn", vậy thì mối quan hệ nhân quả nằm ở đâu? Hume phân tích ra ba đặc điểm có thể khiến ta rút ra mối quan hệ nhân quả từ những kinh nghiệm như vậy, đó là:
1. Mối quan hệ về sự tiếp nối. Trong ví dụ của ta, tay ta tiếp xúc với ngọn lửa và ta cảm thấy đau đớn; nếu có ai đó quẹt lửa cách ta 100 mét mà ngón tay ta cảm thấy đau thì ta sẽ hiếm khi cho rằng ngọn lửa là nguyên nhân cho đau đớn của ta. Một ví dụ khác là khi ta bật công tắc thì đèn (dù cách công tắc một khoảng cách đáng kể) sáng thì đó là do có đường dây kết nối bóng điện với công tắc.
2. Mối quan hệ về ưu tiên thời gian. Khi ta đưa tay vào lửa thì ta ngay lập tức cảm thấy đau đớn, nhưng nếu như tay ta đau trước khi ta đưa tay chạm vào lửa thì ta cũng sẽ không đưa ra kết luận là ngọn lửa là nguyên nhân gây ra đau đớn cho ta.
3. Nhưng hai yếu tố trên là không đủ để đưa ra mối quan hệ nhân quả, cần có thêm khái niệm về sự kết nối thường trực. Nếu như ta gãi đầu và thấy trời đổ mưa thì ta cũng sẽ không coi đó là hai sự kiện có mối quan hệ nhân quả với nhau: vì ta cũng từng thấy trời đổ mưa khi ta không gãi đầu và nếu ta gãi đầu thì không phải lúc nào trời cũng mưa. Ta sẽ chỉ coi mối quan hệ của hai sự kiện này là một sự trùng hợp. Nhưng ví dụ với lửa và đau thì lại khác, hai sự kiện này thường xuyên đi đôi với nhau, hay nói cách khác, ta thường xuyên quan sát được "sự đau" thường xuất hiện sau "ngọn lửa".[166]

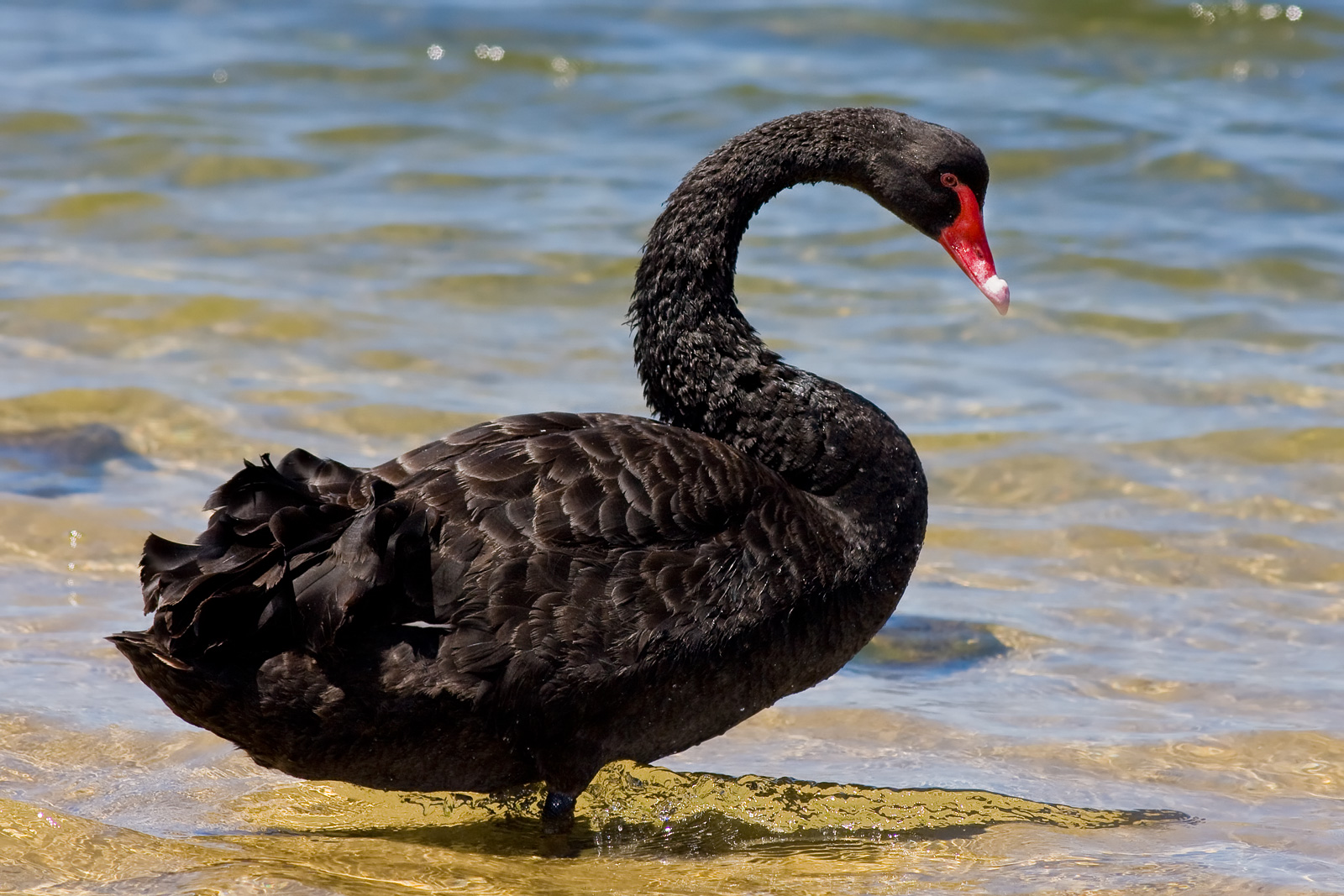
"Thiên nga đen" là một ẩn dụ nổi tiếng cho triết học của Hume. Dù ta chỉ quan sát được thấy thiên nga có màu trắng, điều này là không đủ để quy nạp thành: "Tất cả thiên nga đều có màu trắng".

Nhưng Hume cho rằng: thuyết nhân quả không thể đứng vững nếu được xem xét kỹ lưỡng. Thuyết nhân quả chỉ đúng với những sự kiện đã xảy ra trong quá khứ, còn tương lai thì ta không thể chắc chắn, ta không thể chắc lần tới tay ta chạm vào lửa thì cảm giác đau có xuất hiện hay không. Rõ ràng, việc tay ta chạm vào lửa mà không thấy đau là có thể hình dung ra được và nó không vi phạm nguyên tắc logic nào (ngược lại, nếu ta phủ định những mệnh đề toán học như "1 + 1 = 2" thì sẽ gây ra những mâu thuẫn về mặt logic). Mặt khác, điều này cũng không thể được giải thích bằng kinh nghiệm, vì ta không thể trải nghiệm tất cả các lần "chạm vào lửa" để xem chúng có dẫn đến "đau đớn" hay không. Như vậy, đơn thuần việc quan sát rằng sự kiện B (ở đây là "đau") luôn theo sau sự kiện A (ở đây là "lửa") không phải là cơ sở hữu lý để ta tin rằng sự kiện B được gây ra bởi sự kiện A. Trong thí nghiệm nổi tiếng của Pavlov về phản xạ có điều kiện, nhà sinh lý học người Nga rung chuông ngay trước khi cho những con chó của mình ăn. Hai sự kiện này gắn bó mật thiết với nhau đến mức dần dần lũ chó sẽ tiết nước bọt mỗi khi nghe thấy tiếng chuông kêu. Hiển nhiên, tiếng chuông kêu không nhất thiết phải liên quan đến việc đưa thức ăn, nhưng hai sự kiện này đã được gắn chặt với nhau trong tâm thức của những chú chó tham gia thí nghiệm. Liệu những sự kiện mà ta hay cho gắn bó với nhau (như "lửa" và "đau" chẳng hạn) có khác nhiều so với ví dụ trên?
Nếu như cả kinh nghiệm lẫn suy luận đều không phải là cơ sở để ta thiết lập mối quan hệ nhân quả, đâu là nền móng khi ta tạo ra mối quan hệ này? Câu trả lời của Hume là thói quen hay tập quán, nói cách khác, đó là một đặc điểm tâm lý của con người cho phép chúng ta tin vào một thứ gì đó kể cả khi không có bằng chứng. Như vậy, Hume đã giáng một đòn mạnh mẽ vào chủ nghĩa duy lý, đặc biệt là phương pháp quy nạp, khi ông nói rằng: niềm tin, do tập quán dẫn lối, mới là trung tâm trong những tuyên bố nhận thức của chúng ta chứ không phải lý tính. Triết học ra đời khi những nhà tư tưởng bắt đầu đặt câu hỏi về những tập quán, niềm tin cũng như nỗ lực để tìm ra nền tảng hữu lý cho hiểu biết của mình về thế giới, nhưng Hume nói rằng những nền tảng hữu lý là không thể tìm thấy và ta sẽ lại quay về với những tập quán hay những niềm tin trước triết học.

## Triết học của Kant

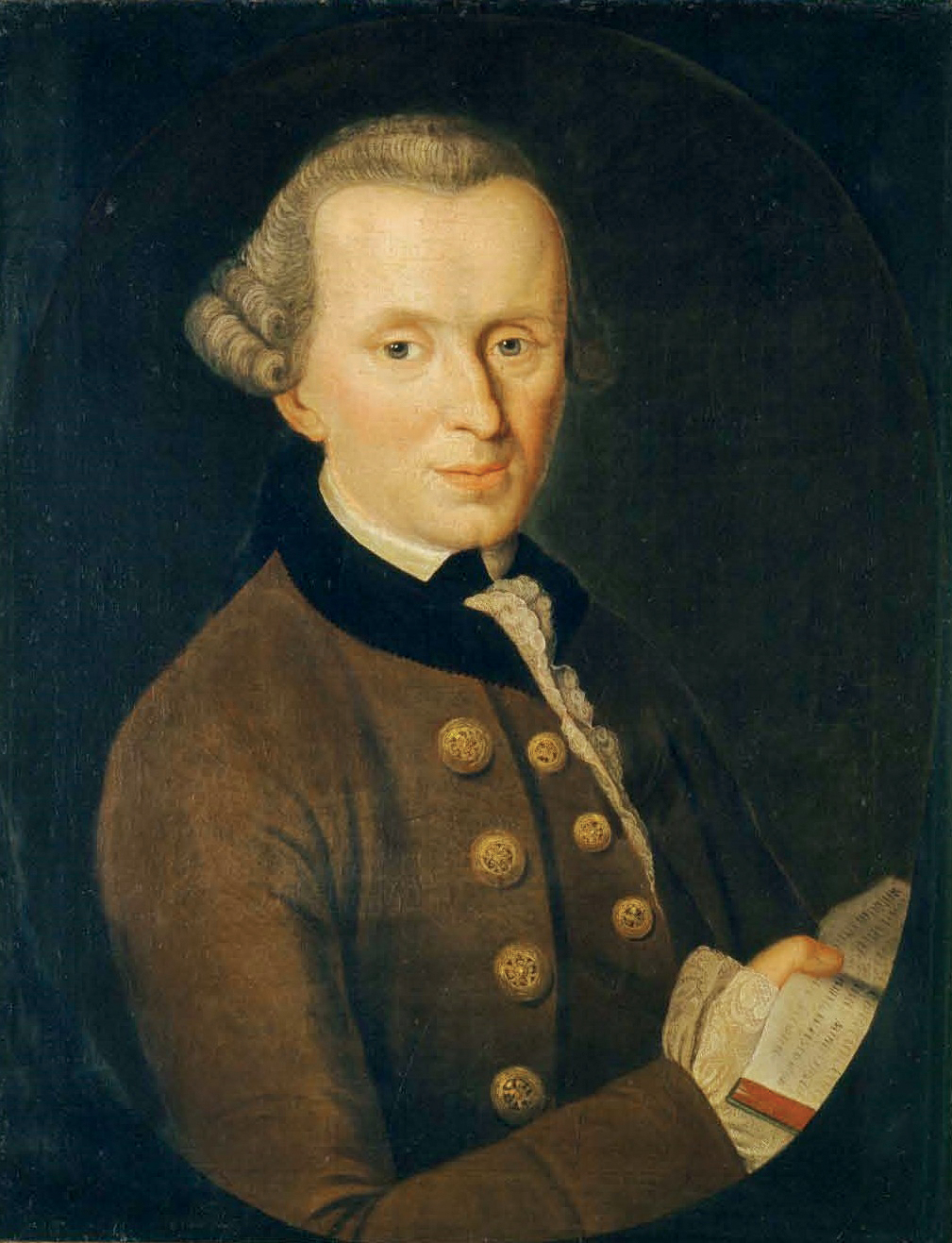
Chân dung Kant do Johann Gottlieb Becker vẽ năm 1768.

Nền triết học của thế kỷ 19 được thống trị bởi các triết gia người Đức, và người mở màn trong số họ là Immanuel Kant. Ông sinh năm 1724 tại thành phố Königsberg (này là thành phố Kaliningrad của Nga) và trong suốt cả cuộc đời mình, Kant chưa bao giờ đi xa khỏi nơi này quá 100 km. Kant theo học tại trường Đại học Königsberg và sau này trở thành giáo sư giảng dạy chính tại đây. Hầu như không có mảng kiến thức nào là Kant không đụng đến, vì ông không chỉ dạy siêu hình học, logic học, đạo đức học, mỹ học và triết học thần học mà còn giảng cả toán học, vật lý, địa lý và nhân học. Bên cạnh những di sản khổng lồ mà Kant để lại trong triết học, ông cũng có những đóng góp nhất định cho những bộ môn khoa học khác. Kant không bao giờ lấy vợ cũng như giữ những chức vụ nổi bật trong cộng đồng, và ông cũng nổi tiếng là một người sống vô cùng quy củ và điều độ. Ta có thể thấy rõ điều này qua bức chân dung sinh động khi nhà thơ Heinrich Heine viết về ông:
Tôi không tin chiếc đồng hồ gắn trên mặt nhà thờ lớn nơi đây có thể chạy đều đặn và bình thản hơn người công dân Immanuel Kant. Ngủ dậy, uống cà-phê, ngồi viết sách, đến lớp giảng bài, ăn, đi dạo...tất cả đều theo đúng giờ giấc, và những người hàng xóm đều biết là đúng ba giờ rưỡi là lúc Immanuel Kant bước ra khỏi nhà, mình khoác chiếc áo màu xám, tay cầm gậy trúc, đi về con phố Hàng Cây Chanh mà giờ đây mang tên Phố Triết Gia để tưởng nhớ ông. Thật là một sự đối lập giữa cuộc sống bên ngoài và những tư tưởng bên trong con người đã làm đảo lộn thế giới triết học! Nói đúng sự thật thì nếu các công dân biết đến ý nghĩa thực sự của tư tưởng Kant thì họ còn kinh hoàng khi gặp ông hơn khi nhìn thấy đao phủ chuyên hành hình tử tội. Nhưng những người chất phác chỉ thấy ông là một vị giáo sư triết, và mỗi ngày ông đi ngang qua vào đúng giờ như thường lệ, họ đều chào ông như một người quen và chỉnh lại đồng hồ mang theo.
Cuộc đời của Kant có vẻ bình lặng, nhưng từ này là không đúng nếu nói về những tư tưởng của ông. Thay vào đó, từ "cách mạng" thường được sử dụng khi nói về những ý tưởng lớn và mạnh mẽ của ông. Ảnh hưởng từ cuộc cách mạng Kant đến nền triết học là rất lớn vì sau khi ông qua đời vào năm 1804, triết học hiện đại thường được chia làm hai thời kỳ là "triết học trước Kant" và "triết học sau Kant".

### Nhận thức luận của Kant

#### Các loại phán đoán
Kiến thức luôn xuất hiện dưới dạng những phán đoán (de. Urteil, en. judgment), trong đó một hiện tượng được khẳng định hoặc phủ định. Do vậy, muốn làm sáng tỏ về tri thức của con người, ta phải khảo sát các loại phán đoán mà ta thực hiện. Kant cho rằng có hai loại phán đoán và một trong số đó là "phán đoán phân tích" (de. analytisches Urteil), được xây dựng dựa trên nguyên lý mâu thuẫn. Chẳng hạn, "tất cả người độc thân đều không có vợ/chồng" là một phán đoán phân tích vì khẳng định điều ngược lại chắc chắn sẽ dẫn đến mâu thuẫn. Trong ví dụ này, vị từ "không có vợ/chồng" đã được chứa trong chủ thể "những người độc thân" nên ta có thể đưa ra phán đoán chỉ bằng cách phân tích các thuật ngữ đã được sử dụng. Những phán đoán phân tích không cho ta thêm kiến thức về thế giới. Loại phán đoán còn lại: "phán đoán tổng hợp" (de. synthetisches Urteil), tuy nhiên, lại có thể làm được nhiệm vụ này. Chẳng hạn, "những người độc thân trong phòng này đều cao hơn 1,7 mét" là một phán đoán tổng hợp vì nó tổng hợp chủ thể ('những người độc thân trong phòng") với vị từ ("cao hơn 1,7 mét") hay nói cách khác là đặc điểm "cao hơn 1,7 mét" không được chứa sẵn trong chủ thể ("những người độc thân trong phòng này"). Phủ định những phán đoán tổng hợp cũng không gây ra những mâu thuẫn về mặt logic.
Bên cạnh hai loại phán đoán mà ta thực hiện, Kant còn phân biệt hai loại tri thức mà ta có, tri thức tiên nghiệm và tri thức hậu nghiệm. Tri thức tiên nghiệm là loại tri thức có thể có được độc lập với kinh nghiệm, hiển nhiên là những phán đoán phân tích sẽ thuộc vào nhóm này. Ta không cần phải có số liệu thực nghiệm để biết rằng phán đoán "tất cả những người độc thân đều không có vợ/chồng" là đúng. Đối lập với tri thức tiên nghiệm là tri thức hậu nghiệm, loại tri thức chỉ có được khi thu thập từ kinh nghiệm, giống như phán đoán "những người độc thân trong phòng này đều cao hơn 1,7 mét" vậy, kết luận cho phán đoán này chỉ có thể tìm nhờ vào thực nghiệm.
Việc phân loại như vậy đưa đến cho ta bốn loại phán đoán. Các loại phán đoán này sẽ được liệt kê ở đây kèm với ví dụ để làm rõ hơn:
1. Phân tích tiên nghiệm: Thường là những phán đoán xây dựng trên nguyên lý mâu thuẫn. Ví dụ, "mọi vật thể đều có quảng tính" hoặc "mọi cha mẹ đều đã có con".
2. Phân tích hậu nghiệm: Không tồn tại loại phán đoán này, một khi phán đoán là phân tích, chúng sẽ không được dựa trên kinh nghiệm.
3. Tổng hợp hậu nghiệm: Phần lớn những phán đoán của ta khi quan sát hoặc trải nghiệm thế giới được xếp vào nhóm này, ví dụ như: "Quả bóng này đang rơi" hoặc "Quả táo này có màu đỏ".

Vấn đề nảy sinh ở loại phán đoán cuối cùng: Tổng hợp tiên nghiệm. Làm sao có thể có loại phán đoán cho ta hiểu biết về thế giới (tổng hợp) mà đồng thời lại không phụ thuộc vào kinh nghiệm (tiên nghiệm) được? Nhưng Kant cho rằng có tồn tại những phán đoán như vậy. Ví dụ như phán đoán "7 + 5 = 12" là một phán đoán tổng hợp tiên nghiệm vì ta không thể phân tích khái niệm "5" và "7" để tìm ra "12", hoặc một phán đoán tương tự là "Đoạn thẳng là khoảng cách ngắn nhất giữa hai điểm" khi khái niệm "ngắn" không được chứa sẵn trong "thẳng" nhưng ta vẫn biết điều này là chính xác. Phán đoán tổng hợp tiên nghiệm là một trong những chủ đề quan trọng của triết học Kant.

#### Không gian và thời gian: Những mô thức của giác quan

Hình bìa của tác phẩm Phê phán lý tính thuần túy, ấn bản năm 1781.

Không gian và thời gian là hai đặc tính quan trọng và cơ bản nhất của các vật thể trong thế giới, do vậy, để tìm hiểu về cách con người hiểu về thế giới là xem xét cách mà con người trải nghiệm không và thời gian. Trước khi đi đến những lập luận của Kant, ta có thể làm một thí nghiệm tưởng tượng nhỏ: Ta hãy loại bỏ từng đồ vật hoặc từng vật thể một trên thế giới này cho đến khi không còn lại gì cả ngoài không gian, trạng thái "không có gì cả" này xem ra vẫn có thể hình dung được. Nhưng hãy tưởng tượng vật thể mà không có không gian, giống như là tưởng tượng một cái hộp mà không có ba chiều không gian vậy. Điều này là không thể thực hiện được vì đặc tính không gian là khác với đặc tính và vật thể của cảm giác. "Không gian" là một cách để tâm trí trật tự hóa "cảm giác" nhưng tự nó thì không phải là một cảm giác: con người không thể trải nghiệm được "không gian" mà trải nghiệm các vật thể được cấu trúc về mặt không gian. Kant gọi không gian là hình thái của các giác quan bên ngoài và thời gian, với những lập luận tương tự, là hình thái của các giác quan bên trong.
Học thuyết của Kant về không gian và thời gian được đề ra để giải thích tại sao toán học có thể đưa đến cho ta những phán đoán tổng hợp tiên nghiệm. Hình học, chẳng hạn, là môn khoa học để nghiên cứu về không gian còn số học, ít hợp lý hơn, là cách để xử lý những con số nên có liên quan đến thời gian. Bằng việc gắn bộ môn toán vào với không-thời gian và đồng thời chỉ ra rằng: không-thời gian là phương thức (hay hình thái, cấu trúc) phổ biến và thiết yếu trong cách ta kinh nghiệm về thế giới, Kant giữ lại được bản chất tiên nghiệm ("có trước kinh nghiệm") của toán học mà vẫn cho thấy bộ môn này có thể cung cấp thêm thông tin về thế giới.

#### Các phạm trù của Kant
Kant cho rằng: Giác tính (en. Understanding) và cảm năng (en. Sense) là ngang hàng và không phụ thuộc với nhau trong việc thu nhận tri thức về thế giới, như Kant viết trong tác phẩm Phê phán lý tính thuần túy của ông:
Ý niệm không có nội dung thì rỗng tuếch, trực quan mà không có khái niệm thì mù lòa...Giác tính không có khả năng tri nhận thứ gì, cảm năng không có khả năng nghĩ ra thứ gì. Chỉ từ sự hiệp nhất của chúng mà tri thức mới có thể nảy sinh.

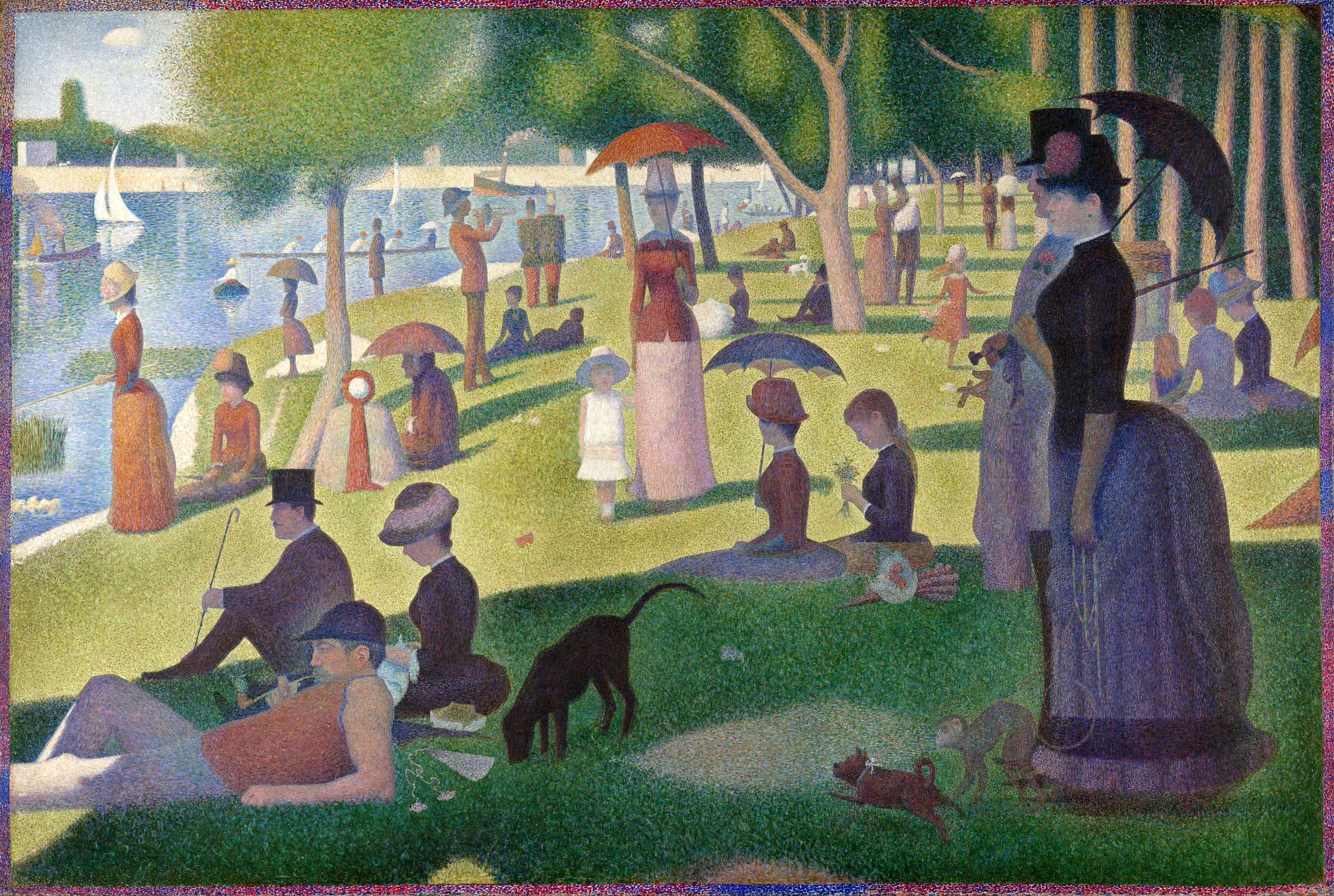
Bức tranh Chiều chủ nhật trên đảo Grande Jatte, của họa sĩ Georges Seurat.

Như ta đã thấy về cách cảm giác của ta được cấu trúc trong không gian và thời gian ở trên, nhưng chỉ cảm năng và những hình thái của nhận thức là không đủ để đưa đến cho ta những trải nghiệm thường ngày như bàn, ghế hoặc quả táo. Nếu chỉ dựa vào khả năng cảm nhận để trải nghiệm thế giới, ta sẽ thu được những cảm giác định khu và rời rạc trong không gian và thời gian (một chút màu, âm thanh, mùi vị, kết cấu) nhưng không phải tri thức toàn thể. Muốn có được tri thức (như bàn ghế hoặc quả táo) thì cần phải có thêm những nguyên tắc để tổ chức và sắp xếp những cảm giác thu được. Những nguyên tắc này thuộc vào khả năng của giác tính. Giác tính chủ động tổ chức các trải nghiệm thu được nhờ vào những khái niệm tiên nghiệm được gọi là các phạm trù; hay nói cách khác, các phạm trù thể hiện cách thức tâm trí tổ chức những trải nghiệm. Theo Kant, có tổng cộng 12 phạm trù được chia làm bốn nhóm đó là: Số lượng (đơn nhất, đa số, toàn thể), tính chất (thực tại, phủ định, giới hạn), quan hệ (thực thể và ngẫu nhiên, nhân quả, tương hỗ) và dạng thái (khả năng, hiện tượng tồn tại, tất nhiên).
Và đến đây ta có thể nắm bắt được phần nào "Cuộc cách mạng Copernic" mà Kant đã tạo ra trong triết học. Nếu như các nhà duy nghiệm cho rằng tâm trí là thụ động khi đối diện với thế giới và chỉ đơn giản là thu nhận những trải nghiệm mà nó có được; từ góc nhìn này thì tri thức của ta phù hợp với các khách thể. Nhưng Kant (giống như Copernic khi đặt Mặt Trời làm tâm thay thế cho vị trí của Trái Đất) đã đảo ngược bức tranh thông thường, ông đã chỉ ra rằng, có thể, các khách thể phù hợp với tri thức của ta. Các giác quan có thể thu nhận những trải nghiệm, nhưng để tạo ra bức tranh thế giới mà ta biết thì những trải nghiệm này cần phải được cấu trúc nhờ tâm trí. Có thể làm rõ luận điểm này khi ta quan sát bên tranh bên trên: giác quan sẽ thu nhận những chấm màu nhỏ li ti của tác phẩm, sau đó tâm trí sẽ xử lý những trải nghiệm thu được thành những mảng màu, những hình dạng nhất định và cho ta cảm nhận về không gian hay phong cảnh đang được khắc họa. Như vậy, cả giác quan và lý trí đều góp phần trong cách ta tri nhận thế giới. Bằng việc nhấn mạnh vai trò của cả giác tính và cảm năng, có thể coi Kant là người đã bắc được nhịp cầu nối giữa hai chủ nghĩa đã lâu ngày đối đầu trong nhận thức luận: chủ nghĩa duy lý và chủ nghĩa duy nghiệm.

### Siêu hình học của Kant

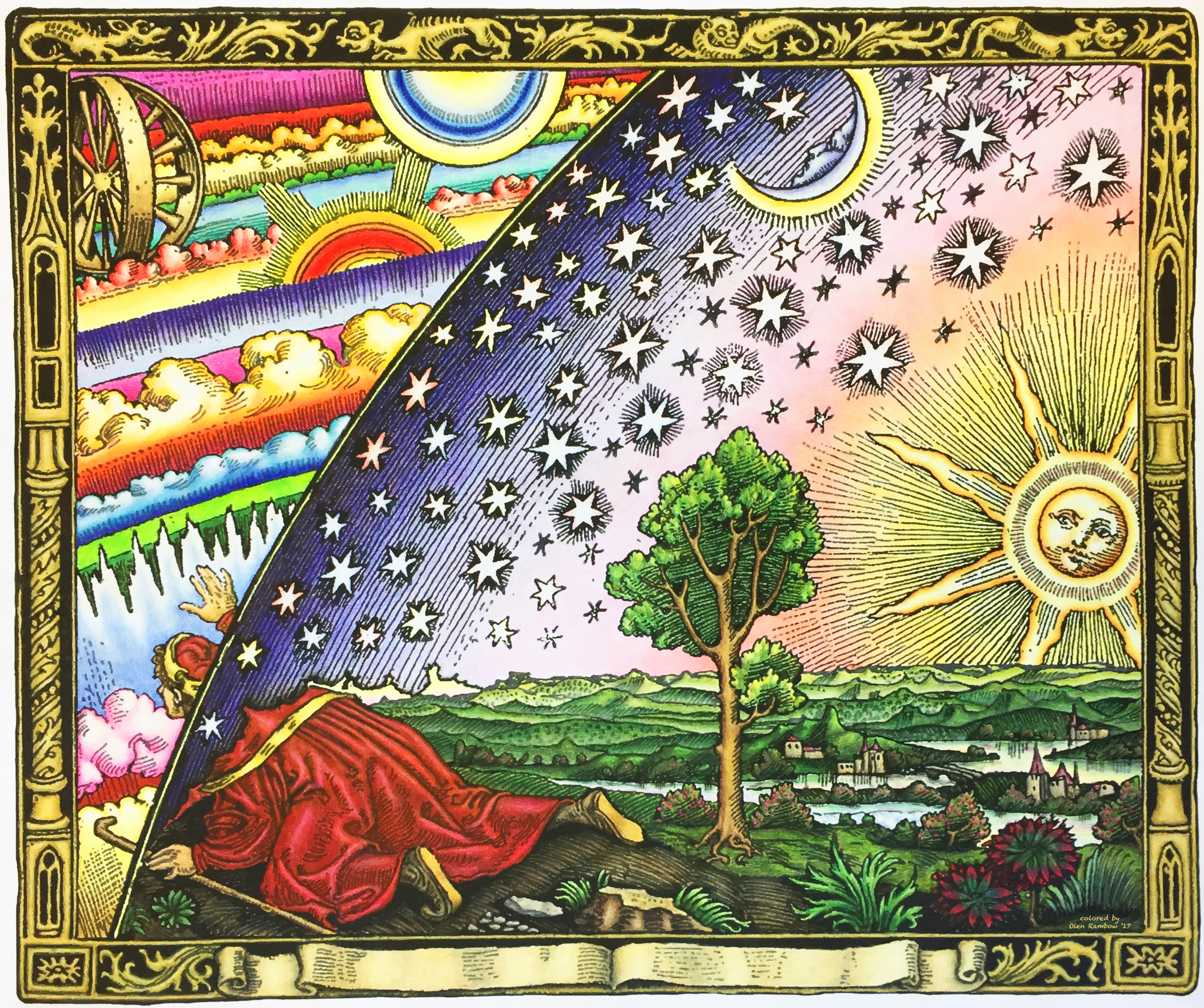
Bức tranh khắc gỗ Flammarion đang miêu tả một người nhìn ra ngoài không gian và thời gian. Với Kant, những thứ gì vượt ngoài không-thời gian là không thể tri nhận với con người.

Khả năng để con người có thể thu thập những thông tin của hiện thực vượt ra ngoài kinh nghiệm là vô cùng hạn chế, nếu không muốn nói là bất khả thi. Tất cả những hiểu biết của ta về thế giới đều được cấu trúc trong không-thời gian và được tổ chức nhờ những phạm trù của giác tính. Với khả năng trải nghiệm hữu hạn như vậy, tìm kiếm những hiện thực siêu nghiệm, vượt ngoài kinh nghiệm của con người thì cũng giống như là cố gắng nhảy ra khỏi bộ da của chính mình vậy.
Kant phân biệt hai loại thế giới. Con người chỉ có khả năng nhận thức được các khách thể trong thế giới khả giác (en. Phenomena). Hay nói cách khác, thế giới khả giác chính là thế giới mà ta vẫn đang sống và trải nghiệm, tuyên bố về một thứ gì vượt ngoài thế giới này là không rõ ràng. Dù vậy, Kant vẫn nói về thế giới vượt trên những trải nghiệm của chúng ta, đó là thế giới khả niệm (còn được gọi là "thế giới thực tướng", en. Noumena), thế giới của các "vật tự thể". Đúng như tên gọi, ta không thể trải nghiệm cũng như đưa ra những khái niệm thực chứng nào về thế giới này, nó tồn tại nhưng vượt ngoài phạm vi nhận thức của con người và tất nhiên là vượt ngoài các phạm trù của giác tính. Con người có thể ý thức về sự trình diện của các vật tự thể trong thế giới khả giác, nhưng không bao giờ có thể nhận thức về thế giới khả niệm.

### Luân lý học của Kant
Trong lĩnh vực luân lý, Kant khởi đầu bằng cách cho rằng, thứ duy nhất tốt đẹp không cần qua nhận định hoặc đánh giá là thiện chí (en. good will). Những điều được coi là "tốt" khác như tài năng, thể lực, trí tuệ, tính cách,... đều có thể được sử dụng với những mục đích xấu. Thiện chí không được coi là tốt vì những gì nó đạt được (giống như tài năng...), tự nó đã là cái tốt.
Vậy khi nào thì một ý chí được coi là thiện chí? Đến đây ta sẽ cần đào sâu về khái niệm nghĩa vụ (de. Pflicht, en.duty). Thực hiện nghĩa vụ có nghĩa là thể hiện thiện chí ngay cả trong những nghịch cảnh. Kant phân biệt giữa "hành động phù hợp với nghĩa vụ" và "hành động có động lực từ nghĩa vụ". Một chủ tiệm không bao giờ lừa dối khách hàng để giữ gìn uy tín trong làm ăn là ví dụ về hành động phù hợp với nghĩa vụ. Tuy nhiên, theo Kant, những hành động này không có giá trị về mặt đạo đức. Giá trị đạo đức được thể hiện khi một người làm việc tốt với động cơ không phải từ những mục đích (như là "giữ gìn uy tín trong làm ăn") mà từ chính nghĩa vụ: chẳng hạn như một người dù đã không còn hứng thú gì với cuộc sống và rất muốn chết nhưng vẫn giữ gìn mạng sống để phù hợp với những quy luật đạo đức. Việc đặt trọng tâm vào những nghĩa vụ khiến luân lý học của Kant được xếp vào nhóm luân lý nghĩa vụ (nghĩa vụ luận, deontology), tương phản với luân lý mục đích luận (teleology) hoặc hệ quả luận (consequentialism).
Những quy luật đạo đức là những quy luật chỉ dẫn cho hành vi của chúng ta. Những luật này có thể được trình diện cho ta dưới dạng những mệnh lệnh thức. Kant chia mệnh lệnh thức làm hai loại. Loại đầu tiên được gọi là lệnh thức giả định, ở dạng tổng quát thì chúng sẽ có dạng: "Nếu bạn muốn X thì hãy làm Y", chẳng hạn như "Nếu muốn mọi người đối xử tốt với mình thì hãy thân thiện với mọi người". Tuy nhiên, giống như đã chỉ ra ở trên, những lệnh thức kiểu như thế này sẽ không thể là những luật đạo đức vì chúng vẫn còn hướng đến một số mục đích nhất định, dù mục đích ấy xứng đáng. Theo Kant, những quy luật đạo đức được trình diện cho ta dưới dạng những lệnh thức tuyệt đối (en. categorical imperative) và vì không hướng đến mục đích nhất định nào, chúng sẽ có dạng "Làm X!" Những quy luật đạo đức này giống như những quy luật trong toán học, chẳng hạn như "2 + 2 x 2 = 6", chúng là đúng với mọi người, mọi thời điểm, trong mọi trường hợp và dù có thích kết quả hay không thì ta phải tuân theo nếu còn có lý trí.

Dù có thể được diễn tả theo các cách khác nhau để nhấn mạnh vào những khía cạnh khác nhau, chỉ có một lệnh thức tuyệt đối là:
Chỉ nên hành xử theo phương châm mà qua đó, bạn có thể muốn phương châm đó trở thành một quy luật phổ quát.
Ta có thể làm rõ lệnh thức qua một ví dụ. Tưởng tượng rằng ta đang cạn vốn và ta sẽ đi vay tiền dù biết rằng sẽ không có khả năng hoàn lại số tiền đã mượn. Phương châm mà ta đã hành động ở đây là: "Khi nào cạn túi, ta sẽ đi mượn tiền và hứa trả lại dù biết rằng điều này (hoàn lại tiền) là không thể thực hiện được". Một cách có lý trí, ta không thể thành thực mong muốn phương châm này được sử dụng bởi tất cả mọi người ("trở thành quy luật phổ quát") vì như vậy thì toàn bộ hệ thống hứa hoặc cam kết sẽ hoàn toàn sụp đổ. Do vậy, việc vay tiền trong trường hợp này đã vi phạm vào lệnh thức và không phải là hành vi đạo đức. Ta có thể từng bắt gặp lệnh thức này của Kant thấp thoáng trong những câu nói thường ngày: "Nếu ai mà cũng làm như vậy thì sao?" hoặc trong Phúc Âm có viết: "...hễ điều chi mà các ngươi muốn người ta làm cho mình, thì cũng hãy làm điều đó cho họ..." Lời của Kant về đạo đức sẽ còn vang vọng lâu dài trong lĩnh vực luân lý học và là một cách tiếp cận có ảnh hưởng đối với các vấn đề đạo đức, ngay cả trong hiện tại.

## Triết học thế kỷ 19
Rất khó để tóm lược những tư tưởng của triết học trong thế kỷ 19 thành một chủ đề chủ đạo xuyên suốt, cụ thể. Triết học thời kỳ này giống như nhiều nhánh suối tỏa ra từ một con sông chính và con sông đó chính là hệ thống triết học đồ sộ và phức tạp mà Kant để lại. Nhiều nhà triết học vào thời kỳ sau-Kant tiếp tục nghiên cứu và phát triển một số những tư tưởng chọn lọc trong các công trình của ông, trong khi loại bỏ hoặc giải quyết các mâu thuẫn trong hệ thống này.
Những người trực tiếp kế thừa di sản của Kant là các nhà triết học duy tâm Đức. Nhìn tổng thể, chủ nghĩa duy tâm muốn đề cập lý thuyết rằng mọi vật phải được hiểu trong sự phụ thuộc vào một thực thể tâm trí hoặc ý thức nào đó. Dù tiếp thu ảnh hưởng của Kant, nhiều nhà duy tâm người Đức không đồng tình với những giới hạn nghiêm ngặt mà Kant đặt ra cho tâm trí con người cũng như quan điểm cho rằng con người không thể trải nghiệm được thế giới đích thực. Một số nhà triết học thuộc vào trường phái này có thể kể đến như Fichte, Schelling nhưng nổi bật hơn cả là Hegel. Schopenhauer lại chối bỏ hệ thống triết học của Hegel và đưa ra cách giải thích hệ thống triết học Kant có kết hợp với các yếu tố từ các tôn giáo phương Đông. Vài chục năm sau khi Hegel qua đời, phái Hegel trẻ xuất hiện, họ nghiên cứu và phát triển những di sản theo những hướng khác nhau. Người nổi bật nhất trong số họ là Karl Marx, một nhà triết học theo đường lối duy vật chứ không phải duy tâm.
Thế kỷ 19 cũng ghi dấu sự ra đời của chủ nghĩa hiện sinh. Chủ nghĩa này xuất hiện với hai nhánh hoàn toàn khác nhau, một bên là Kierkegaard với chủ nghĩa hiện sinh tôn giáo và bên kia là Nietzsche, ông tổ của hiện sinh vô thần. Cả hai triết gia này đều sử dụng và triển khai một khía cạnh trong hệ thống triết học của Kant để phát triển những tư tưởng của mình. Dù rất khác biệt trong cách tiếp cận, triết học của họ đều có điểm chung là tập trung vào chính con người và cuộc sống của con người chứ không phải là "hiện thực tối hậu" hay những thứ xa xôi, trừu tượng. Với gốc rễ từ thế kỷ 19, chủ nghĩa hiện sinh dần sinh trưởng và thực sự nở rộ vào thế kỷ 20, trở thành một trào lưu triết học có ảnh hưởng sâu rộng đến nhiều mặt của xã hội.
Ở phía bên kia eo biển Manche, nổi bật trong nền triết học Anh Quốc vào thời kỳ này là chủ nghĩa công lợi, tiếp nối những giá trị từ chủ nghĩa duy nghiệm. Hai đại diện nổi tiếng nhất cho chủ nghĩa triết học này là Jeremy Bentham và John Stuart Mill. Dù có thể không chịu ảnh hưởng trực tiếp, họ ít nhiều cũng đã tiếp nhận những giá trị triết học từ Kant. Trong thời kỳ mà Cách mạng Pháp và Cách mạng công nghiệp vẫn đang để lại những dư chấn mạnh mẽ, Bentham và Mill mong muốn cải tổ xã hội bằng hệ thống triết học của mình.

### Các nhà duy tâm Đức

#### Fichte
Johann Gottlieb Fichte sinh năm 1762 tại Đức. Mặc dù vô cùng ngưỡng mộ Kant, Fichte cho rằng triết học Kant có một điểm không chặt chẽ mấu chốt. Kant luôn nói rằng những trải nghiệm của ta được gây ra (hoặc là "sự trình diện") bởi những vật tự thể, thứ mà ta không bao giờ có thể nắm bắt được. Nhưng cũng chính Kant đã nói rằng ý niệm nhân quả chỉ có thể áp dụng trong thế giới khả giác. Nói cách khác, cho rằng những vật tự thể gây ra những trải nghiệm của ta là không thống nhất về mặt lập luận.
Mâu thuẫn này có thể được giải quyết như thế nào? Một cách giải quyết là cho phép mối quan hệ về nhân quả có thể vượt quá thế giới khả giác và cho phép các vật tự thể gây nên trải nghiệm của chúng ta. Đây là con đường của chủ nghĩa giáo điều (en. Dogmatism), cho rằng nền móng cho những kinh nghiệm của ta là một hiện thực ngoại tại, độc lập (giống như những vật tự thể của Kant). Cách giải quyết thứ hai là gạt bỏ các vật tự thể và cho rằng kinh nghiệm được tạo ra bởi chính tâm thức. Lúc này, nền móng cho những trải nghiệm của ta sẽ được tìm thấy ở trong bản thể của chính mình chứ không ở một hiện thực ngoại tại nào khác. Đây là con đường của chủ nghĩa duy tâm. Fichte đã chọn cách giải quyết thứ hai và đưa ông trở thành cha đẻ của chủ nghĩa duy tâm Đức.
Fichte giải thích rõ hơn tại sao ông đưa bản thể (hay bản ngã) trở thành nền tảng cho kinh nghiệm. Đằng sau tất cả trải nghiệm mà ta có đều là bản ngã. Khi tiếp xúc với  thế giới, ta không chỉ đơn thuần chụp lại những chi tiết, thông tin vô hồn một cách thụ động; ngược lại, ta phân tích và nhào nặn thế giới theo một cách để nó có ý nghĩa với ta (điều này cũng tương tự như ta gán các Phạm trù của Kant khi tri nhận về thế giới). Fichte cho rằng toàn thể thế giới này là sản phẩm của một Tinh thần vũ trụ hoặc Bản ngã tuyệt đối duy nhất, còn ý chí hay tâm thức của mỗi người chính là biểu hiện của Tinh thần tuyệt đối này. Thế giới do vậy không phải là tập hợp của những thứ cứng đờ được tổ chức trong không-thời gian mà là một quá trình năng động, có tính tinh thần với sự tham gia của cả con người.

#### Hegel

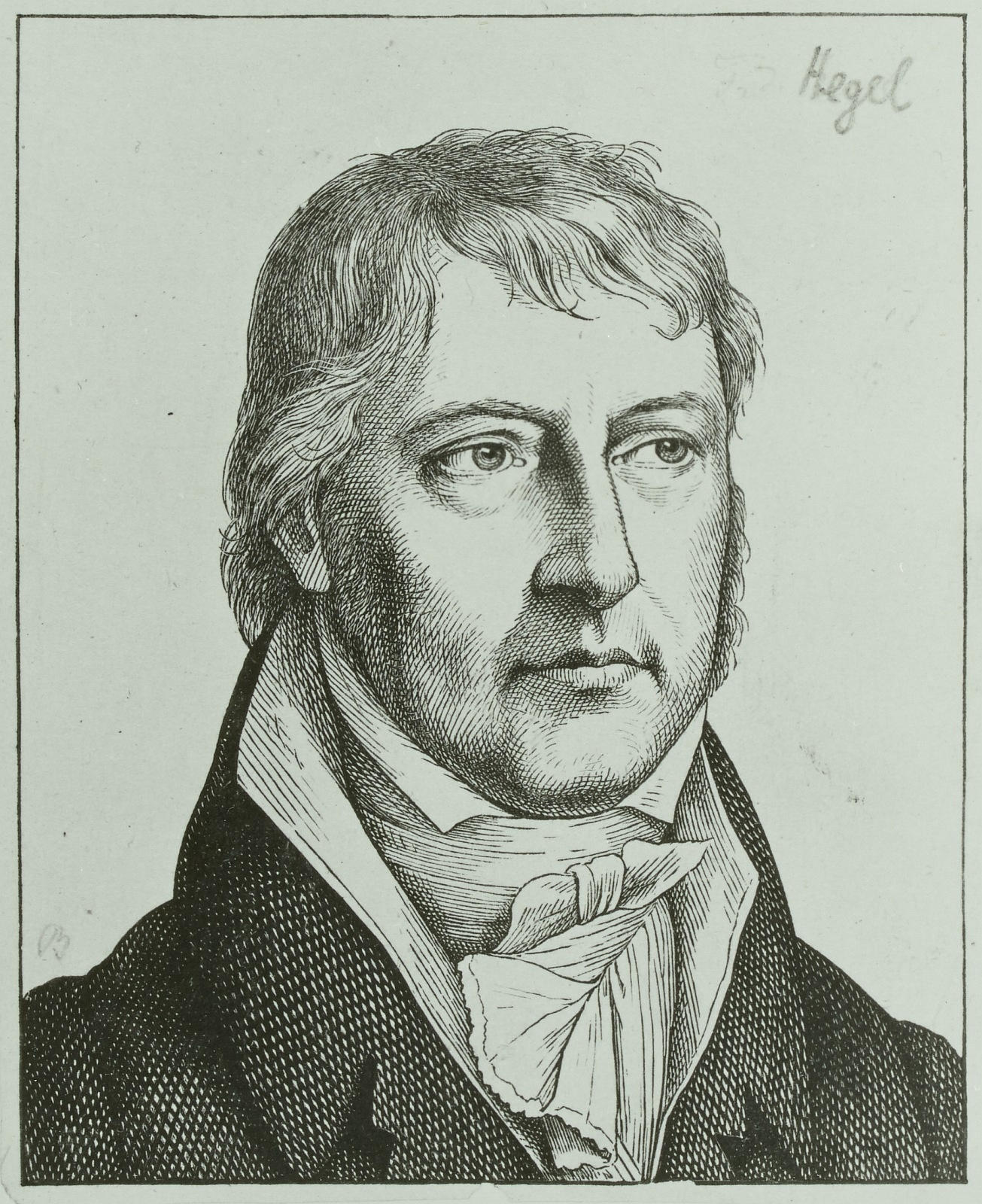
Chân dung Hegel vẽ bởi Bürkner. Đây là một trong những bức chân dung hiếm hoi thể hiện sự tự tin của nhà triết học.

Georg Wilhelm Friedrich Hegel sinh ra tại Stuttgart vào năm 1770, cũng là năm mà Beethoven ra đời và Kant được bổ nhiệm làm giáo sư ở đại học Königsberg. Hegel theo học thần học tại trường Đại học Tübingen. Những giáo sư từng dạy Hegel nhận xét rằng ông chỉ là một học sinh trung bình và khả năng nắm bắt triết học thì cũng khá tầm thường. Thú vị thay, các học giả ngày nay đều công nhận rằng Hegel là một trong những nhà triết học xuất sắc nhất trong thời kỳ hiện đại. Năm 1807, Hegel xuất bản công trình để đời, Hiện tượng học tinh thần, tác phẩm đã nâng tầm ông lên vị trí thống trị trong nền triết học Đức. Năm 1816, Hegel được bổ nhiệm làm giáo sư tại trường Đại học Heidelberg; trong thời gian này, ông cũng xuất bản một công trình lớn khác là Khoa học Logic. Năm 1818, Hegel nhận giảng dạy triết học tại trường Đại học Berlin, vị trí vốn đã trống kể từ khi Fichte qua đời năm 1814. Năm 1829, Hegel được bổ nhiệm làm hiệu trưởng của trường và giữ chức vụ này cho đến khi qua đời một năm sau đó vì dịch bệnh. Tương truyền, lời nói cuối cùng của ông trước khi ra đi là: "Chỉ có một người hiểu tôi, và người ấy cũng không hiểu tôi nốt."
Hegel chịu ảnh hưởng mạnh mẽ từ siêu hình học của Kant song ông bác bỏ quan điểm cho rằng các trải nghiệm của con người được gây ra bởi một thế giới khả niệm (en. noumena) không thể cảm nhận được. Thay vì chấp nhận sự tồn tại của một thế giới tách biệt khỏi mọi tri giác như vậy, Hegel cho rằng: ý thức đang cấu trúc hiện thực chính là hiện thực, không có gì vượt ngoài nó cả. Nhưng Hegel không cho rằng ý thức đứng im và dựa trên những nền tảng bất biến, như những Phạm trù của Kant, mà chính nó cũng biến đổi không ngừng cùng với sự biến đổi của thế giới. Ý thức không chỉ đơn thuần là những gì ta nhận thức được mà tự nó cũng là một phần trong tiến trình phát triển. Quá trình phát triển này có tính biện chứng (en. dialectic), một khái niệm triết học có ý nghĩa rất đặc thù trong triết học của Hegel.
Khái niệm biện chứng là cách mà Hegel biện giải về sự phát triển của mọi vật, trong đó có ý thức. Ngày nay, phép biện chứng của Hegel thường được mô tả bằng mô hình có ba phần: đầu tiên, một ý tưởng khởi điểm sẽ được đưa ra, gọi là chính đề (en. thesis); ý tưởng này sẽ gặp phải sự đối nghịch từ phản đề (en. antithesis), sự giải quyết mâu thuẫn từ hai ý tưởng này sẽ dẫn đến một ý niệm toàn diện hơn gọi là hợp đề (en. synthesis). Chính hợp đề này sẽ trở thành một chính đề tiếp theo và quá trình cứ lặp lại liên tục như vậy. Ta có thể nêu một ví dụ để làm rõ hơn quá trình này. Nhà triết học Hy Lạp cổ đại Parmenides cho rằng tất cả mọi thứ đều có tính chất vĩnh hằng và bất biến. Ý tưởng đối nghịch với ý tưởng này đến từ Heraclitus, ông cho rằng: vạn vật đều vận động và biến chuyển không bao giờ ngừng. Cả hai lý thuyết này đều không hoàn thiện cũng như đều chứa đựng trong mình những điểm bất hợp lý. Sự tổng hợp của hai ý tưởng này được tìm thấy ở Plato khi ông cho rằng: có một khía cạnh của thế giới là bất biến (thế giới của những Ý niệm hoặc Mô thức) và một khía cạnh của thế giới luôn luôn biến đổi (thế giới vật lý thông thường). Như vậy, từ hai ý tưởng ban đầu đã dẫn đến một ý tưởng hoàn thiện hơn và như lịch sử đã chỉ ra, ý tưởng mới sẽ lặp lại quá trình và tiếp tục phát triển.
Dù mô hình ba phần này là một cách lý giải dễ nắm bắt cho phép biện chứng của Hegel, ta cần phải lưu ý hai điều. Một là, bản thân Hegel rất ít khi sử dụng những khái niệm như chính đề, phản đề và hợp đề; trên thực tế đây là những thuật ngữ mà nhà triết học đi trước ông, Fichte, thường sử dụng. Hai là, quá trình biện chứng không nhất thiết phải đi theo con đường mâu thuẫn giữa hai ý tưởng như đã nêu, có thể ý tưởng đầu tiên đã chứa trong lòng nó những phi lý nhất định, hoặc hai ý tưởng có thể bổ trợ cho nhau để hình thành một ý tưởng hoàn thiện hơn.

Nghiên cứu về vai trò của lịch sử là một trong những điểm quan trọng trong triết học của Hegel. Trong hình là tranh vẽ lễ đăng quang của Napoléon Bonaparte.

Một điều quan trọng khác mà Hegel đạt được trong hệ thống triết học của ông là xem xét về tầm quan trọng của lịch sử. Khác với các quan điểm trước đó cho rằng ý thức tồn tại riêng biệt và không thay đổi theo thời gian, triết học của Hegel nhấn mạnh chủ nghĩa lịch sử (en. Historicism) và cho rằng tư tưởng hay ý niệm phải là sản phẩm của thời đại và không thể tách chúng ra khỏi bối cảnh cũng như hoàn cảnh lịch sử. Nếu nhìn thoáng qua lịch sử triết học, ta có thể sẽ thấy đó không là gì ngoài một tập hợp của những tư tưởng khác nhau và chứa đầy những lỗ hổng. Song Hegel cho rằng, quá trình này cũng chứa đựng logic và mục đích, không có giai đoạn nào có thể tách rời với tổng thể vì mỗi ý tưởng là tiền đề cần thiết cho ý tưởng tiếp theo. Cũng giống như quả táo không thể tự nhiên xuất hiện từ đất, nó phải trải qua vô số giai đoạn kể từ lúc bắt đầu được gieo hạt cho đến khi đơm hoa kết trái, những tư tưởng hoàn thiện hơn cũng trải qua một quá trình lịch sử lâu dài với nguyên liệu là những tư tưởng sơ khai trước đó. Như vậy, sự phát triển trong lịch sử triết học là một sự phát triển có tính biện chứng. Giống như một mảnh giấy gấp đang từ từ được mở ra, ta không thể biết mảnh giấy thực sự viết gì cho đến khi nó được lật mở, cũng như không thể biết kết thúc của mảnh giấy là gì, nhưng ta biết về cách thức (hay cấu trúc) mà nó sẽ được mở ra. Lịch sử cũng vậy, đó không phải chỉ là những sự kiện ngẫu nhiên liên tục hết cái này đến cái khác như ta thoạt nhìn qua, bên dưới nó, như Hegel nói, ẩn chứa những cấu trúc và mục đích nhất định.

#### Schopenhauer

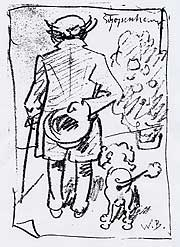
Bức biếm họa vẽ Schopenhauer và chú chó poodle của ông, đây là tác phẩm của Wilhelm Busch.

Schopenhauer sinh năm 1788 trong một gia đình khá giả ở Danzig, nay là Gdansk thuộc đất nước Ba Lan, và được kỳ vọng là sẽ trở thành một thương nhân giống như cha mình. Năm 1805, cha của ông qua đời, Schopenhauer dừng làm viêc và theo học đại học ngành triết học và tâm lý học. Trong khoảng giữa năm 1814 và 1818, ông xây dựng tác phẩm triết học để đời của mình, Thế giới như là Ý chí và Biểu hiện (en. "The World as Will and Representation", de. "Die Welt als Wille und Vorstellung"). Năm 1820, ông có được vị trí giảng dạy tại Berlin; tin tưởng vào sự thiên tài của mình, Schopenhauer nhất quyết sắp xếp thời gian bài giảng của ông trùng với Hegel. Đây không phải là một ý tưởng hay, Hegel vốn đã nổi tiếng đối với các học sinh và trong khi giảng đường của Hegel chật kín người thì không ai tới dự các buổi giảng bài của Schopenhauer. Ông sau đó rời khỏi trường đại học và sống phần đời còn lại bằng số tiền thừa kế. Schopenhauer qua đời năm 1860.
Sử dụng siêu hình học của Kant làm xuất phát điểm, Schopenhauer xây dựng nên hệ thống triết học của ông về thế giới. Ông bám theo quan điểm của Kant khi chia thế giới thành hai phần: phần mà ta có thể nhận thức được qua các giác quan và phần của các "vật tự thân" hay "thực tướng". Song tại đây có một điểm khác biệt quan trọng, Schopenhauer không cho rằng hai phần này thuộc về hai thế giới tách biệt nhau giống như Kant ("thế giới khả giác" và "thế giới khả niệm" như đã nói ở trên) mà coi chúng chỉ là hai phương diện của hiện thực thế giới duy nhất. Hai phương diện này chính là cái mà ông gọi là "Ý chí" và "Biểu hiện".
Thế giới của "Biểu hiện" là thế giới mà ta đang trải nghiệm mỗi ngày. Tất cả những vật mà ta nhìn thấy hay cảm nhận được, chẳng hạn như bàn ghế, cây cối hay âm thanh bên ngoài, đều là những biểu hiện của thế giới được đem lại qua các giác quan của ta. Nhưng giống như Kant, Schopenhauer tin rằng thế giới này ẩn chứa một hiện thực bí ẩn hơn đằng sau. Ông gọi đó là "Ý chí", một loại "năng lượng" có chứa trong tất cả các thực thể trên thế gian này. Nhờ Ý chí này mà thực vật và động vật có thể sinh trưởng, nam châm luôn luôn chỉ về hướng Bắc, các tinh thể mọc thành những kết cấu của mình và còn nhiều hơn nữa; Ý chí đơn giản là tồn tại ở mọi nơi trong thế giới này. Dù thế giới mà ta trải nghiệm là thế giới của Biểu hiện, ta cũng có thể thoáng cảm nhận được thế giới của Ý chí này. Một ví dụ đơn giản là ta hãy thử dừng đọc và đặt tay lên trán; chuyển động của cánh tay là hiện tượng có thể quan sát được (giống như thế giới Biểu hiện) nhưng bên trong, chính ý chí (hay ý muốn) của ta gây mới nên chuyển động như vậy (giống như thế giới Ý chí).

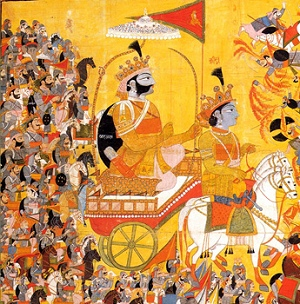
Schopenhauer đã nghiên cứu tác phẩm Bhagavad Gita ("Chí tôn ca") của Ấn Độ.

Nhưng ta cần nhớ rằng, Ý chí (viết hoa) mà Schopenhauer nói đến khác với "ý chí" theo nghĩa ta thường hiểu, nó không hề có phương hướng hay mục đích gì cả. Và tại điểm này, chủ nghĩa bi quan của ông được thể hiện: Schopenhauer cho rằng con người hoàn toàn vô vọng trước một lực vô hướng và vô mục đích như vậy. Ông cho rằng chính Ý chí này đứng sau những ham muốn của con người và thôi thúc ta phục vụ nó. Chúng ta ra sức tìm kiếm hạnh phúc, nếu may mắn thì ta có thể cảm thấy thỏa mãn nhưng nếu không, ta sẽ chìm vào trong đau khổ và tuyệt vọng; hành trình này không tốt cũng không xấu, nó vô nghĩa.
Lối thoát cho vòng xoáy luẩn quẩn này, theo Schopenhauer, là ta hãy buông bỏ cái ý chí mong muốn thỏa mãn và kiếm tìm. Thêm vào đó, ta có thể tìm kiếm niềm vui trong cái đẹp, đặc biệt là âm nhạc vì đây là dạng nghệ thuật không trực tiếp khắc họa thế giới. Cũng từ siêu hình học của mình, ông cũng xây dựng một hệ thống đạo đức rất đáng ngạc nhiên nếu xét đến tính cách chán ghét con người của ông: chính vì tất cả con người và vạn vật đều là một phần của một Ý chí phổ quát rộng lớn, chúng ta cần đồng cảm và có lòng trắc ẩn khi đối xử với nhau và với muôn vật: sự thiện hảo sẽ nảy sinh khi ta nhận ra mình là một phần của khối đại đồng này. Đến đây, ta thấy rằng triết học của Schopenhauer có những điểm tương đồng với cấc tư tưởng và tôn giáo phương Đông (đặc biệt là Phật giáo và lòng từ bi); đây không phải là một sự trùng hợp vì khác với các triết gia khác, Schopenhauer đọc rất kỹ về triết học phương Đông. Trên bàn làm việc của Schopenhauer, bên dưới bức chân dung vẽ Kant, chính là một bức tượng Phật.

### Nhà duy vật biện chứng
| “                                                                | Trong cuộc cách mạng ấy, những người vô sản chẳng mất gì hết, ngoài những xiềng xích trói buộc họ. Họ sẽ giành được cả thế giới. Vô sản tất cả các nước, đoàn kết lại! | ” |
| — K. Marx và F. Engels, trích trong Tuyên ngôn của Đảng Cộng sản | |   |

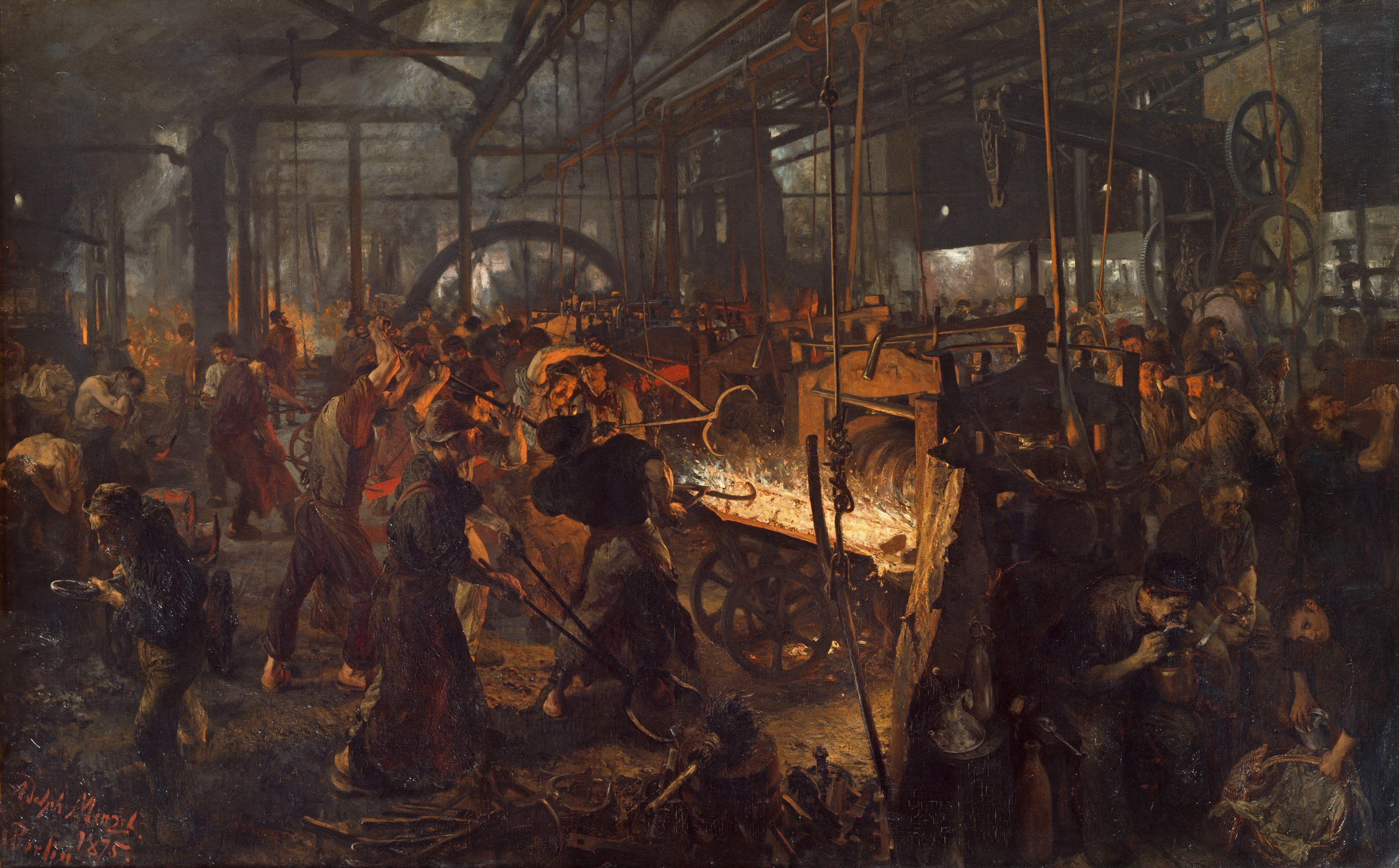
Triết học về chính trị của Marx ra đời khi nghiên cứu về cuộc Cách mạng Công nghiệp đang diễn ra tại nước Anh.

Karl Marx sinh vào năm 1818 trong một gia đình tại Trier, nay thuộc nước Đức. Năm 18 tuổi, Marx đến học luật tại Đại học Bonn, nơi ông gặp người vợ tương lai là Jenny von Westphalen; sau đó, ông tiếp tục theo học tại Đại học Berlin. Marx sống phần lớn cuộc đời trong nghèo khổ, phải di chuyển chỗ ở đến Paris, Brussel và cuối cùng là Luân Đôn. Người bạn thân của ông là Friedrich Engels luôn hỗ trợ kinh tế cho gia đình Marx song họ hiếm khi có đủ tiền để sống. Gia đình Marx luôn ở trong tình trạng thiếu thốn, lạnh và không đủ ăn; bi kịch hơn cả là ba đứa con của ông đã mất trước khi đến tuổi trưởng thành. Trong hoàn cảnh cùng cực như vậy, Karl Marx vẫn cho ra đời một lượng đồ sộ các bài viết, sách, báo (tương đương với khoảng 50 quyển sách dày) với tác phẩm nổi tiếng nhất là bộ Tư bản. Marx qua đời trong cảnh không quê hương ở tuổi 64, đám tang của ông chỉ có 11 người đến dự. Hiếm người vào thời điểm đó có thể tưởng tượng được rằng, tư tưởng của Marx rồi sẽ làm chấn động thế giới một thế kỷ sau.
Phần nổi bật và có lẽ được nhiều người biết đến nhất trong triết học của Marx là phần ông nói về chính trị và các động lực biến đổi của lịch sử. Triết học chính trị của Marx ra đời khi ông xem xét đến những hậu quả mà cuộc Cách mạng Công nghiệp lần thứ nhất đang gây ra cho người lao động. Làn khói đen kịt từ nhà máy che đi bầu trời và phủ lên khắp nơi một lớp bồ hóng; trong các tòa nhà này, đàn ông, phụ nữ và trẻ em phải làm việc trong khoảng 14 giờ đồng hồ với điều kiện lao động hết sức nguy hiểm. Điều kiện y tế tại những nơi này chỉ ở mức tối thiểu và người làm việc cũng chỉ nhận được mức lương bèo bọt, có lẽ chỉ đủ để giữ cho bản thân không chết đói. Trong khi đó, chủ của các nhà máy này ngày càng giàu lên; họ thu được thêm tiền vốn (hay tư bản, capital) và tiếp tục sử dụng nó để làm tăng lợi nhuận. Những ông chủ sở hữu đất đai, máy móc và một mặt nào đó là cả con người lao động, còn các công nhân thì không có trong tay bất cứ thứ gì.
Từ quan sát hiện thực này, Marx đã đưa ra một khái niệm quan trọng, giai cấp, để nói về những nhóm người khác nhau về lợi ích kinh tế-xã hội, được định hình bởi mối quan hệ với tài sản và phương thức sản xuất của họ. Kế thừa những tư tưởng kinh tế của Adam Smith, Marx cho rằng, trao đổi hàng hóa đã định hình con người trong xã hội: chuyên môn (hay vị trí) của một người trong chuỗi buôn bán này (ông chủ, công nhân,...) sẽ quyết định đến nơi ở, đồ ăn, cái mặc của một người; nó cũng quyết định luôn là họ sẽ có chung lợi ích với ai và xung đột với ai trong xã hội. Sau cùng, điều này sẽ dẫn đến sự hình thành của các giai cấp khác biệt, gắn chặt trong những mâu thuẫn với nhau. Marx cho rằng có hai giai cấp là giai cấp tư sản và giai cấp vô sản: trong khi giai cấp tư sản nắm giữ của cải, công cụ, nhà máy và các công việc làm ăn (như đã nhắc tới ở trên) thì giai cấp vô sản hầu như không nắm giữ được gì.

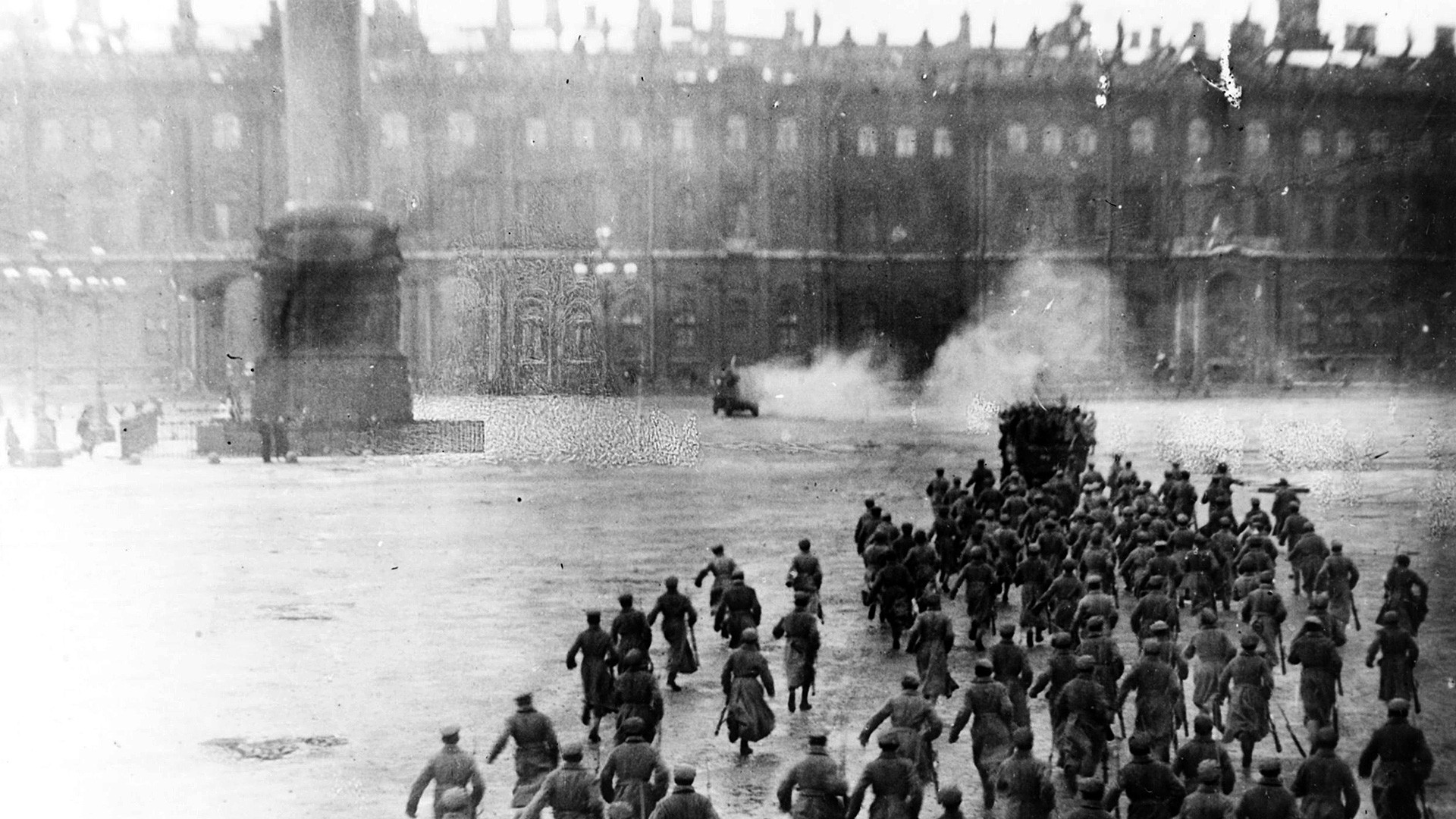
Cách mạng Tháng Mười Nga là một bước chuyển lớn của lịch sử. Sự thành lập nhà nước Liên bang Xô Viết được cho là đã một phần hiện thực hóa xã hội mà Marx đã chỉ ra.

"Lịch sử của mọi xã hội từng có cho đến nay", Marx nói: "là lịch sử đấu tranh giai cấp." Tới đây, ta sẽ cần nhắc đến Hegel, vì Marx kế thừa một lượng không nhỏ những lý luận của Hegel khi ông xây dựng lý thuyết về sự phát triển của thế giới. Song có một điểm khác biệt quan trọng giữa hai người, nếu như Hegel cho rằng tiến trình của lịch sử qua vô số chu kỳ biện chứng là hiện thân cho sự phát triển của Tinh thần thế giới (Geist) thì Marx phủ định hoàn toàn mặt tinh thần này và cho rằng: tiến trình lịch sử là sự phát triển thực sự của thế giới, gắn liền với hiện thực vật chất. Chính vì vậy mà Marx được gọi là một nhà duy vật biện chứng. Và giống như mâu thuẫn chính đề-phản đề sẽ tạo nên một hợp đề hoàn thiện hơn như ta đã nói trong biện chứng Hegel, mâu thuẫn giữa hai giai cấp sẽ dẫn đến một sự kiện lớn, một cuộc cách mạng. Từ cuộc cách mạng này, chế độ tư bản và những ách áp bức lên người dân sẽ chấm dứt, một xã hội mới sẽ được sinh ra.
Xã hội mới mà Marx hình dung ra là một xã hội lý tưởng và có phần tương đồng với Utopia của More. Xã hội mới này sẽ không còn các giai cấp đối đầu với nhau và sẽ không cần một "nhà nước" để kiểm soát những cư dân tại đây. Mọi người dân sẽ là người chủ đích thực và được sở hữu công tài sản cũng như công cụ sản xuất, họ sẽ cống hiến hết mình cho xã hội và xã hội sẽ chu cấp các nhu cầu của họ; "làm theo năng lực, hưởng theo nhu cầu" là tầm nhìn của Marx. "Các nhà triết học mới chỉ nghiên cứu về thế giới, vấn đề là phải thay đổi nó", Marx viết. Và quả thực, triết học của Marx đã làm thay đổi thế giới. Tư tưởng của ông là nguồn cảm hứng cho cách mạng vô sản trên toàn cầu, với phát súng mở màn là Cách mạng tháng Mười tại Nga, và là một lực quan trọng trong việc định hình thế giới vào thế kỷ 20 sắp đến.

### Sự ra đời của chủ nghĩa hiện sinh

#### Kierkegaard

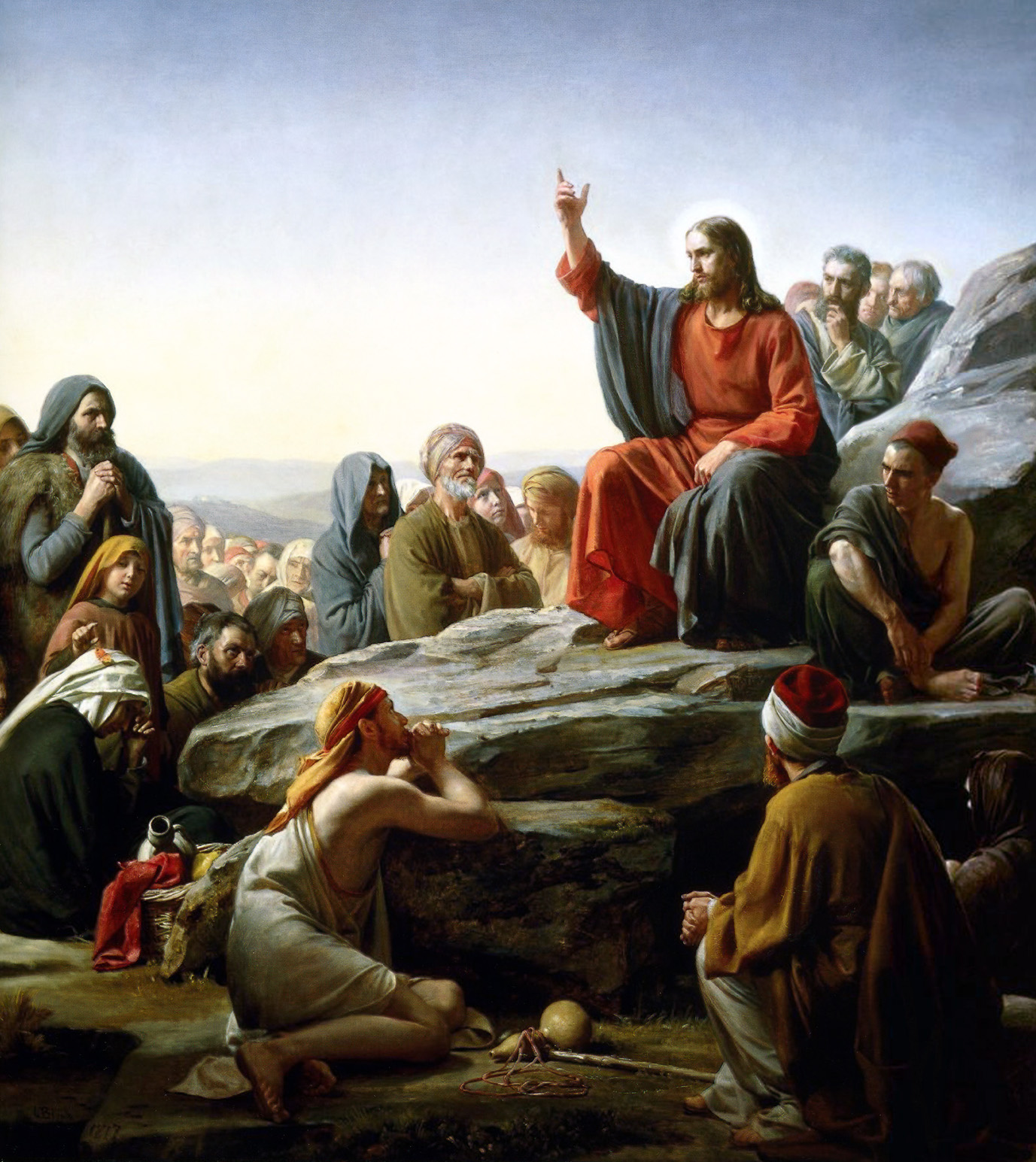
Tôn giáo (đặc biệt là Ki-tô giáo) đóng một vai trò quan trọng trong cuộc đời và triết học của Kierkegaard.

Nhà triết học người Đan Mạch Søren Kierkegaard (1813–1855) thường được coi là cha đẻ của chủ nghĩa hiện sinh. Giống như Schopenhauer, ông không thích hệ thống triết học của Hegel. Kierkegaard cho rằng, việc gắn toàn bộ nhân loại trong một tiến trình bất khả kháng của lịch sử khiến là coi nhẹ vai trò của từng cá nhân. Kierkegaard phác thảo ra một hành trình tâm linh cho mỗi người, nhưng khác với Schopenhauer: hành trình này không phải để ta buông bỏ cá tính, hòa nhập vào Ý chí chung mà hoàn toàn đối nghịch, đây là con đường để ta khẳng định tính cá nhân của mình.
Ở mức độ thấp nhất, mỗi cá nhân chỉ tồn tại vô danh trong đám đông, bị cuốn theo cảm xúc, ý kiến và mục đích của khối người này. Bước đầu tiên trong hành trình thấu tỏ bản thân là bước vào thời kỳ hiếu mỹ (en. aesthetic stage). Trong giai đoạn này, con người có xu hướng theo đuổi những thú vui để thỏa mãn bản thân. Niềm vui có thể có ở nhiều dạng khác nhau, nhưng điểm chung của những người thuộc thời kỳ này là sự thiếu ràng buộc, dù là với cá nhân hay xã hội, và luôn bị cuốn theo thứ gì hấp dẫn. Kierkegaard cho rằng: những người hiếu mỹ nghĩ rằng cuộc sống của họ là tự do, nhưng trên thực tế, thế giới của họ là vô cùng chật hẹp. Những người này giống như đang lang thang trong căn hầm khoái cảm mà không chịu đi lên để khám phá phòng khách tuyệt đẹp của một căn nhà. Song, không sớm thì muộn, những người trong thời kỳ hiếu mỹ này sẽ cảm thấy không thỏa mãn với sự vô bổ của những thú vui giải trí này. Họ có thể đối mặt với tuyệt vọng hoặc đưa bản thân đến thời kỳ đạo đức (en. ethical stage).
Thời kỳ đạo đức đưa một cá nhân vào trong xã hội và chấp nhận những khuôn khổ của nó. Ví dụ như, những người thuộc thời kỳ này sẽ từ bỏ những tháng ngày vui chơi để đi làm việc, từ bỏ các mối quan hệ thoáng qua để đến với một cuộc hôn nhân lâu dài và bền vững. Những cá nhân thuộc về giai đoạn đạo đức khác với những người khác trong đám đông, họ không ở trong xã hội một cách vô thức mà ngược lại, họ đã chủ động đưa ra những lựa chọn và cam kết với bản thân và xã hội. Nhưng một cuộc đời đạo hạnh vẫn chưa phải là kết thúc cho hành trình làm hiển lộ bản thân, những người thuộc thời kỳ này vẫn còn một nấc thang nữa. Họ sẽ cần phải thực hiện "bước nhảy niềm tin" để lên đến thời kỳ tôn giáo (en. religious stage).
Thời kỳ tôn giáo là giai đoạn khó hiểu nhất trong triết học của Kierkegaard. Nếu như trong thời kỳ đạo đức, con người vẫn còn sống trong những đạo lý thông thường của xã hội, thời kỳ tôn giáo đôi khi yêu cầu con người phải vượt lên trên những luân lý này (điển hình như câu chuyện Abraham hiến tế con trai Issac) và tin tưởng trọn vẹn vào Thiên Chúa. Thêm vào đó Kierkegaard cho rằng, con người cần phải tiến lên thời kỳ tôn giáo thì mới khôi phục được giá trị nhân vị của mình. Bởi vì, khi còn ở trong đời sống đạo đức, ta vẫn phần nào rời xa chính bản thân mình, sống như mọi người khác trong xã hội; nhưng đến giai đoạn tôn giáo thì ta có thể tìm được đời sống độc đáo của chính mình, đến gần hơn với cội nguồn Thiên Chúa. Không còn bị trói buộc bởi luân thường, con người tôn giáo đã thấu tỏ bản thân và khôi phục được giá trị nhân vị của mình.
Như vậy, có thể nói Kierkegaard đã khai mở ra một loại triết thuyết mới, nó không bàn về những điều trừu tượng hay những thứ cao vời mà tập trung vào chính con người. Triết học của ông là triết học về đời sống và cách sống, sống sao để ra một con người thực sự. Chính sự tập trung vào sự hiện hữu của con người này mà triết của Kierkegaard được gọi là triết học hiện sinh (en. Existentialism) và ông được coi là ông tổ của chủ nghĩa này.

#### Nietzsche

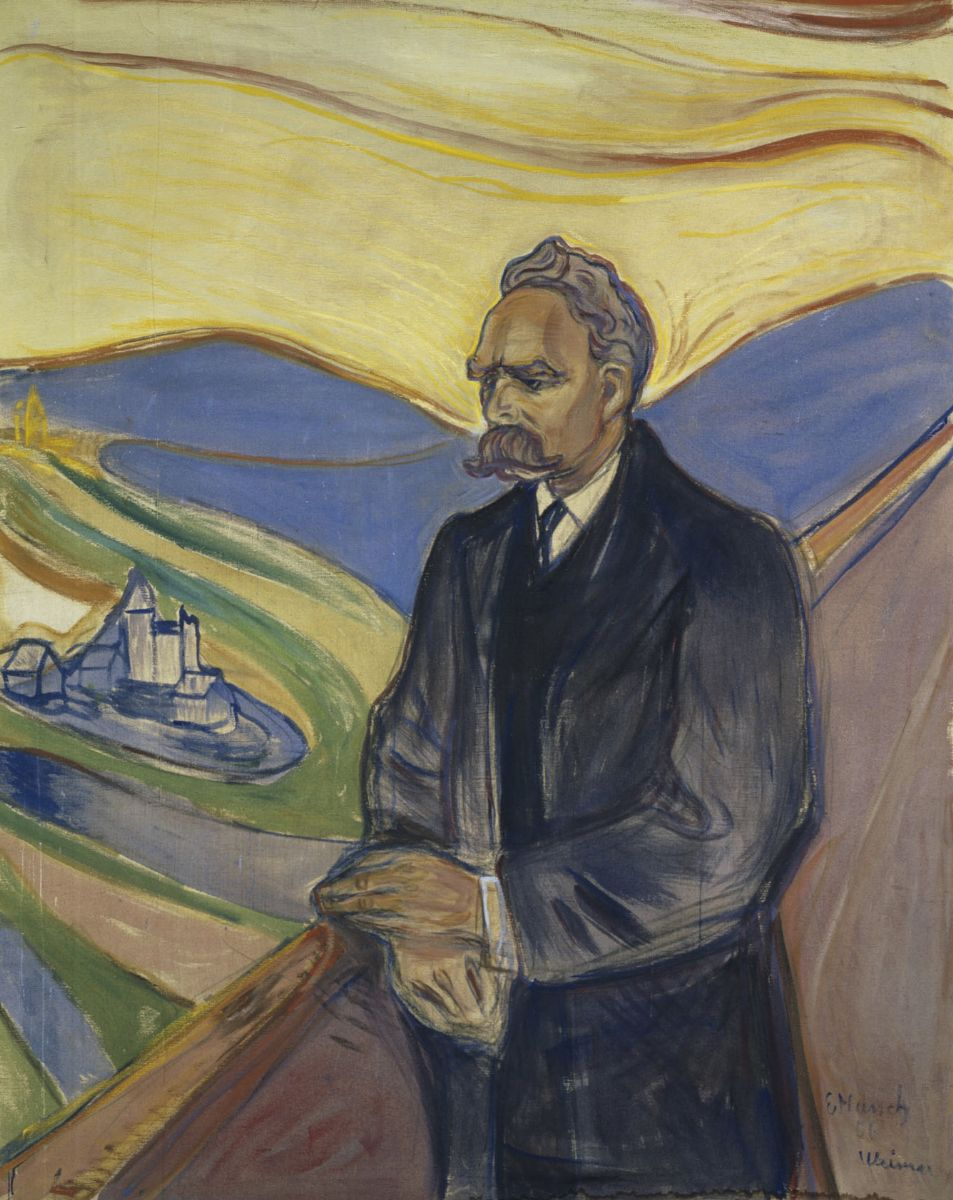
Chân dung Friedrich Nietzsche, được vẽ bởi danh họa Edvard Munch.

Hệ thống của Kierkegaard có thể gây ấn tượng với một số người nhưng chắc chắn là không phải với triết gia người Đức mà ta sắp nhắc tới đây. Friedrich Nietzsche (1844–1900) đã phủ định triết học của Kierkegaard theo những cách quyết liệt nhất. Khác với các nhà triết học thông thường, các tác phẩm của Nietzsche sẽ không làm người ta phải buồn chán (vì kinh viện hay khó hiểu), ngược lại, chúng chứa đầy nội lực và sức mạnh làm lay chuyển người đọc. Độc giả có thể thấy say mê hoặc căm phẫn trước hệ thống triết học của Nietzsche nhưng hiếm ai cảm thấy tẻ nhạt khi đọc ông. Các tư tưởng mà Nietzsche để lại cũng chứa đầy những giày vò và giông tố như chính cuộc sống của ông vậy.
Một trong những khía cạnh được biết đến nhiều nhất của triết học Nietzsche là cách ông đã "đảo ngược tất cả các giá trị", đặc biệt là trong lĩnh vực luân lý, đạo đức. Nietzsche tin rằng, tồn tại hai kiểu luân lý trong lịch sử: luân lý chủ ông và luân lý nô lệ. Luân lý chủ ông là luân lý của tầng lớp thống trị, quý tộc: những giá trị gắn liền với họ được coi là những giá trị "tốt đẹp" (như dòng dõi cao quý, giàu sang, hào hoa) còn những gì liên quan đến bọn phàm dân hoặc sinh hoạt của nhóm này được coi là "xấu xa" (như thiển cận, hèn đớn và dối trá). Luân lý nô lệ thì ngược lại, vì họ là những người bị chèn ép, bị ức hiếp và sống trong đau khổ nên họ cũng lập ra những giá trị riêng cho mình. Kẻ nô lệ sợ cái oai phong của những chủ ông, cho nên họ chỉ yêu thích những gì có khả năng xoa dịu nỗi khổ của họ, vì thế nên những điều "tốt đẹp" trong hệ luân lý này là các đức tính như nhẫn nại, khiêm tốn và từ bi, ngược lại, các thứ có tính chất hùng mạnh gắn liền với chủ ông đều bị coi là "xấu xa".

Việc phân chia hai loại luân lý này có lẽ cũng khiến người đọc biết Nietzsche chuẩn bị làm gì. Ông viết: "Dân La Mã và một nửa loài người trên thế giới đã phủ phục trước những giá trị Do Thái". Đế quốc La Mã hùng mạnh đã chấp nhận một thứ luân lý của nhóm dân hèn kém và bị trị, tức dân Do Thái; tại Roma, nơi từng là viên ngọc của những giá trị quý tộc, người ta giờ đây cúi phục trước một người Do Thái: chúa Jesus. Nietzsche coi việc người phương Tây theo đạo Ki-tô là bước chuyển của lịch sử, là dấu chấm hết cho thời kỳ của những giá trị vĩ đại. Nếu muốn phục dựng lại tinh thần anh dũng và hùng cường của người Hy Lạp xưa, nhân loại phải gột rửa cho bằng sạch thứ đạo lý nô lệ kia. Không mấy ngạc nhiên khi Nietzsche căm thù tôn giáo, nhất là Do Thái giáo, Ki-tô giáo và Phật giáo. Ông cho rằng, tôn giáo là sản phẩm của những kẻ bệnh tật, hèn yếu; chỉ những kẻ không thể tận hưởng được hạnh phúc đích thực của kiếp này nên mới nghĩ ra các hạnh phúc của "kiếp sau", "đời sau". Nhà triết học viết:
Chính những người bệnh cùng những kẻ hấp hối đã khinh bỉ thân xác và mặt đất, đã tạo ra những sự vật thiên đình cùng những giọt máu cứu thế...

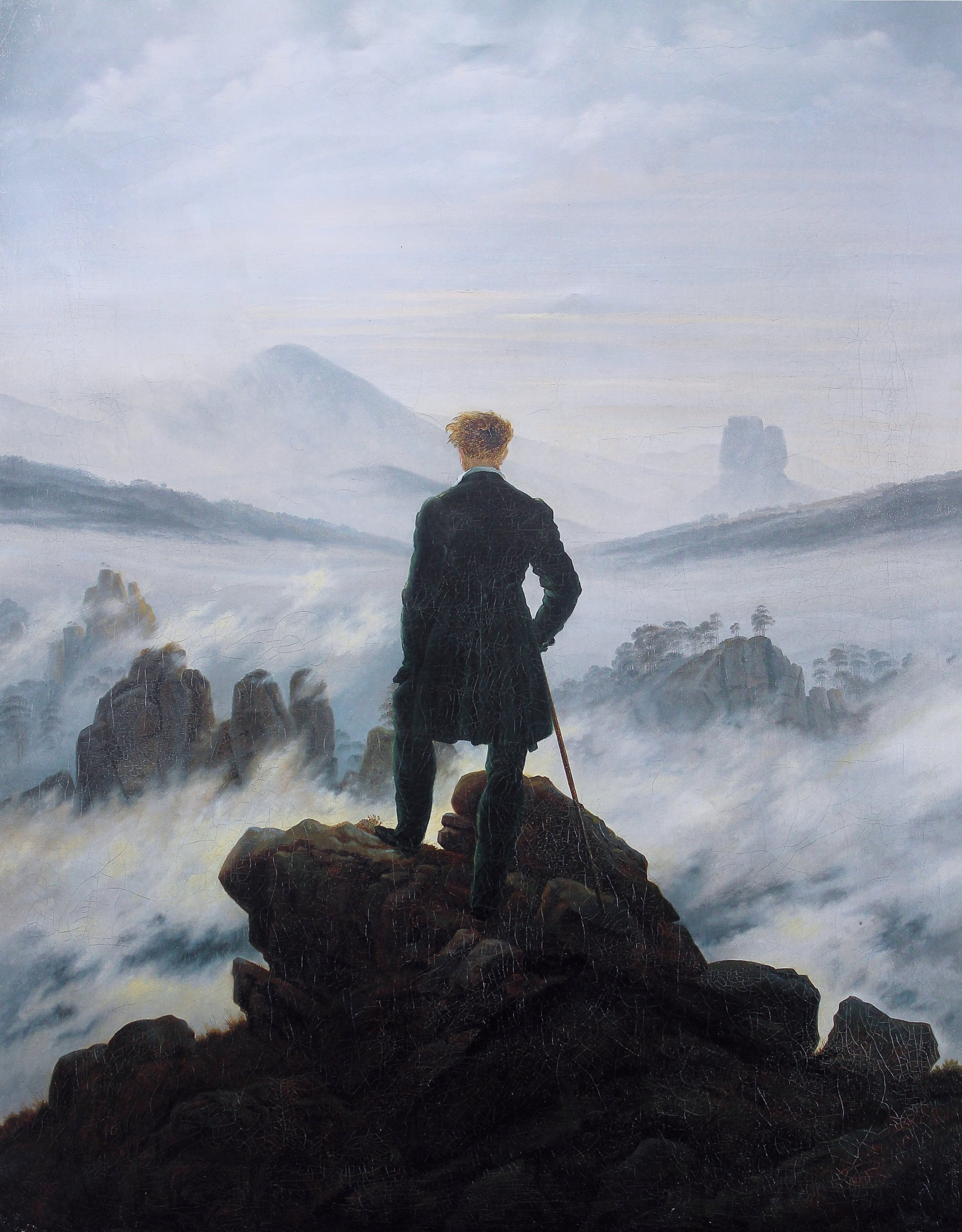
Xây dựng hình tượng Siêu nhân hiên ngang, hùng cường là một trong những phần quan trọng nhất trong triết học Nietzsche.

Nietzsche chỉ trích tôn giáo vì nó làm con người ta xa rời với cuộc sống hiện tại, xa rời với cuộc hiện sinh. Ông chỉ trích những người sống như ngồi chờ chết, sống để đợi đến một "thiên đường" hay một "kiếp sau" nào đó; ông chỉ trích tôn giáo và nền luân lý cổ điển vì không những không phát triển được những phẩm chất của con người mà còn làm họ quay lưng với cuộc sống đích thực. Sống mà không chân nhận được những giá trị thực sự của đời sống tại thế thì thà đừng sống nữa, sống như vậy là sống thừa.
Nhưng triết học Nietzsche không chỉ có những "đập bỏ" mà còn có những phần "xây dựng", đó là ông xây dựng triết học về một con người mới: "Ta sẽ rao giảng ngươi về Siêu nhân (en. Overman, de. Übermensch), con người là cái gì cần phải được vượt qua". "...Con người là cái gì cần phải được vượt qua.." là một câu được nhắc đi nhắc lại nhiều lần dưới ngòi bút của Nietzsche. Làm người là một nhịp bước, là một quá trình đi lên. Một người sống đích thực, một người hiện sinh phải thấy xấu hổ khi trông lại bản thân, để mà cứ thế nhắc mình phải vươn lên, vươn lên mãi. Làm cách nào để có thể vươn lên được như thế? Đó là hãy lấy mặt đất này làm nơi phát triển những nghị lực và những hoài bão cao cả nhất của một con người. Người hiện sinh phải dám đi con đường của mình, phải dám nghĩ, dám làm, dám sáng tạo. Dầu mọi người có khuyên sống an phận, "chờ chết", người Siêu nhân đã ý thức một cách đau đớn rằng: con người là thứ phải bị vượt qua, họ đổ dồn nghị lực vào "cuộc hiện sinh", để làm cho cuộc sống thật sự "có ý nghĩa", đó là "ý nghĩa của mặt đất" mà Nietzsche luôn luôn nhắc đến.

Con người Siêu nhân đã tự bước lên từ quần chúng, họ đã vượt qua những giới hạn thông thường. Họ không còn nhắm mắt tin theo những đạo lý mà người đời truyền dạy, họ đã được giải phóng, họ đã tự giác, trách nghiệm và tỉnh táo. Họ đã tự chủ và giác ngộ. Nietzsche dành không ít lời thơ để ca ngợi con người Siêu nhân, một con người hiên ngang, tự do và là một người hiện sinh thực sự:
[Hỡi những người thượng đẳng] Hãy như ngọn gió khi phóng đi từ những hang sâu trên núi; gió muốn khiêu vũ trên tiếng kêu rít của chính mình. Các đại dương rền rĩ náo động khi gió thổi qua.

### Chủ nghĩa Công lợi tại Anh quốc

#### Jeremy Bentham

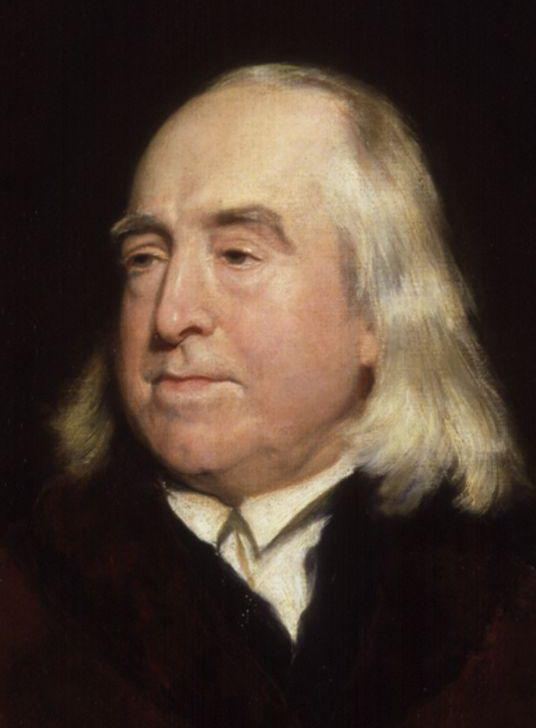
Chân dung Jeremy Bentham, được vẽ bởi Henry William Pickersgill.

Jeremy Bentham (1748–1832) sống trong một thời kỳ tương đối khủng hoảng về mặt chính trị: ông đã chứng kiến cuộc Cách mạng Mỹ, Cách mạng Pháp, Chiến tranh Napoleon và những cải tổ quyền lực tại nước Anh. Ông cho rằng, căn nguyên của những bất ổn chính trị này là sự hỗn loạn trong hệ thống luật pháp và cấu trúc xã hội. Mong muốn giải quyết vấn đề này, Bentham tạo ra một hệ thống triết học đạo đức và chính trị mới, nay được biết đến với tên gọi: chủ nghĩa Công lợi (en. Utilitarianism).
Bentham viết: "Tự nhiên đã đặt con người ta vào sự quản lý của hai chúa tể vĩ đại nhất: đau khổ và hạnh phúc." Đau khổ và hạnh phúc, theo ông, chính là hai động lực chi phối hành vi của con người. Nếu ta đào đủ sâu vào động cơ trong mọi hành động, ta có thể thấy rằng: con người luôn tìm cách đạt đến hạnh phúc và né tránh đau khổ. Từ đây, Bentham xây dựng học thuyết đạo đức của ông: tính đúng đắn (về mặt đạo đức) của một hành động được đánh giá dựa trên lượng hạnh phúc hoặc đau khổ mà nó tạo ra.
Khi lấy hạnh phúc và đau khổ làm chuẩn mực như vậy, một hành động sẽ được đánh giá dựa trên kết quả (hoặc hậu quả, hệ quả) mà nó mang lại. Điều này làm cho luân lý kiểu Công lợi thuộc vào nhóm luân lý hệ quả luận (en. Consequentialism) hay mục đích luận, trái với luân lý nghĩa vụ luận giống như của Kant. Nếu như những người theo kiểu luân lý nghĩa vụ cho rằng: có những hành vi về bản chất là sai trái và không được thực hiện dù bất cứ hoàn cảnh nào thì luân lý hệ quả đánh giá mọi hành động dựa trên tác động của chúng và không có gì nằm ngoài quy tắc này. Một ví dụ để làm rõ hơn sự khác nhau giữa hai hệ đạo đức này, trước một thông tin: "hoàng đế Nero có thể đã giết hàng nghìn công dân vô tội", những người theo hệ đạo đức tuyệt đối (nghĩa vụ) có thể ngay lập tức khẳng định: đó là một "hành động xấu xa và độc ác", còn những người ở đạo đức hệ quả sẽ tiếp tục hỏi thêm các thông tin như là: "Hệ quả của cuộc thảm sát này là gì? Nếu những người đó tiếp tục sống thì sẽ có chuyện gì xảy ra?..." trước khi đánh giá hành động này.

Để hỗ trợ cho việc định lượng hạnh phúc nhằm đánh giá hành động, Bentham đã đề ra một thuật toán hạnh phúc (en. Felicific Calculus). Theo đó hạnh phúc sẽ được đánh giá theo bảy tiêu chí là: cường độ, thời lượng, sự xác định hoặc bất định, khoảng cách, độ phong phú, độ thuần khiết và phạm vi lan tỏa. Dù chủ nghĩa vị lợi của ông thoạt nghe có vẻ giống với chủ nghĩa khoái lạc nhưng thực tế thì không hẳn là vậy, chẳng hạn: nếu một cậu sinh viên quyết định đi chơi và tiệc tùng trong vòng một tuần trước ngày thi, anh ta có thể đạt được sự vui vẻ tức thời, nhưng anh ấy (rất nhiều khả năng) sẽ bị trượt bài kiểm tra và do vậy sẽ gặp nhiều đau khổ hơn trong thời gian dài hơn. Nếu tuân thủ theo phép tính của Bentham, ta cũng phải xét cả những yếu tố bổ sung, không tức thì (như "trượt kiểm tra" trong ví dụ ở trên, thứ sẽ gây ra rất nhiều đau khổ) trước khi đưa ra quyết định. Sau khi hoàn thành phép tính, giá trị hạnh phúc mà ta thu được sẽ là thước đo duy nhất để đánh giá một hành động, Bentham nói:
Gạt đi tất cả các định kiến, trò chơi đính ghim của trẻ con cũng có giá trị ngang bằng với nghệ thuật và khoa học của âm nhạc và thi ca. Nếu trò đính ghim tạo ra nhiều hạnh phúc hơn, nó còn mang nhiều giá trị hơn hai thứ kia.
Bentham đã nỗ lực xây dựng một hệ thống luân lý đơn giản hơn, thực tế hơn và có tính định lượng. Sử dụng thuật toán của ông, nếu có đầy đủ dữ kiện thì ta có thể đưa ra quyết định một cách chính xác và hợp lý nhất. Mặc dù nguyên lý căn bản là đúng như Bentham đã chỉ ra, mọi chuyện trong cuộc sống xem ra không đơn giản như ông nghĩ.

#### John Stuart Mill

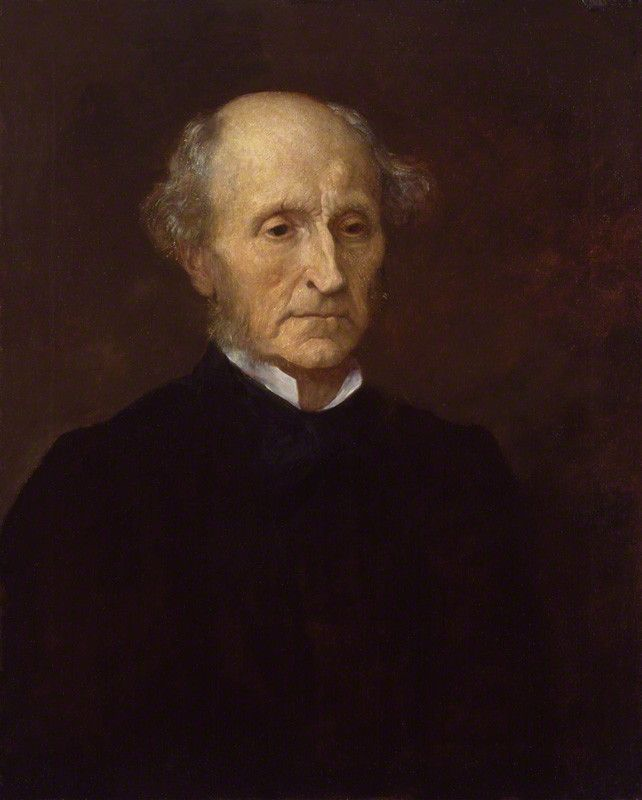
Chân dung của John Stuart Mill, được vẽ bởi George Frederic Watts năm 1873.

Một trong những người quan trọng tiếp nối tư tưởng của Bentham là John Stuart Mill (1806–1873). Mill được giáo dục một cách cẩn thận từ khi còn rất nhỏ và ông cũng tỏ ra là một thần đồng thực sự. Ông học tiếng Hy Lạp cổ lúc 3 tuổi, viết lịch sử thành Rome lúc 6 tuổi, học tiếng La-tinh lúc 8 tuổi và đến lúc 12 tuổi thì ông đã thông hiểu lịch sử, kinh tế, chính trị cũng như có thể giải các bài tập toán học và khoa học phức tạp. Chính Bentham cũng rất gần gũi và góp công không nhỏ trong việc dạy dỗ ông. Không mấy ngạc nhiên sau này khi Mill trở thành một nhà báo, chính trị gia và là một nhà triết học lớn của thế kỷ 19.
Dưới ảnh hưởng của người thầy mình, Mill cũng đi theo con đường của chủ nghĩa Công lợi. Tuy nhiên, ông cảm thấy rằng cách tính toán hạnh phúc của Bentham là khá thô nên ông đã tự phát triển một lý thuyết mới. Khác với Bentham, lý thuyết của Mill có phân biệt hạnh phúc ở các cấp độ khác nhau. Ông viết, là một con người buồn bã thì tốt hơn làm một con lợn hạnh phúc. Những vui thú mà con lợn có thể tận hưởng (chẳng hạn như vầy mình trong bùn), dù nhiều nhưng cũng không thể so sánh với những niềm vui có tính trí tuệ mà con người tận hưởng (chẳng hạn như đọc sách và nghe giao hưởng). Mill cũng nói, là một Socrates bất mãn thì tốt hơn làm một tên ngốc đắc chí. Việc phân biệt hạnh phúc ở các cấp độ khác nhau này tuy hợp lý song lại khiến cho việc tính toán hạnh phúc trở nên khó khăn hơn nhiều nếu so với hệ thống đơn giản và tiện lợi của Bentham. Mill cũng không đưa ra một cách quy đổi định lượng nào cho hạnh phúc giữa các cấp bậc khác nhau.
Mill áp dụng nguyên lý vị lợi của ông vào hầu hết các khía cạnh của sự sống. Mill cho rằng, mỗi cá nhân nên được cung cấp đủ không gian để họ có thể phát triển theo cách mà họ muốn. Mỗi người, nếu được đặt vào đúng vị trí và môi trường, sẽ phát triển những tiềm năng của mình và đạt được những thành quả nhất định; điều này không những làm từng cá nhân hạnh phúc mà con mang lại giá trị cho xã hội - hạnh phúc sẽ được nhân lên và lan tỏa đúng như tôn chỉ của nguyên lý Công lợi. Bàn về tự do là cuốn sách mà Mill viết về chủ đề này, dù tương đối ngắn nhưng nó chứa đầy cảm hứng và vẫn được đọc rộng rãi cho đến ngày nay.
Thông điệp của Mill khá đơn giản: những người trưởng thành được tự do làm những điều mà họ muốn, miễn là không làm thương tổn đến những người khác. Sự kiểm sát các cá nhân không chỉ đến từ các cơ quan chính phủ mà còn đến từ "quyền lực quần chúng", tức những áp lực xã hội khiến cho một người không thể làm những điều mà họ mong muốn. Mill cho rằng, hạnh phúc là lớn hơn nếu như mỗi người được tự do sống cuộc đời của họ và để một người tự mắc sai lầm còn tốt hơn là sống theo những khuôn mẫu mà người khác áp đặt. Một cách nổi tiếng, Mill nói, mỗi cá nhân có toàn quyền với thể xác và tinh thần của mình.
Một điều táo bạo khác mà Mill thực hiện được trong cuộc đời của mình là thúc đẩy cho chủ nghĩa nữ quyền. Ông cho rằng, cả hai giới tính phải được đối xử bình đẳng trước pháp luật và trong xã hội. Trước đó, Mary Wollstonecraft (1759–1797) đã công bố tác phẩm Bào chữa cho các quyền lợi của phụ nữ với thông điệp rằng, phụ nữ không hề kém cạnh so với nam giới mà họ chỉ không nhận được giáo dục đầy đủ. Mill là một trong những người đầu tiên đấu tranh cho quyền bầu cử của phụ nữ. Đến năm 1906, Phần Lan là nước đầu tiên cho phép tất cả những người trưởng thành có quyền bầu cử.

## Triết học thế kỷ 20
Bước sang thế kỷ 20, nhân loại chứng kiến những sự thay đổi khổng lồ trên tất cả các phương diện. Đèn sợi đốt, một trong những phát minh lớn nhất của thế kỷ 19, đã được hoàn thiện và sử dụng rộng rãi, mở đường cho các thiết bị sử dụng điện sau này. Ngay đầu thế kỷ, hai anh em nhà Wright đã thành công trong việc sử dụng máy bay để di chuyển trên bầu trời; chỉ hơn nửa thế kỉ sau đó, con người đã bay được vào vũ trụ. Quả thực, sẽ không sai nếu gọi thế kỷ 20 là "Kỷ nguyên của Công nghệ". Nhưng cũng trong chính thế kỷ này, bóng ma của hai cuộc chiến tranh thế giới đã phủ đen trên tất cả các châu lục. Thảm khốc hơn cả là cuộc thế chiến lần thứ hai với ước tính số người chết vào khoảng 70-85 triệu người, tương đương với 3% dân số thế giới vào thời điểm đó. Các xáo trộn và hỗn loạn cũng liên tục xảy ra trong suốt thế kỷ này như đe dọa về chiến tranh hạt nhân, khủng hoảng kinh tế, bất tuân dân sự, các vấn đề môi trường cùng rất nhiều thách thức khác nữa. Vì vậy, thế kỷ 20 cũng còn một cái tên phổ biến khác: "Kỷ nguyên Lo sợ" (en. Age of Anxiety). Với một bối cảnh phức tạp như vậy, nền triết học thế kỷ 20 mang trong mình rất nhiều những điểm nổi bật và bứt phá.
Tại lục địa trẻ nhất (hay Tân Thế giới), các nhà triết học tại Hoa Kỳ đã ghi dấu ấn bằng chủ nghĩa thực dụng (hoặc chủ nghĩa hành động). Chủ nghĩa thực dụng ra đời từ sự kế thừa nhiều quan điểm triết học của Cựu Thế giới như chủ nghĩa hoài nghi (nghi ngờ về một chân lý mang tính khách quan), triết học Bacon (đề cao sức mạnh của tri thức và sự hiệu quả), khía cạnh thực tiễn trong triết học Kant, chủ nghĩa công lợi... Kết quả của sự kế thừa này là một học thuyết triết học mang đầy "chất Mỹ", đề cao kinh nghiệm, hành động và hiệu quả thực tiễn. Các nhà triết học thực dụng cổ điển mà ta sẽ xem xét là C. S. Peirce, William James và John Dewey. Chủ nghĩa thực dụng vẫn tiếp tục được phát triển cho đến ngày hôm nay và mang đến nhiều ảnh hưởng đến xã hội hiện đại.
Một trong những phát triển quan trọng bậc nhất của triết học thế kỷ 20 là sự ra đời của logic toán. Truy tìm nền tảng và bản chất logic của toán học là một trong những mối quan tâm của các nhà triết học vào thế kỷ này. Hai nhà toán học và triết học có đóng góp lớn trong lĩnh vực này là Gottlob Frege và Betrand Russel. Một diễn biến triết học rất quan trọng khác trong giai đoạn này là bước ngoặt ngôn ngữ (en. Linguistic turn). Dựa trên sự thật rằng: tất cả những gì chúng ta có thể miêu tả hoặc nghĩ về thế giới đều phải sử dụng đến ngôn ngữ, làm sáng tỏ cấu trúc của ngôn ngữ trở thành một vấn đề triết học cần giải quyết hàng đầu. Trường phái triết học này được gọi là triết học ngôn ngữ với đại biểu nổi bật hàng đầu là Ludwig Wittgenstein. Việc sử dụng các phương pháp toán học, logic hình thức để phân tích khái niệm và ngôn ngữ này tạo nên hướng tiếp cận triết học phân tích đặc trưng của thế kỷ 20.
Nếu rời khỏi trường phái triết học phân tích đang thịnh hành tại nước Anh và Mỹ để đến với lục địa châu Âu, ta sẽ thấy một bộ mặt rất khác của triết học tại đây. Mảnh đất này đang là nơi phát triển của hiện tượng luận và chủ nghĩa hiện sinh. Các nhà triết học thuộc các trường phái không phân tích khái niệm để trả lời những câu hỏi như: "Nhận thức là gì?" hay "Làm người thì có ý nghĩa gì?" mà họ nhìn sâu vào trải nghiệm của mỗi cá nhân với tư cách là một con người. Dù gốc rễ của chủ nghĩa hiện sinh bắt nguồn từ Kierkegaard và Nietzsche, nền móng cho trào lưu triết học thế kỷ 20 này được đặt bởi Husserl với các tác phẩm về hiện tượng học. Các ý tưởng này sau đó được phát triển bởi triết gia Đức Martin Heidegger. Tại Pháp, chủ nghĩa hiện sinh phát triển thành một phong trào sâu rộng và thời thượng nhờ công của các cây bút như Simone de Beauvoir, Albert Camus và, nổi bật hơn cả, Jean-Paul Sartre.

### Chủ nghĩa thực dụng
Nhà văn Pháp Alexis de Tocqueville (1805–1859) từng phàn nàn trong cuốn sách "Dân chủ tại Hoa Kỳ" của ông rằng không có nơi nào trên thế giới mà triết học bị coi nhẹ hơn tại Hoa Kỳ. Khẳng định này của ông có vẻ hơi bất công vì ngay từ thời thuộc địa, mảnh đất này vẫn có một số các triết gia và triết học cũng đóng một vai trò quan trọng trong đời sống trí thức tại đây; dù đúng là nền triết học Mỹ chủ yếu là hình ảnh phản chiếu của triết học châu Âu. Nhưng đến cuối thế kỷ 19 thì các nhà triết học Mỹ đã đóng góp vào dòng chảy trí tuệ thế giới một hệ thống triết học đặc thù và độc đáo, chủ nghĩa thực dụng.

Một số nhà triết học trường phái thực dụng tại Hoa Kỳ
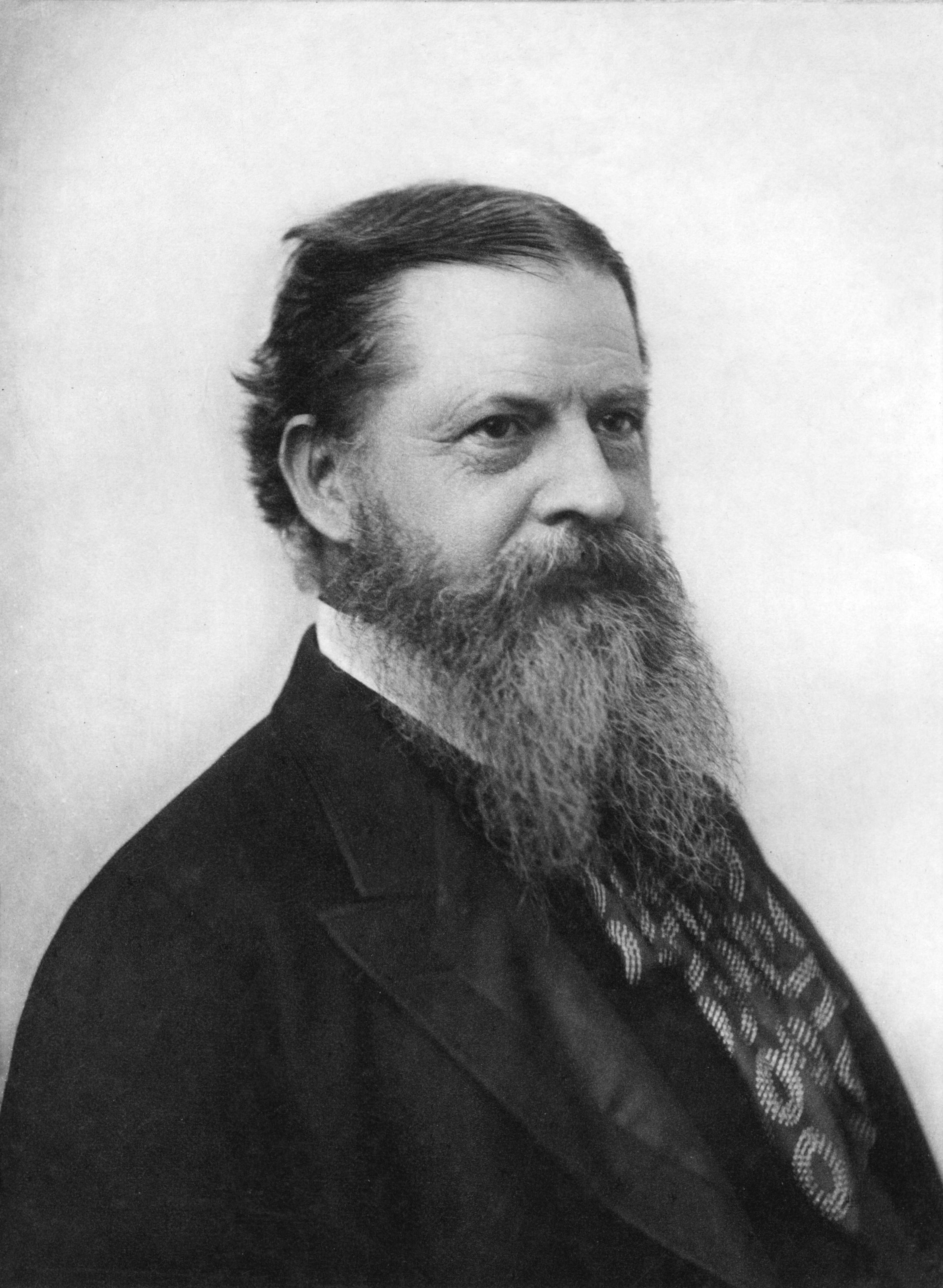
Charles Sanders Peirce
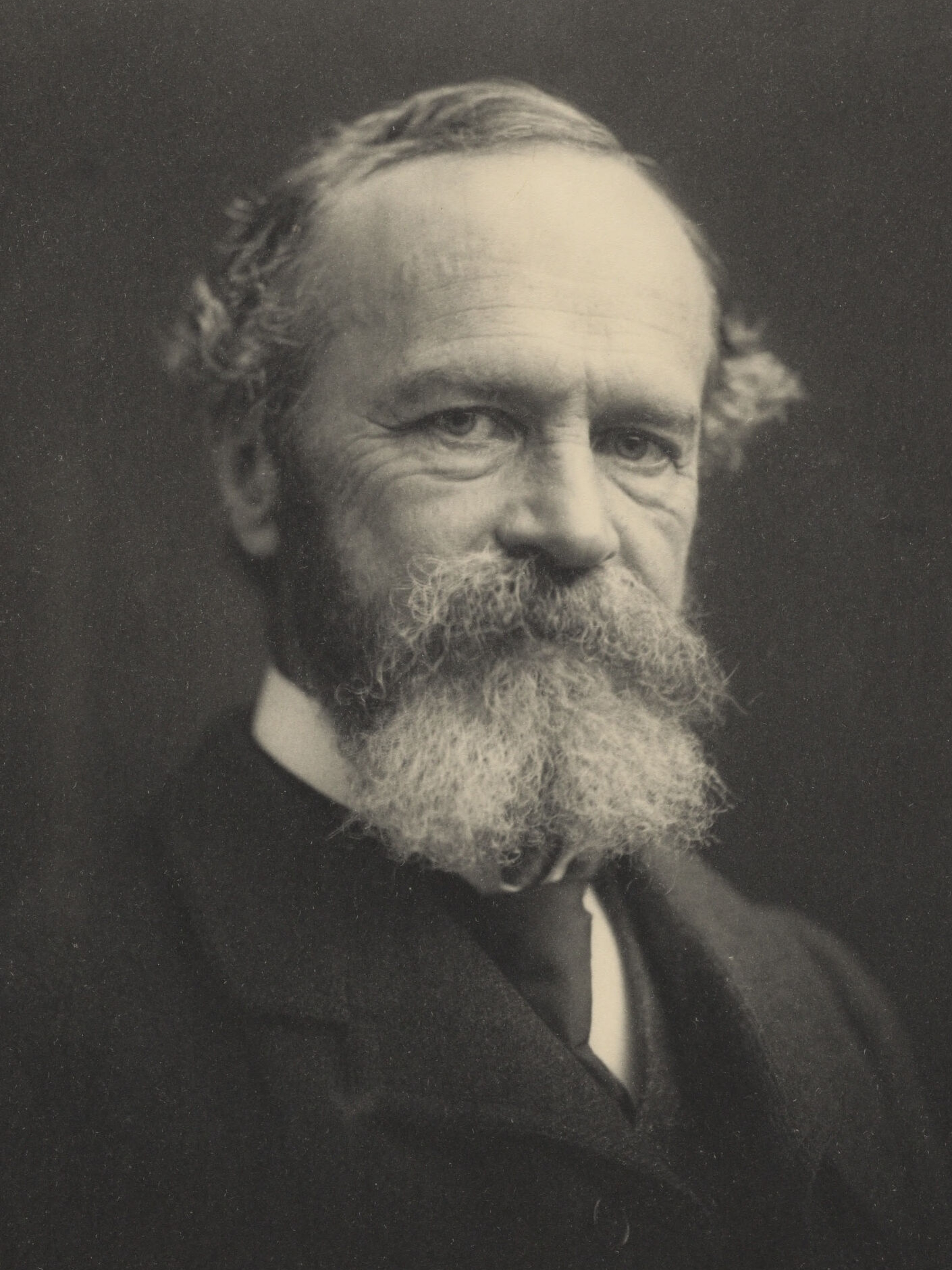
William James
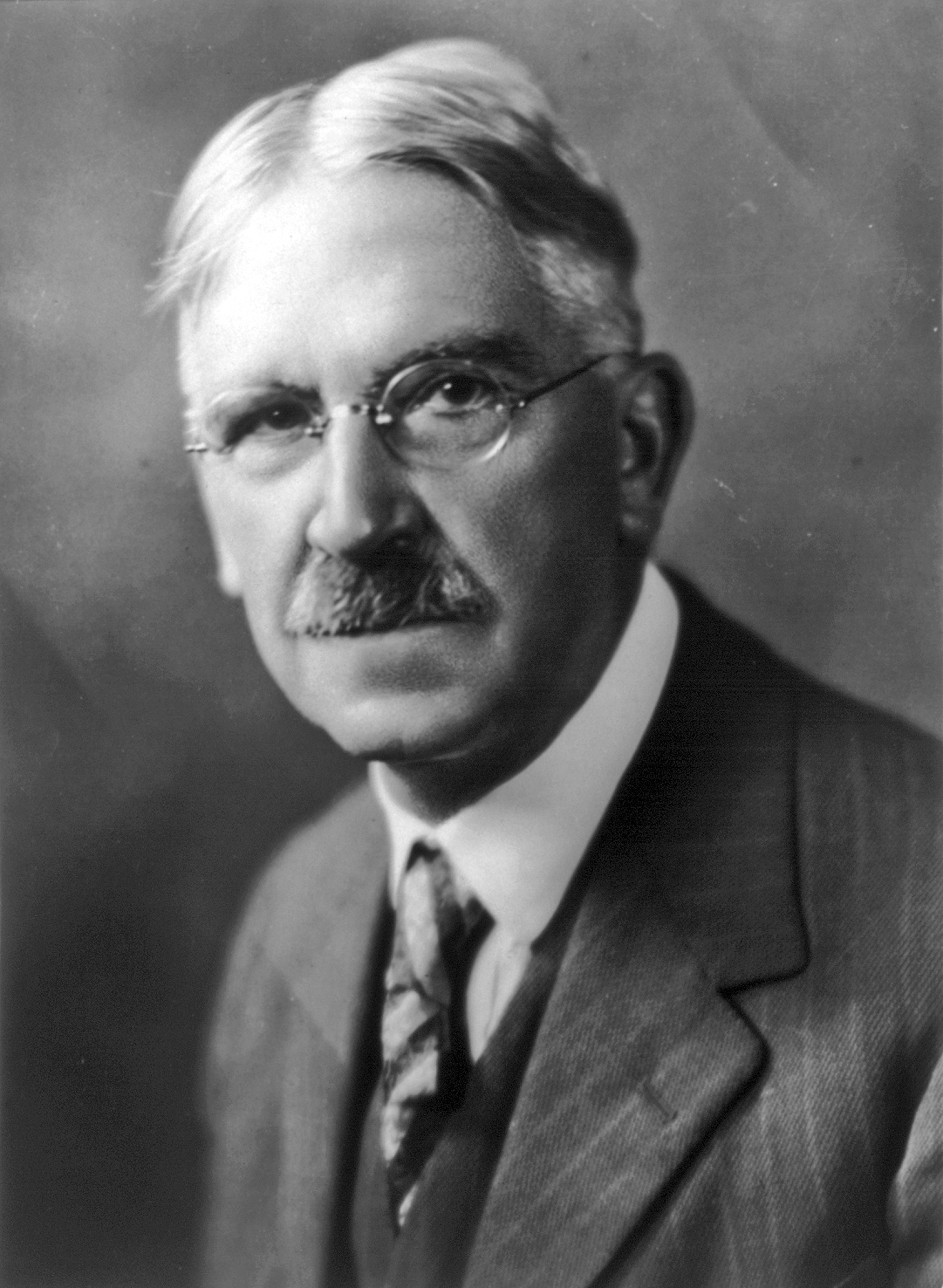
John Dewey

#### Charles Sanders Pierce
Dù không được biết đến nhiều vào thời của mình, Charles Sanders Pierce (1839–1914) ngày nay được coi là một nhà triết học kiệt xuất và là cha đẻ của chủ nghĩa thực dụng tại Hoa Kỳ. Pierce hoài nghi sâu sắc về những tư tưởng siêu hình mong đạt đến một "hiện thực" nào đó tách biệt khỏi thực tại mà ta đang sống, chẳng hạn như khái niệm vật-tự-thể của Kant. Ông cho rằng, tư tưởng là để tạo nên niềm tin. Và đến lượt mình, niềm tin sẽ "định hình những mong muốn và cách hành xử" của chúng ta. Chẳng hạn, nếu ta tin một vật nào đó có nhiều giá trị, ta sẽ đối xử với vật đó theo một cách khác với khi ta cho rằng nó là vô giá trị. Như vậy, nằm dưới những hành động của ta là những niềm tin, và những niềm tin này được tạo thành từ tư tưởng hay suy nghĩ.

"Làm thế nào để tư tưởng của ta trở nên rõ ràng" là một câu hỏi mà triết gia người Mỹ quan tâm. Pierce từ chối cách giải thích theo kiểu duy lý khi cho rằng ta có thể hiểu rõ được ý nghĩa của một khái niệm chỉ bằng cách suy luận trong tâm tưởng. Thay vào đó, ông hướng đến một phương pháp cụ thể và có tính thực tiễn hơn. Ông nói rằng:
Hãy xem xét [hoặc hình dung] những hệ quả nào, vốn có thể hình dung là có những phương diện quan hệ thực tế, mà chúng ta quan niệm đối tượng của quan niệm của chúng ta sẽ có. Thế thì, quan niệm của chúng ta về những hệ quả này là toàn bộ quan niệm của ta về đối tượng.
Ta hãy thử áp dụng phương pháp mà Pierce đặt ra vào một trường hợp cụ thể. Khi ta nói rằng: "thủy tinh thì dễ vỡ", điều ta muốn ngụ ý là: "nếu lấy búa đập vào một tấm thủy tinh thì chắc chắn nó sẽ vỡ", không có gì gọi là đặc tính "dễ vỡ" vô hình tồn tại trong thủy tinh mà tách rời khỏi những kết quả thực tiễn cả. Tương tự như vậy, ta nói: "thủy tinh thì trong suốt" vì ta có thể nhìn xuyên qua được nó chứ không nhờ một lý do bí ẩn nào khác. Pierce rất ghét những lý thuyết mà không tạo ra được khác biệt nào trong thực tế (chẳng hạn như: "thủy tinh là mềm trước khi chạm vào" hay "tồn tại một thế giới khác mà ta không thể trải nghiệm được"), với ông, tất cả những lý thuyết như vậy đều là vô nghĩa.
Pierce mong muốn chỉ ra được rằng, nhiều cuộc tranh luận trong khoa học, triết học và thần học là vô nghĩa, theo ông, chúng đa phần là những tranh luận về mặt ngôn từ chứ không có ý nghĩa thực tiễn, hay nói cách khác, chúng không đem lại được hệ quả thực tế nào. Ý tưởng cho rằng "chân lý" là cách lý giải hiện thực có hiệu quả nhất đối với ta trở thành nguyên lý khai sáng cho chủ nghĩa thực dụng.

#### William James

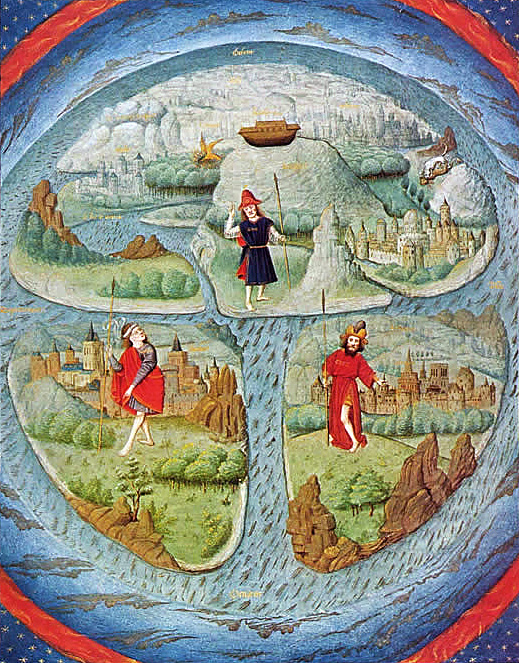
Ý tưởng rằng Trái Đất phẳng đã thực hiện tốt vai trò là "chân lý" trong nhiều thế kỷ, dù thực sự Trái Đất có dạng gần cầu. Với James, độ hữu dụng quyết định tính đúng đắn của một ý tưởng.

Theo sau Pierce, đại biểu thứ hai của triết học thực dụng là William James (1842–1910). Ông sinh ra trong một gia đình trí thức tại New York và đã theo học nhiều ngành khác nhau như sinh lý học, phân tâm học trước khi chuyển hẳn sang triết học. Dù James và Pierce có cùng một hướng tiếp cận với triết học, giữa họ có những điểm khác biệt quan trọng khi nói về chủ nghĩa thực dụng. Khi Peirce nói về "hệ quả thực tiễn" và "độ hữu dụng" của những niềm tin của con người, ông sử dụng các từ này theo hướng thực nghiệm, phổ quát và hy vọng có thể phân tích chúng bằng khoa học. Trái lại, James cho rằng, hệ quả của những niềm tin phải được hiểu trong góc nhìn của mỗi cá nhân và mức độ hữu dụng ở đây cũng là đối với cuộc sống của từng người.
Một trong những khía cạnh quan trọng trong triết học là việc ông áp dụng chủ nghĩa thực dụng vào khái niệm "chân lý". Một trong những ẩn dụ nổi tiếng mà James nêu ra là: lý thuyết là những "công cụ" để ta nắm bắt "hiện thực". Ông định nghĩa "chân lý" dưới những góc độ như "hiệu quả", "đem lại sự thỏa mãn" hay "những hệ quả thực tiễn" từ niềm tin của chúng ta. Với ông, thứ gì đem lại hiệu quả và lợi ích cho con người thì đều có thể được xem là chân lý. Nói cách khác, James đã hợp nhất chân lý và tính hữu dụng, hai mệnh đề sau với James là có nghĩa giống hệt nhau: "nó có tác dụng vì nó là chân lý" và "nó là chân lý vì nó có tác dụng."
Một trong những tuyên bố nổi tiếng nhất của James là: "Chân lý xảy đến với một ý tưởng. Một ý tưởng trở nên đúng, trở thành hiện thực thông qua các sự kiện". Quan điểm này đối lập hoàn toàn với các tư tưởng trước đó về chân lý khi cho rằng: ý tưởng mới là thứ chạm đến chân lý. James nêu ra một số ví dụ để làm rõ cho tư tưởng của mình. Giả sử như ta đang bị lạc ở trong rừng, nếu như ta tin rằng mình có thể tìm được lối ra ngoài, ta sẽ bắt đầu hành động và cuối cùng ta có thể sẽ ra khỏi khu rừng thật; điều ngược lại sẽ xảy ra nếu ta nghĩ mình sẽ bị kẹt mãi ở trong đó. Như vậy, dù trong trường hợp nào, niềm tin của ta đã trở thành hiện thực. James đúc kết: "Hãy hành động như thể hành động của ta tạo nên sự khác biệt." với sự hóm hỉnh đặc trưng, ông viết tiếp: "Mà đúng là như vậy."

#### John Dewey

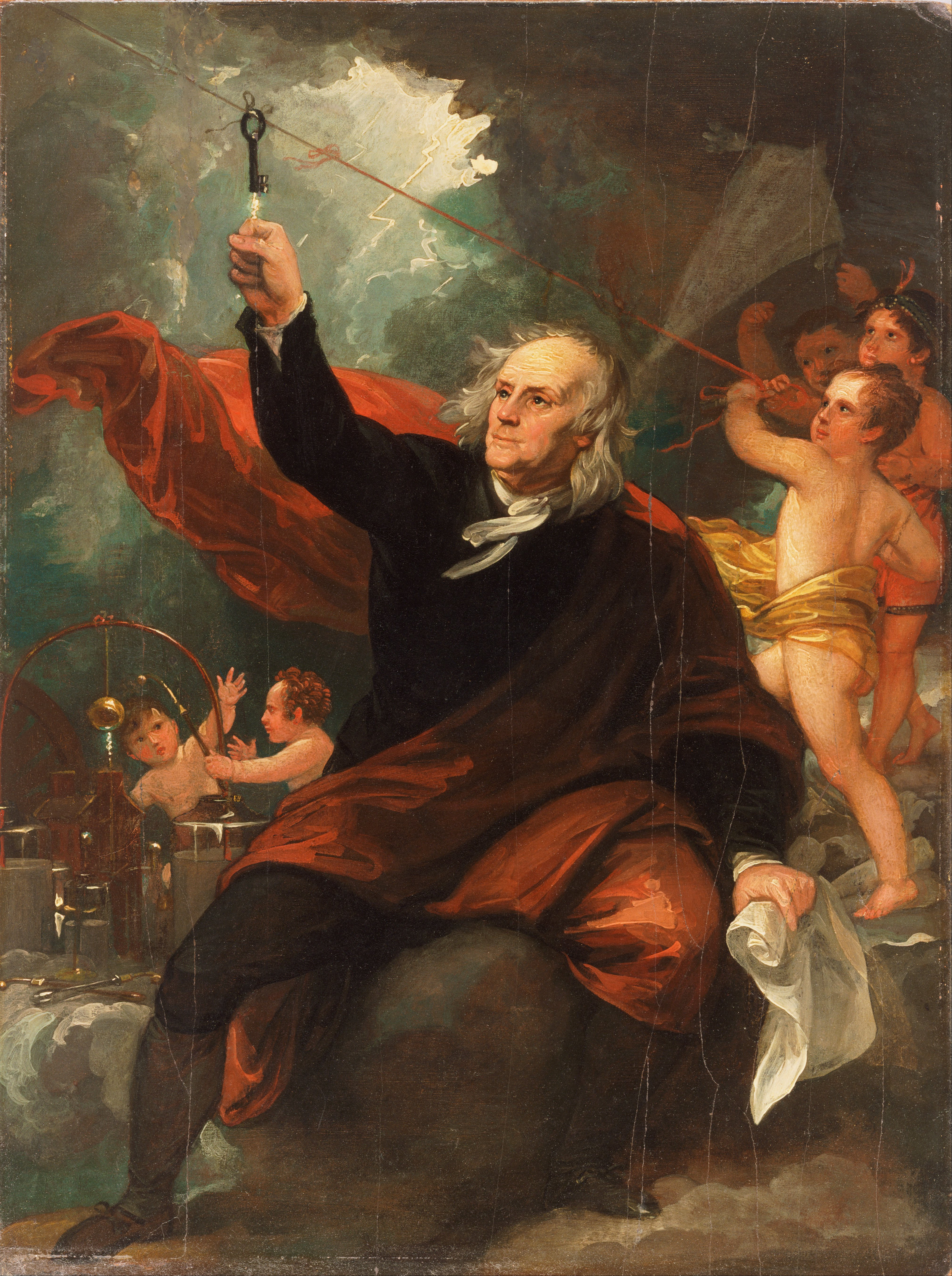
Benjamin Franklin đoạt sấm sét từ Trời, tranh vẽ vào khoảng năm 1816. Sự xuất hiện và phát triển của khoa học đã giúp ích rất nhiều cho cuộc sống con người, John Dewey hy vọng triết học cũng có thể hữu ích như vậy.

Nếu như coi Charles Sander Pierce là người sáng lập chủ nghĩa thực dụng, thì William James là người đã nâng tầm hệ thống triết học này sáng ngang với các phong trào đương thời, còn John Dewey (1859–1952) là người đã tổng kết và hệ thống hóa nó. Không chỉ là một nhà triết học, Dewey còn là một nhà xã hội học, nhà sư phạm học hàng đầu của nước Mỹ và thế giới. Năm 1988, UNESCO xếp ông là một trong bốn nhà tư tưởng lớn đã định hình tư duy giáo dục thế kỷ 20, bên cạnh Kerschensteiner, Montesorri và Makarenko.
Cũng giống như hai nhà triết học thực dụng mà ta đã nhắc đến, triết học của Dewey lấy đời sống kinh nghiệm và hoạt động của con người làm trung tâm. Dewey gọi triết học của ông là "chủ nghĩa công cụ" (en. instrumentalism). Giống như cái tên đã gợi ý, Dewey cho rằng: các tư tưởng của ta phải trở thành các "công cụ" để giải quyết vấn đề và cải tạo môi trường. Chẳng hạn, "khoa học" có thể được coi là một loại hộp chứa những "công cụ" (các khái niệm, học thuyết...) mà từ đó ta có thể lựa chọn cái gì tiện lợi, có hiệu quả trong mỗi hoàn cảnh nhất định. Ông gạt bỏ quan điểm cho rằng tâm trí con người là một căn phòng khép kín, tách biệt và cố gắng mô tả lại thế giới. Theo Dewey, những suy nghĩ của ta cần bám sát thực tế, khắc phục những nghi ngờ và xử lý những vấn đề cụ thể.
Cốt lõi trong "phương pháp công cụ" của Dewey được tìm thấy trong lý thuyết của ông trong giải quyết những nghi vấn. Theo ông, những nghi vấn (hay "hoài nghi") xuất hiện khi hệ thống mà ta vốn hay sử dụng để tương tác với môi trường gặp trục trặc. Việc giải quyết những nghi vấn đi qua hai giai đoạn, "một tính huống phức tạp, rắc rối và khó hiểu lúc đầu và một tình huống tường minh, thống nhất, được giải quyết ở cuối". Dewey nêu ra một ví dụ sinh động để làm rõ cho ý tưởng của ông. Tưởng tượng rằng ta đang đi đến một địa điểm mới trên một con đường xa lạ: trên đường đi, ta sẽ không cần suy nghĩ nhiều vì những thói quen của ta vẫn đang hoạt động tốt. Đột nhiên, trước mặt ta xuất hiện một con mương. Để giải quyết vấn đề nảy sinh này, ta dự định nhảy qua con mương (lên phương án giải quyết) nhưng lại nhận thấy bờ bên kia quá xa và quá trơn (quan sát, thu thập thông tin) nên ta phải tìm cách khác. Trong lúc đang suy nghĩ, ta tìm thấy một khúc gỗ (quan sát, thu thập) và ta nghĩ có thể dùng nó để bắc một cây cầu (lại lên ý tưởng). Ta thấy phương án đó khả thi, ta thực hiện và vượt qua được vấn đề đặt ra. Dewey cho rằng, tất cả các nghi vấn của con người đều được giải quyết theo một mô hình giống như vậy. Mọi suy nghĩ của con người đều bắt đầu từ một vấn đề cụ thể, đi qua các bước như quan sát, lên kế hoạch và kết thúc ở việc thử nghiệm và kiểm chứng giả thiết mà ta đặt ra.

### Triết học phân tích
Đúng như tên gọi của mình, triết học phân tích, dù rất đa dạng, lấy việc phân tích đối tượng làm cách tiếp cận triết học cho mình và một trong những đối tượng cần phân tích nhất chính là ngôn ngữ. Sử dụng các phương pháp logic mới phát triển, các nhà triết học thẩm tra và xét lại những vấn đề triết học đã tồn tại từ lâu. Dù có thể khác nhau trong cách tiếp cận, các nhà triết học phân tích đều đồng thuận với ba nguyên lý: 1) các vấn đề triết học không nằm ở thế giới, mà nằm trong cách ta nói về thế giới; 2) các vấn đề này có thể được làm rõ và giải mã bằng cách phân tích và tái cấu trúc ngôn ngữ và 3) bất cứ vấn đề nào không giải quyết được theo cách này đều là vấn đề ngụy tạo và không cần quan tâm.

#### Gottlob Frege

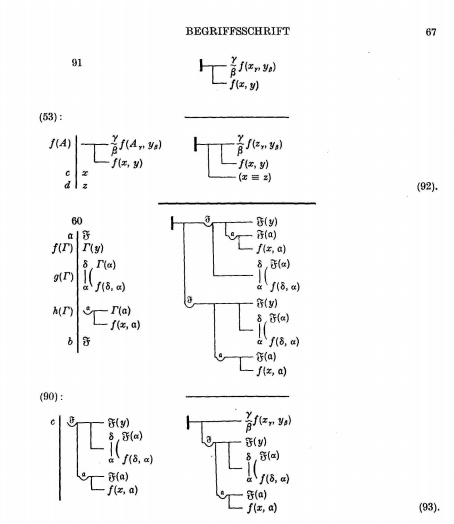
Một trang trong tác phẩm Begriffsschrift của Frege. Cách ký hiệu logic của Frege nay đã được thay bằng hệ thống ký hiệu khác tiện lợi hơn.

Sự phát triển quan trọng bậc nhất trong triết học thời kỳ này chính là sự ra đời của logic toán hay logic hình thức. Bước tiến này không chỉ cung cấp nền tảng mới cho khoa học logic, mà còn ảnh hưởng đến sự phát triển của triết học toán học, triết học ngôn ngữ và đặt ra những câu hỏi về bản chất của chính triết học. Một trong số những người có công lớn trong việc đặt nền móng cho logic toán chính là Gottlob Frege.
Tác phẩm nổi bật nhất của Frege là Begriffschrift (tạm dịch: Hệ ghi ý). Trong tác phẩm này, ông đưa ra các biểu tượng để làm rõ các mối quan hệ logic ẩn dưới những lời nói hàng ngày. Cách ký hiệu của Frege, dù khá đẹp và trang nhã, nay đã được thay bằng hệ thống ký hiệu mới tiện lợi hơn. Đóng góp lớn nhất cho logic của ông chính là phát minh ra thuyết định lượng, tức phương pháp để biểu diễn những suy luận mà giá trị chân lý (giá trị đúng/sai) phụ thuộc vào các lượng từ như "tất cả" và "một số", "mọi",  "bất cứ", "không có gì"...Điều này cho phép ông có thể tái cấu trúc phương pháp tam đoạn luận cổ điển.
Ta sẽ xem xét một tam đoạn luận kinh điển dưới đây để minh họa:
1. Mọi người đều sẽ chết
2. Socrates là người
3. Socrates sẽ chết. (kết luận)

Frege viết lại cách suy luận trên như sau: "Nếu x là người, thì x sẽ chết". Lập luận này sẽ đúng nếu ta thay tên của bất cứ ai vào vị trí của x; nếu ta thay x bằng một thứ không phải là người (ví dụ, "thần Mặt trời") thì mệnh đề "nếu x là người" sẽ sai nhưng toàn bộ lập luận vẫn sẽ đúng. Vậy theo cách của Frege, ta có thể thể hiện mệnh đề "Mọi người đều sẽ chết" như sau:
Với mọi x, nếu x là người, thì x sẽ chết
Frege đã mang những thuật ngữ từ đại số vào bộ môn logic học. Trong toán học, cách viết "x/2+1" được gọi là một hàm số phụ thuộc biến số x hay nói cách khác, giá trị của hàm này phụ thuộc vào x. Nếu x = 2 thì hàm có giá trị là 2, còn nếu x = 4 thì hàm có giá trị là 3. Tương tự như vậy, mệnh đề "nếu x là người" nhận giá trị đúng với x = "Socrates" và nhận giá trị sai với x = "thần Mặt trời". Cụm từ "với mọi x" đi trước thể hiện rằng: toàn bộ những gì phía sau ("nếu x là người, x sẽ chết") sẽ đúng với mọi giá trị (en. argument) thay vào vị trí của x. Đây được gọi là một hàm chân lý (en. truth-function) và là cách Frege lượng hóa logic. Phương pháp mới của Frege đã thay thế tam đoạn luận truyền thống, vốn đã được sử dụng trong hàng thế kỷ với vai trò là công cụ logic duy nhất.
Frege áp dụng phương pháp logic của ông vào chính toán học. Khác với Kant, Frege không đồng ý với quan điểm rằng các kiến thức đại số có tính tổng hợp tiên nghiệm; ông cho rằng chúng phải có tính phân tích vì có thể rút ra từ các phương pháp logic thông thường. Ông bắt đầu xây dựng từ số "0" với phương pháp logic của mình. Theo logic, số "0" được định nghĩa là: "tập hợp (class) của tất cả các tập hợp tương đương với tập hợp của các đối tượng không giống chính nó". Không có đối tượng nào mà lại không giống chính mình, nên một tập hợp như trên sẽ không có phần tử nào; chỉ có một tập hợp duy nhất không có phần tử nào, đó là "tập hợp rỗng". Điều này sẽ tiếp tục được dùng để xây dựng nên số "1": "là tập hợp của các tập hợp tương đương với tập hợp rỗng". Tiếp tục, số "2" được định nghĩa là tập hợp với "0" và "1" là phần tử, số "3" là tập hợp với "0", "1" và "2" là phần tử, cứ như vậy đến vô cùng. Đáng tiếc thay, khi Frege đang xây dựng công trình vĩ đại của mình thì một lỗi sai chí tử đã được tìm thấy ngay trong nền móng của nó.

#### Bertrand Russell

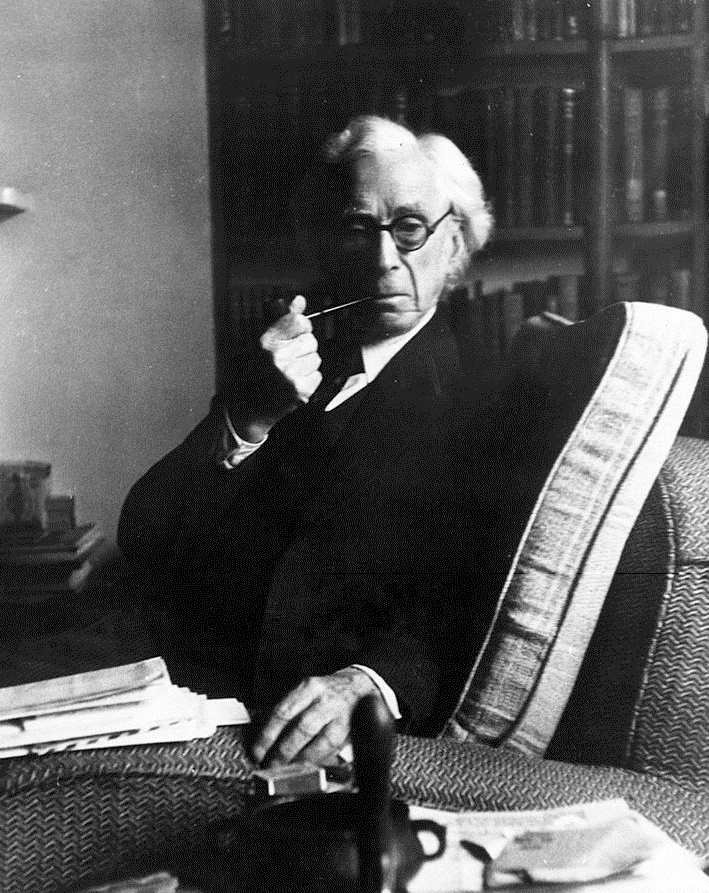
Bertrand Russell, ảnh chụp năm 1954.

Hãy tưởng tượng rằng: trong một ngôi làng nọ, có một người thợ cạo râu sẽ cạo (và chỉ cạo) cho tất cả những người không tự cạo râu trong ngôi làng này. Câu hỏi được đặt ra là: anh ta có cạo râu cho chính mình hay không? Nếu anh tự cạo râu cho mình, anh ta đã vi phạm quy tắc ("chỉ cạo râu cho những người không tự cạo"); nhưng nếu không làm thế, anh ta lại trở thành khách hàng cho chính mình (vì "không tự cạo râu"). Dù có làm gì thì tình huống khó khăn này cũng không thể giải quyết một cách hợp logic được, nghịch lý nổi tiếng này được gọi là nghịch lý Russell. Russell đã nêu ra nghịch lý này để chỉ ra lỗ hỏng trong hệ thống logic của Frege.
Bertrand Russell sinh ra trong một dòng họ quý tộc nổi tiếng tại Anh Quốc. Là một trong những gương mặt trí thức nổi bật nhất thế kỷ 20, tiếng nói của ông chứa đựng uy quyền đạo đức to lớn. Russell chưa bao giờ ngần ngại nói ra những tư tưởng của mình, dù những quan điểm của ông về chính trị và đạo đức hôn nhân thường gây nên những tranh cãi lớn. Ngay cả đến khi 88 tuổi, ông vẫn cứng rắn và bị bắt giam vì dẫn đầu một cuộc biểu tình ủng hộ giải trừ hạt nhân. Russell được trao giải thưởng Nobel Văn học năm 1950 vì "các tác phẩm đầy ý nghĩa mà trong đó ông đã đề cao các tư tưởng nhân đạo và tự do về tư tưởng". Ông qua đời năm 1970, chỉ hai năm trước khi sống trọn vẹn một thế kỷ.
Nghịch lý Russell giúp ông trở thành một nhà logic học với tầm cỡ lớn. Nghịch lý này có thể được trình bày lại một cách toán học như sau:
Nếu {\displaystyle R=\{x\mid x\not \in x\}{\text{, suy ra }}R\in R\iff R\not \in R}

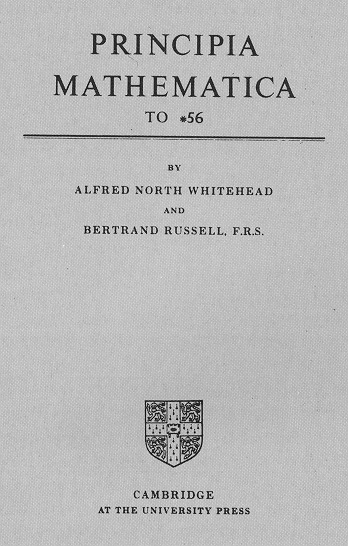
Bìa cuốn Principia Mathematica ("Những nguyên lý toán học") của Russell và Whitehead. Sử dụng những nguyên tắc logic, Russell đã chứng minh "1+1=2" trong tác phẩm này (tại ✸54.43).

Russell đã đưa ra các lý thuyết bổ sung để giải quyết nghịch lý này. Frege, đang rất chán nản sau khi nhìn thấy lỗ hổng, cũng đã nỗ lực và thử nhiều cách khác nhau nhằm cứu vãn hệ thống logic của mình. Tuy nhiên, đến năm 1931, Kurt Gödel xuất bản những định lý bất toàn nổi tiếng của ông và chỉ rõ rằng: những nỗ lực xây dựng bộ môn đại số hoàn chỉnh trên cơ sở các tiên đề như Russell và Frege đang làm là hoàn toàn bất khả thi. Dù không thể hoàn thành mục tiêu của mình, các khái niệm và phát triển của Frege và Russell đã cách mạng bộ môn logic học và thực sự đáng trân trọng. 
Russell mang cả logic vào trong ngôn ngữ hàng ngày. Theo quan điểm của ông, ngôn ngữ kém chính xác hơn nhiều so với logic; chính vì vậy, chúng cần được phân tích để bộc lộ bản chất logic thực sự ẩn dưới các câu chữ. Ta hãy xem xét mệnh đề sau đây – một ví dụ ưa thích của Russell – để hiểu rõ hơn vấn đề đối với ngôn ngữ:
Hoàng đế hiện tại của nước Pháp bị hói đầu
Mệnh đề này hiển nhiên là sai: ngay từ thời của Russell, nước Pháp đã không còn chế độ quân chủ. Tuy nhiên nếu ta nói mệnh đề trên sai, vậy mệnh đề đúng về mặt logic phải là: "Hoàng đế hiện tại của nước Pháp không bị hói đầu", nhưng mệnh đề này cũng sai và không phải là điều mà ta ám chỉ. Để giải quyết những khúc mắc trong diễn đạt này, Russell phân tích như sau: Khi ta nói "Hoàng đế hiện tại của nước Pháp bị hói đầu", cấu trúc logic thực sự ẩn dưới câu nói này là:
1. Tồn tại một thứ gì đó gọi là "hoàng đế hiện tại của nước Pháp"
2. Chỉ có duy nhất một thứ được gọi là "hoàng đế hiện tại của nước Pháp"
3. Tất cả những gì là "hoàng đế hiện tại của nước Pháp" bị hói đầu.

Trình bày một cách hình thức hơn, ta có:
1. Với một số x, x là hoàng đế hiện tại của nước Pháp.
2. Với tất cả y, nếu y là hoàng đế hiện tại của nước Pháp, y = x[f]
3. x bị hói đầu.[294]

Cách diễn giải này cho phép làm rõ hơn cấu trúc của mệnh đề "Hoàng đế hiện tại của nước Pháp bị hói đầu." Mệnh đề này sai vì (1) sai hay không tồn tại thứ gì gọi là "hoàng đế hiện tại của nước Pháp". Mệnh đề đối nghịch "Hoàng đế hiện tại của nước Pháp không bị hói đầu" cũng sai vì lý do tương tự. Việc tập trung vào phân tích ngôn ngữ của Russell có thể coi là đánh dấu cho sự kiện gọi là "bước ngoặt ngôn ngữ", trong đó ngôn ngữ trở thành vấn đề để các nhà triết học phân tích và tìm ra cấu trúc logic của nó.

#### Ludwig Wittgenstein

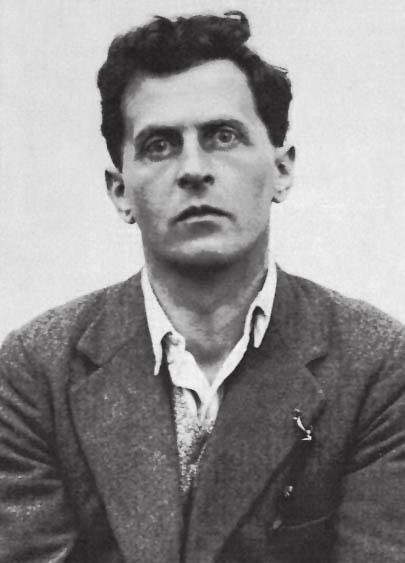
Ảnh chân dung Ludwig Wittgenstein khi ông nhận học bổng của trường Trinity College vào năm 1929.

Người học trò nổi tiếng nhất của Russell chính là Ludwig Wittgenstein. Ông là con út trong một gia đình danh giá tại Vienna, tư dinh Wittgenstein từng đón tiếp nhiều gương mặt kiệt xuất trong nghệ thuật như Johannes Brahms và Gustav Mahler. Nhưng cũng thật bi kịch, khuynh hướng tự phê bình khắc nghiệt đến độ trầm nhược và tự tử hiện diện rõ rệt trong gia đình ông. Ba trong số bốn người anh trai của Wittgenstein đã tự tử; người còn lại trong số họ – Paul Wittgenstein – là một nghệ sĩ dương cầm nổi tiếng trong thế kỷ 20 dù đã mất đi cánh tay phải trong chiến tranh.
Trong toàn bộ thời gian sống của mình, Wittgenstein chỉ xuất bản duy nhất tác phẩm Tractatus Logico-Philosophicus (Chuyên luận logic-triết học) với độ dày chỉ khoảng 70 trang. Với công trình này, Wittgenstein tuyên bố đã giải quyết tất cả các vấn đề triết học. Lý thuyết trung tâm của cuốn sách này là thuyết bức tranh về ý nghĩa. Cũng giống như Russell, Wittgenstein cho rằng: vai trò ngôn ngữ là để biểu hiện các mối quan hệ trong thế giới. "Một mệnh đề là một bức tranh của hiện thực. Một mệnh đề là mô hình về thế giới như ta tưởng tượng nó." Tự thân mệnh đề có thể không tả rõ quan hệ giữa các sự kiện trong thế giới, nhưng quan hệ logic giữa các yếu tố trong mệnh đề sẽ thể hiện quan hệ logic giữa các vật thể trong thế giới.
Trong ngôn ngữ thường ngày, mối quan hệ logic này thường được ẩn giấu và có thể chỉ được làm rõ  bằng cách phân tích các đối tượng trong mệnh đề thành những đối tượng đơn giản và tường minh hơn. Chẳng hạn, mệnh đề: "Đế quốc Áo-Hung đang chiến tranh với Nga" có thể được phân tích thành:
1. Với một số x và một số y, x = Đế quốc Áo
2. và y = Vương quốc Hungary
3. x hợp nhất với y
4. x đang chiến tranh với Nga
5. y đang chiến tranh với Nga

"Thỏ hay Vịt?" Giải thích cho sự đổi ý của mình, Wittgenstein lấy ví dụ bằng bức ảnh ảo giác này. Chỉ là một hình ảnh, nhưng có thể được cảm nhận như là hai đối tượng khác nhau ở hai góc nhìn khác nhau.

Như vậy, đối tượng Áo-Hung đã được phân tích thành hai đối tượng là Đế quốc Áo và Vương quốc Hung; tuy nhiên, đây mới chỉ là bước đầu tiên vì hai chủ thể này vẫn còn là những chủ thể phức tạp được cấu thành từ vô số các yếu tố khác. Wittgenstein tin rằng, nếu ta tiếp tục quá trình phân tích như trên, cuối cùng ta sẽ có được một dãy gồm toàn các đối tượng đơn giản, mối quan hệ giữa các đối tượng này sẽ phản ánh, có thể chính xác hoặc không chính xác, mối quan hệ của những đối tượng này trong thế giới. Những mệnh đề không thể phân tích được thành những yếu tố đơn giản giống như vậy sẽ là những mệnh đề giả và do vậy vô nghĩa (Wittgenstein cho rằng hầu hết các tuyên bố về tôn giáo, đạo đức và triết học thuộc về loại mệnh đề giả này). Với cuốn sách của mình, Wittgenstein tuyên bố đã giải quyết xong tất cả các vấn đề triết học và ông từ bỏ  môn học này.
Wittgenstein dành một số năm làm nghề chăm sóc vườn và giảng dạy tại những ngôi trường xa xôi trước khi quay lại với triết học vào những thập niên 30. Ông trở thành giáo sư triết tại đại học Trinity, Oxford. Thứ triết học ông dạy lúc bấy giờ rất khác với loại triết học trong Chuyên luận và không được in thành văn bản. Sau khi ông qua đời, những bài viết của ông được tổng hợp thành cuốn Những tìm sâu triết học.
Vào giai đoạn này, Wittgenstein gạt bỏ tư tưởng khi cho rằng yếu tố tối hậu của ngôn ngữ là các đối tượng đơn giản; hệ thống logic ông xây dựng cũng được tháo dỡ. Cũng giống như ở thời kỳ trước, Wittgenstein tin rằng các ngữ pháp bề mặt ẩn giấu bản chất thực sự của ngôn ngữ; nhưng ở thời kỳ này, thứ được ẩn giấu không phải là các cấu trúc logic phức tạp mà lại là sự đa dạng trong cách mà ngôn ngữ được sử dụng trong các hoạt động hàng ngày. Ngôn ngữ gắn liền với thế giới theo vô số cách khác nhau, và ông đặt ra khái niệm "trò chơi câu chữ" (en. language-game) để mô tả điều này. Wittgenstein đưa ra vài ví dụ về "trò chơi câu chữ" như: đưa ra mệnh lệnh, mô tả hình dáng của vật thể, bộc lộ cảm xúc, đưa ra các số đo, xây dựng vật thể từ những mô tả, báo cáo lại một sự kiện, phỏng đoán về một sự kiện, bịa chuyện, diễn kịch, giải câu đố, nói đùa, đặt câu hỏi, nguyền rủa, chúc mừng và cầu nguyện. Sẽ là bất khả thi để chỉ ra một đặc điểm cốt yếu trong tất cả những trò chơi này, thay vào đó, những "trò chơi" này giống nhau theo cách mà các thành viên trong một gia đình giống nhau: họ có thể có nhiều nét tương đồng với nhau nhưng trông vẫn cực kỳ đa dạng. Ngôn ngữ cũng giống như vậy, có lẽ chúng không chỉ là những mệnh đề logic mà chứa đựng vô số điều kỳ thú và hơn cả, bí ẩn.

### Hiện tượng học và triết học hiện sinh
Rời khỏi mảnh đất của triết học phân tích tại nước Anh và một số vùng của Hoa Kỳ để đến với châu Âu lục địa, ta sẽ thấy một bộ mặt hoàn toàn khác của triết học tại đây. Như đã nói, cũng như các nhà triết học phân tích, các triết gia châu Âu lục địa truy tìm câu trả lời cho những câu hỏi như: "Ý thức là gì" hay "Làm người thì có ý nghĩa gì?" song họ không phân tích từ ngữ "ý thức" và "làm người" để tìm ra đáp án cho những vấn đề này. Trái lại, họ tin rằng: ta phải nhìn thật sâu vào trải nghiệm mà ta đang có để tìm ra câu trả lời cho những câu hỏi này. Dù bắt nguồn từ Nietzsche và Kierkegaard từ thế kỷ 19, chủ nghĩa hiện sinh của thế kỷ 20 không thể được hiểu nếu không quy chiếu đến các tác phẩm của Husserl. Rất nhiều những nhà triết học lục địa lớn đều đã học hoặc đã đọc Husserl. Điểm thú vị là, trong khi Husserl là một nhà toán học và mong muốn biến triết học thành một bộ môn khoa học tuyệt đối, nhiều môn đệ của ông lại là những nhà thơ, những tiểu thuyết gia cực kỳ xuất sắc.

#### Edmund Husserl

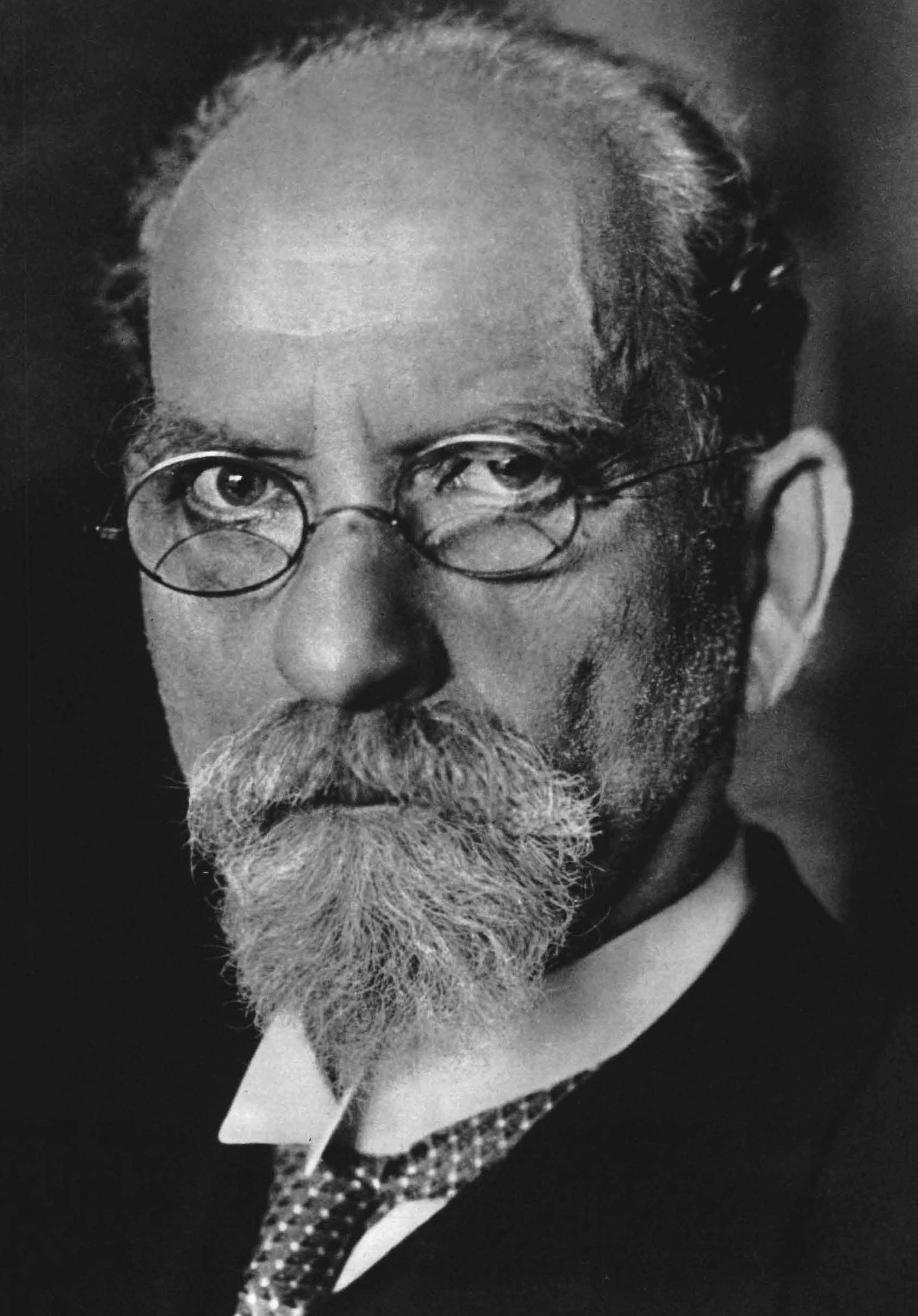
Edmund Husserl, ảnh chụp vào năm 1910.

Edmund Husserl sinh vào năm 1859, cũng là năm sinh của John Dewey. Động lực lớn trong các công trình của Husserl là "sự chắc chắn". Ông kịch liệt chỉ trích thái độ duy nhiên (en. Naturalism), chính là thái độ cho rằng các khách thể có tính tuyệt đối và tất thảy mọi sự trên thế giới này đều có thể hoàn toàn giải thích bằng các môn khoa học tự nhiên. Khoa học, dù có khách quan đến đâu, cũng đều có nền tảng là từ ý thức của chính con người; xa rời khỏi nền tảng này chỉ dẫn ta đi đến những ngõ cụt. Vậy, nếu như ý thức chính là suối nguồn cho mọi hiểu biết của ta, Husserl cho rằng: ta sẽ phải tiếp cận nó theo một cách hoàn toàn khác.
Husserl đã phát triển một phương pháp, được gọi là hiện tượng học (en. Phenomenology). Cũng giống như cách Hegel dùng chữ này, "hiện tượng học" là môn học nghiên cứu về những đối tượng xuất hiện trong kinh nghiệm của chúng ta. Husserl đã đi ngược lại các triết gia trước đó khi không cho rằng thế giới là tuyệt đối và bất biến (thái độ duy nhiên), trái lại, thế giới này chỉ là thế giới mà ta đã nhìn thấy. Nói cách khác, hiện tượng học không coi một điều gì là tất nhiên mà quyết thẩm tra về cách mà ta nhìn thế giới, quyết tìm ra tại sao ta lại nhìn thế giới như thế này mà không phải thế khác.
Một trong những khám phá quan trọng của Husserl là tính ý hướng (la. Intentio), đó là, ý thức bao giờ cũng là ý thức về một cái gì. Triết học duy lý cho rằng ý thức có thể tồn tại độc lập với thế giới, đứng ngoài thế giới. Nhưng Husserl đã chỉ ra rằng, ý thức của ta luôn luôn có đối tượng; đối tượng đó có thể là những dòng chữ mà ta đang đọc, là đồ vật xung quanh, là những kỷ niệm mà ta đang hồi tưởng... Ý thức bao giờ cũng là một ý hướng: nó luôn hướng đến một đối tượng nào đó; bên trong nó không chứa đựng gì cả.
Quan trọng không kém điều đã trình bày ở trên, đối tượng bao giờ cũng là đối tượng cho một ý thức. Một đối tượng không thể là đối tượng cho một sự vật khác, vì sự vật không có khả năng tri giác và nhận thức đối tượng; nó phải là đối tượng cho một ý thức. Hơn thế, cùng một đối tượng nhưng những ý thức khác nhau sẽ đối diện và nhìn nhận nó theo những cách khác nhau. Đứng trước một Phật điện, có người sẽ thấy đó là một nơi thờ tự linh thiêng, có người lại thấy những pho tượng thờ là những tác phẩm điêu khắc tinh xảo và hẳn có người sẽ thấy bàn thờ đó mang dấu tích của một thời đại lịch sử nhất định. Dẫu là cùng một đối tượng, nhưng nhiều ý thức sẽ nhìn nhận nó theo những cách thật khác nhau. Triết học cổ điển hẳn đã muốn có cái nhìn của Thượng đế: "biết thấu tỏ sự vật", nên mới thể hiện thế giới như là một thứ gì đó tuyệt đối và cứng nhắc.
Như vậy, ý thức và đối tượng có một mối liên hệ chặt chẽ với nhau, ngang hàng với nhau; không thể có cái này tồn tại mà cái kia không tồn tại. Từ trước đến nay, các nhà khoa học, hay thậm chí là các nhà văn, đều mô tả thế giới như thể đó là một cái gì đó lạnh lùng, duy nhiên và tách biệt với ý thức con người. Nhưng nhà hiện tượng học coi thế giới là "cái tôi đã nhìn và đã sống", một thế giới phong phú và chứa đựng vô vàn điều mầu nhiệm. Để có thể bước vào địa hạt hiện tượng học, Husserl đề ra một phương pháp.
Phương pháp hiện tượng học này được ông gọi là những "giảm trừ" (en. Reduction). Có ba bước giảm trừ là giảm trừ triết học, giảm trừ yếu tính và giảm trừ hiện tượng học. "Giảm trừ triết học" là làm điều mà Descartes đã làm: nghi ngờ hết thảy mọi sự, không coi cái gì là hiển nhiên hết, ta gạt mọi các tư tưởng trước đó ra ngoài để có thể tự mình bước đi. "Giảm trừ yếu tính", như Husserl nói, là "đặt thế giới vào trong ngoặc đơn", là tạm thời không để tâm, không chú ý đến sự hiện hữu của thế giới thiên nhiên mà chỉ chuyên chú đến đối tượng đang được ý thức mà ta hướng đến. Đến bước giảm trừ hiện tượng học, ý thức và thực tại gắn chặt với nhau thành một thực tại duy nhất. Thế giới ta đạt được lúc này không phải là thế giới tuyệt đối hay là thế giới như được nhắc đến trong sách vở, mà chính là thế giới ta đã thực sự nhìn thấy, thực sự sống với nó.

#### Martin Heidegger

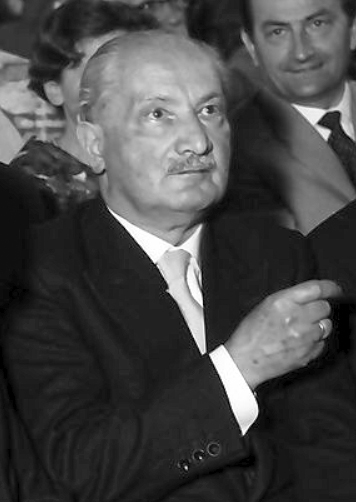
Ảnh chụp Martin Heidegger vào năm 1960.

Martin Heidegger là học trò của Husserl và là một trong số những gương mặt triết gia Đức nổi bật nhất của thế kỷ 20. Năm 1927, ông cho ra đời tác phẩm tiêu biểu và có ảnh hưởng nhất của mình, Hữu thể và Thời gian (de. Sein und Zeit, en. Being and Time). Heidegger biết rằng ông mang nợ Husserl rất nhiều nên đã đề tặng tác phẩm này cho người thầy của mình; tuy nhiên, về mặt triết học, Heidegger và Husserl có nhiều điểm khác biệt lớn. Nếu như Husserl tin rằng: bằng phương pháp hiện tượng học, các lớp trải nghiệm sẽ được bóc tách và kết quả của quá trình là một ý thức thuần túy thì Heidegger không cho rằng tồn tại cái gọi là "ý thức thuần túy" như vậy. Heidegger đặt trọng tâm triết học của mình vào sự hiện hữu ("tồn tại", en. Being), thứ đi trước và đặt nền tảng cho tất cả những trải nghiệm mà ta có.
Toàn bộ triết học của Heidegger có thể nói là xoay quanh chữ Dasein. Ông giải thích chữ Dasein của mình như sau: "Da" mang nghĩa nguyên thủy của nó là "đối diện" còn "Sein" được hiểu như một động từ nên có nghĩa là "hiện hữu". Trước Heidegger, Hegel cũng nhắc tới "Dasein" nhưng cũng giống như các triết gia khác, chữ này được dùng để chỉ những hữu thể đã hình thành, đã cứng đọng thành những sự vật. Trái lại, Heidegger muốn đi sâu hơn, ông muốn vén màn cho hiện hữu, tức: sự hình thành của những hữu thể đó. Để có thể thâm nhập vào triết học của Heidegger, ta cần gác lại cái nhìn thường ngày khi cho rằng các hữu thể đã hình thành, cố định và đi sâu vào hiện hữu hay chính là sự hình thành các hữu thể, sự hình thành của chính thế giới mà ta biết.
Trong triết học của Heidegger, con người là Dasein và là một hữu-tại-thế (zh. 有在世, de. In-der-welt-sein, "hiện hữu trong thế giới"). Chữ "thế [giới]" ở đây không có nghĩa là thế giới với tư cách là không-thời gian để chứa đựng con người như ta thường hiểu; ngược lại, triết gia người Đức cho rằng chính sinh hoạt của Dasein mới làm phát sinh ra không gian và thời gian. Một ví dụ nhỏ để làm rõ điều này là, những khái niệm căn bản mà ta dùng để chỉ không gian như: "đây", "đó", "ngoài kia", "bên dưới"... đều bắt nguồn từ nơi con người; nếu không có con người làm căn cứ, các khái niệm trên trở nên thật mơ hồ.
Cũng như vậy, thời gian phát sinh từ chính con người. Nhiều triết gia trước đó như Aristotle, Kant và Bergson cũng đã chỉ ra tính chất lệ thuộc của thời gian vào sinh hoạt của con người nhưng không triệt để như Heidegger. Bergson đã có một quan sát rất chính xác rằng: "Chiếc kim đồng hồ chỉ ở một vị trí vào một khoảnh khắc, nên nếu không có trí nhớ của ta để nhớ rằng trước khi ở số 6 thì kim đã ở số 3, thì sẽ không có sự chuyển động của chiếc kim, và tất nhiên là không có thời giờ." Hai khái niệm này ("cái đã qua" và "cái đang là") không thể tồn tại cùng lúc một cách khách quan, mà chỉ tồn tại trong trải nghiệm của con người mà thôi. Heidegger cho rằng, bản chất của con người là "ném mình ra phía trước", nó đang ở hiện tại mà đã ném mình về tương lai, đang ở hiện tại mà còn ném mình về phía quá khứ nữa. Đây được gọi là thời gian tính của Dasein, "quá khứ", "hiện tại" và "tương lai" chỉ là ba thế xuất hiện của một thời gian tính duy nhất: không thể có có hiện tại nếu không có tương quan với quá khứ và tương lai, tương tự, không thể có tương lai và quá khứ nếu không quy chiếu đến hiện tại.
Khép lại phần của Heidegger, ta hãy xem xét phương diện "hiện sinh" trong triết học của ông. Nhà triết học cho rằng, vì coi thế giới cố định là quá hiển nhiên mà ta bị nhiễm cái vẻ duy sự của nó. Ta quên đi sự hiện hữu của mình mà bị nhấn chìm trong thế giới. Một mối nguy khác nữa là tính cách "dụng cụ". "Dụng cụ" là thứ nối dài cho khả năng tác động của ta: cái búa để ta đập, cái máy tính để ta làm việc... Nhưng việc dùng dụng cụ đặt ta trong mối tương quan với chúng, chỉ sinh hoạt với tinh thần dụng cụ thì sớm muộn gì chính ta cũng bị kéo xuống thành một sự vật. Để vượt lên trên những điều này, ta cần luôn tỉnh thức về sự hiện hữu của chính mình, luôn tiếp thông với thế giới để đưa những điều chưa thành hình ra ánh sáng. Và luôn làm mới bản thân, khai thác những tiềm năng của bản thân và "tự vượt qua chính mình để đến với cái khả hữu của mình", đến với cái chí thiện.

#### Jean-Paul Sartre

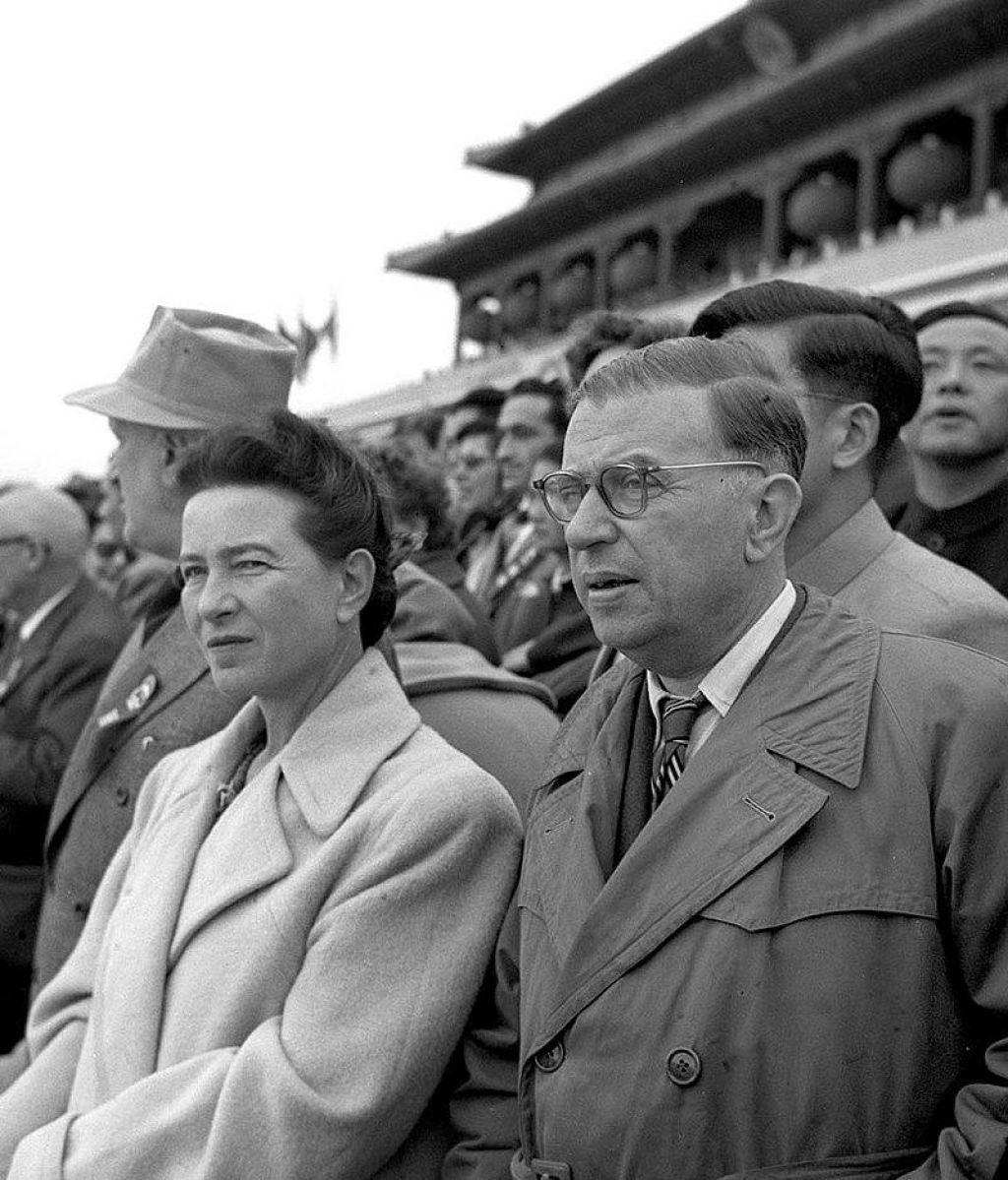
Jean-Paul Sartre cùng Simone de Beauvoir tại Bắc Kinh, năm 1955.

Nhà triết học nổi tiếng nhất của chủ nghĩa hiện sinh có lẽ là Jean-Paul Sartre. Ông là một nhà văn sắc bén, một nhà tâm lý có tài và là một nhà triết học đặc biệt. Các tác phẩm của ông đã lột tả được trải nghiệm và tâm lý của những con người đang sống trong thế kỷ 20 đầy biến động. Ông từ chối giải thưởng Nobel Văn học vào năm 1964 vì không muốn có mối ràng buộc với các thiết chế. Sartre là người đã mang triết học hiện sinh "xuống đường", thâm nhập và ảnh hưởng sâu rộng đến vô số cuộc đời trong xã hội, đặc biệt là trong giới trẻ. Khi ông mất năm 1980, khoảng năm mươi nghìn người (chủ yếu là các học sinh, sinh viên) đã xuống lòng đường Paris đưa tiễn ông.
"Thừa thãi" và "Phi lý" là những từ có thể được dùng để cô đọng thế giới quan của Sartre. Các sự vật trong thế giới của ông đều "đặc sệt, nhầy nhụa và bất di dịch". Mọi thứ đều cứ nằm lì và trơ trơ ra đấy, chẳng có cái gì cả; sự bất động vô nghĩa này khiến con người cảm thấy chán ngán, "buồn nôn". Cảm giác này được Sartre miêu tả chi tiết trong cuốn tiểu thuyết nổi tiếng Buồn nôn (en. The Nausea, fr. La Nausée) của ông: anh chàng Adolphe mệt mỏi, chán nản đang ngồi trong công viên, ánh mắt của anh ta dừng lại tại một cái rễ cây. Cái rễ cây ấy trông như đang bò ra, đấy là "trông như" thôi, còn thực sự thì nó lì lì, vô nghĩa. Tại sao nó lại màu đen thế này, tại sao nó lại xù xì như thế, sao nó không là cái gì khác... những câu hỏi này chẳng có nghĩa lỳ gì cả, mọi thứ của cái rễ này trông thật thừa thãi so với chính nó; tự thân nó cũng chẳng có ý nghĩa gì cả. Sartre thấy sự vật nào cũng cứng đọng, lầm lì và phi lý như vậy.
Nếu mọi sự đều phi lý và vô nghĩa như vậy, hẳn cuộc đời con người phải mang một ý nghĩa nào đó? Sartre không cho rằng như vậy, cuộc đời con người tự nó cũng vô nghĩa, chỉ có ý nghĩa do con người gán cho nó mà thôi. Sartre đưa ra một ví dụ nổi bật, ông bảo ta hãy tưởng tượng ra một con dao rọc giấy; con dao này đã được chế tạo để phù hợp với công dụng của nó: nó có một cái lưỡi sắc bén nhưng không gây nguy hiểm, nó cần được làm bằng một chất liệu phù hợp như kim loại, gỗ chứ không phải là bơ hay lông chim...Những đặc điểm này được gọi là "yếu tính" (en. Essense) của "dao rọc giấy", chúng phải xuất hiện trước và định hình nên con dao rọc giấy. Nhưng con người thì sao? Ông cho rằng, không có kế hoạch nào cho con người cả, con người chẳng phải là tạo tác của Thượng đế và cũng chẳng được thiết kế để thực hiện một sứ mệnh gì cả. Một cách cô đọng, Sartre viết: "Hiện hữu có trước yếu tính" (hoặc "hiện sinh có trước bản tính"); con người không có sẵn yếu tính, nó phải tự tạo ra ý nghĩa cho mình.

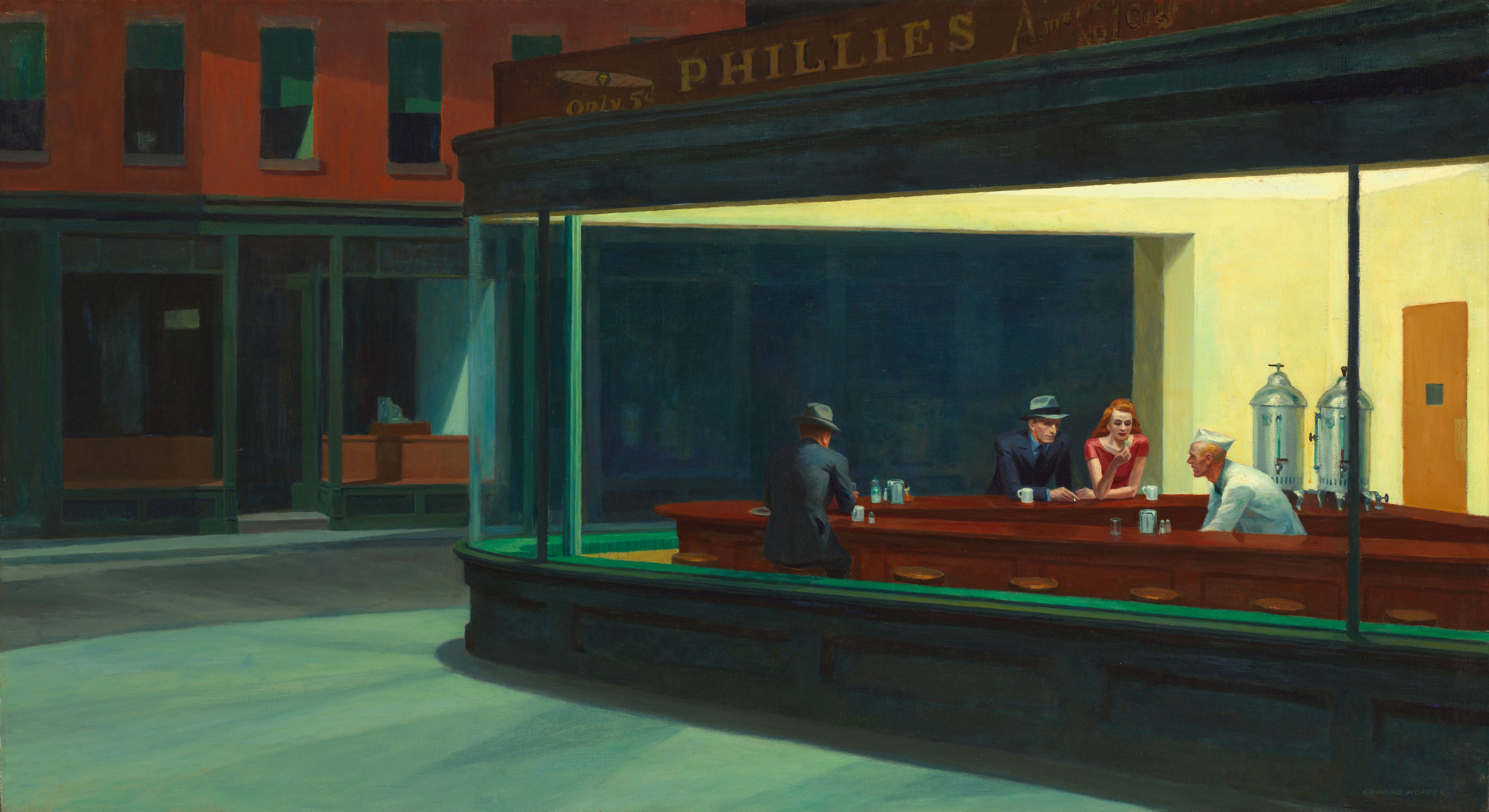
Bức tranh Nighthawks (1942) của Edward Hopper. Dù ở rất gần nhau, những nhân vật trong tranh không thể hiện một sự kết nối nào cả. Hình ảnh này có thể được dùng để miêu tả một số khía cạnh trong triết học của Sartre: sự xa cách, tha hóa nhưng cũng nhấn mạnh sự tự do và độc lập của từng cá nhân trong xã hội.

Con người được toàn quyền quyết định cho cuộc đời của mình nhưng chính sự tự do này lại là một nỗi đau khổ. Sartre viết: "Con người bị kết án phải tự do", dù có làm gì và làm thế nào, con người không thể thoát khỏi sự tự do này. Vì không có một thế lực nào tác động đến ta và chính ta cũng không có sẵn yếu tính nào cả, ta phải chịu trách nghiệm với mọi điều ta làm vì đó là lựa chọn của chính ta. Ngay tại lúc này, ta có thể đang buồn chán, nhưng theo Sartre, sự buồn chán đó là do chính ta chọn lấy, không ai ép ta phải như vậy cả. Niềm tin tồi tệ (en. Bad faith) mà con người có thể có là phủ nhận sự tự do của chính mình, coi con người là sản phẩm của hoàn cảnh hoặc những quyết định trong quá khứ. "Tôi vốn đã như thế này rồi" hoặc "Tôi không còn lựa chọn nào khác" là một vài ví dụ cho điều này, Sartre cho rằng: con người luôn có thể tự quyết cách mà họ sống, con người họ trở thành và ý nghĩa cho cuộc đời họ. Con người chính là tự do và ta chịu tất cả trách nghiệm (cùng những trải nghiệm như lo lắng, đau khổ và tuyệt vọng) cho ý nghĩa cuộc đời mà ta tạo ra.
Nhờ công lớn nhất của Sartre, triết học hiện sinh xâm nhập vào mọi khía cạnh trong xã hội của thế kỷ XX, đặc biệt là tại nước Pháp, biến đây trở thành trào lưu triết học có ảnh hưởng nhất tại châu Âu lục địa vào thời điểm đó. Chủ nghĩa hiện sinh cũng bước vào trong cả thơ, tiểu thuyết và phim ảnh; nó lôi cuốn được rất đông người theo đuổi (chủ yếu là thanh thiếu niên) và khiến người ta phải suy tưởng về ý nghĩa cho sự tồn tại của chính bản thân mình. Dù vậy, cũng cần nhớ rằng, đây chỉ là bề nổi của triết hiện sinh, một trường phái triết học thực sự đa dạng và chứa đựng vô cùng nhiều những suy tưởng và phản tỉnh (chứ không chỉ là những suy nghĩ về sự "vô nghĩa của cuộc sống"). Triết học hiện sinh tiếp tục sống và tồn tại trong thế kỷ 21 này, dù ảnh hưởng của nó không còn vang dội và mạnh mẽ như những năm giữa thế kỷ trước.

## Triết học hiện đại

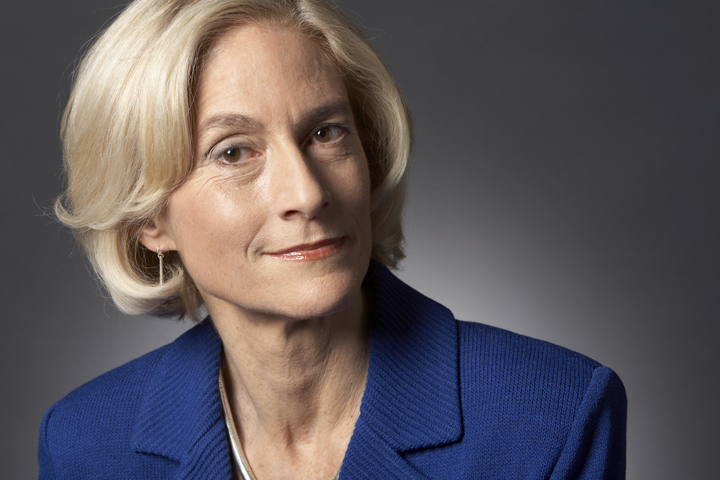
Martha Nussbaum, ảnh chụp năm 2008

Triết học đang ở đâu trong hiện tại, và, nó sẽ đi đến đâu? Sau khi theo dõi tiến trình triết học từ những buổi đầu tiên cho đến thế kỷ XX, có lẽ ta không nên đưa ra một câu trả lời quá chắc chắn. Có những vấn đề mới sẽ xuất hiện, có những vấn đề sẽ không xuất hiện nữa và có thể có những vấn đề cũ lại được lật lại để tiếp tục suy ngẫm. Ta sẽ chỉ điểm qua một số phong trào triết học nổi bật ở giai đoạn này.
Kể từ khi được thiết lập vào thời của Francis Bacon, các phương pháp thực nghiệm (duy nghiệm) nhằm thu thập dữ liệu đã trở thành tiêu chuẩn cho khoa học. Tuy nhiên, nền tảng của lý thuyết thực nghiệm cũng như là bản chất của khoa học đều có thể được đặt lại trước sự suy xét của triết học. W. V. O. Quine đã có những tư tưởng mới về chủ nghĩa duy nghiệm cổ điển. Về khoa học và những đặc tính của nó, Karl Popper và Thomas S. Kuhn là hai nhà triết học nổi tiếng nhất trong lĩnh vực này. Hệ thống tư tưởng của hai ông gần như đi ngược hoàn toàn với những quan điểm thường thấy về khoa học. Sự phát triển về khoa học công nghệ cũng đặt ra những vấn đề về máy móc và trí tuệ nhân tạo, với ví dụ nổi tiếng nhất là phép thử Turing.
Chủ nghĩa hậu hiện đại là một nét khác của triết học đương đại. Phong trào này xét lại (hay thẳng thắn hơn, từ chối) những quan điểm truyền thống về thế giới như: "chỉ có một bức tranh hiện thực duy nhất", "các tri thức phổ quát là có thể thu thập được" hay "khoa học là dạng hiểu biết tiên tiến hơn". Các nhà triết học nổi bật nhất của chủ nghĩa hậu hiện đại là Michel Foucalt, Jacques Derrida và Richard Porty.
Nữ quyền cũng là một chủ đề lớn khác của triết học vào thời gian gần đây. Bên cạnh các phong trào nổi bật và đa dạng yêu cầu xét lại vai trò của phụ nữ, bình đẳng giới và cấu trúc xã hội, các nhà triết học nữ quyền cũng xem xét sâu hơn về vai trò kết cấu quyền lực, chính trị và điều kiện xã hội ảnh hưởng đến các khuôn mẫu nhận thức và đạo đức của phụ nữ. Hai trong số nhiều nhà triết học nữ quyền có ảnh hưởng lớn là Simone Beauvoir và Martha Nussbaum.
Trong lĩnh vực đạo đức, Peter Singer là một gương mặt triết học với ảnh hưởng không nhỏ. Ông đặt ra các câu hỏi trong vấn đề đối xử với động vật ("Nếu sở hữu trí khôn vượt trội không cho phép một người lợi dụng kẻ khác cho mục đích của riêng mình, tại sao nó cho phép loài người bóc lột các sinh vật khác?") và mối liên hệ giữa từng cá nhân với tình trạng đói nghèo đang tồn tại trên thế giới (chủ nghĩa vị tha hữu hiệu). Triết học ra đời và phát triển khi con người đặt câu hỏi về những tập quán và về thế giới xung quanh. Với những phong trào triết học như hiện tại, có thể, tinh thần Socrates sẽ được duy trì và tiếp tục định hình nên tương lai của chính chúng ta.

## Phụ chú
1. ↑  Người thầy của ông (Plato), trái lại, cho rằng các sự vật trong thế giới là quá bất toàn để cho các giác quan có thể rút ra được một khoa học nào đó. [47]
2. ↑  Hobbes dùng thuật ngữ "Thịnh vượng chung" (en. Commonwealth) để nói về khái niệm này.
3. ↑  Nietszhe viết: Hãy còn biết bao nhiêu điều có thể tựu thành. Vậy thì hãy học cười vang cao vút khỏi đầu các ngươi! Hỡi những kẻ khiêu vũ tài ba, hãy nâng lòng lên cao, cao hơn, cao vời hơn nữa! Và chớ quên cười thật ầm vang! [249]
4. ↑  Trò "đính ghim" là một trò chơi bình dân của trẻ con vào thời của Bentham. Nếu như ông sống ở thời điểm hiện tại, có lẽ ông sẽ nói: "Nếu tạo ra cùng một giá trị hạnh phúc thì chơi game cũng có giá trị ngang với đọc thơ" [257]
5. ↑  Tránh hiểu lầm rằng William James nói người ta có thể tin bất cứ cái gì người ta muốn tin và nó sẽ trở thành sự thật; ngược lại, những niềm tin tự kỷ trung tâm như vậy thực sẽ không đi đến đâu. [275]
6. ↑  Điều này đảm bảo chỉ có duy nhất một hoàng đế Pháp mà ta đang nhắc tới.